# Baden (Morbihan)
Pour les articles homonymes, voir Baden.
Baden ([badɛn], mais au XVIIIe siècle [badɛ̃]) est une commune française située dans le département du Morbihan, en région Bretagne.

## Toponymie
Le nom de la localité est mentionné sous les formes Badan en 1430, Baden en 1793. L'origine du nom est inconnue.
Le nom de la commune en breton est Baden [Bajɘn].

## Géographie

### Situation
| Bono            | Plougoumelen | Ploeren                          |
| Crach           | Baden        | Arradon                          |
| Saint-Philibert | Larmor-Baden | Golfe du Morbihan Île-aux-Moines |

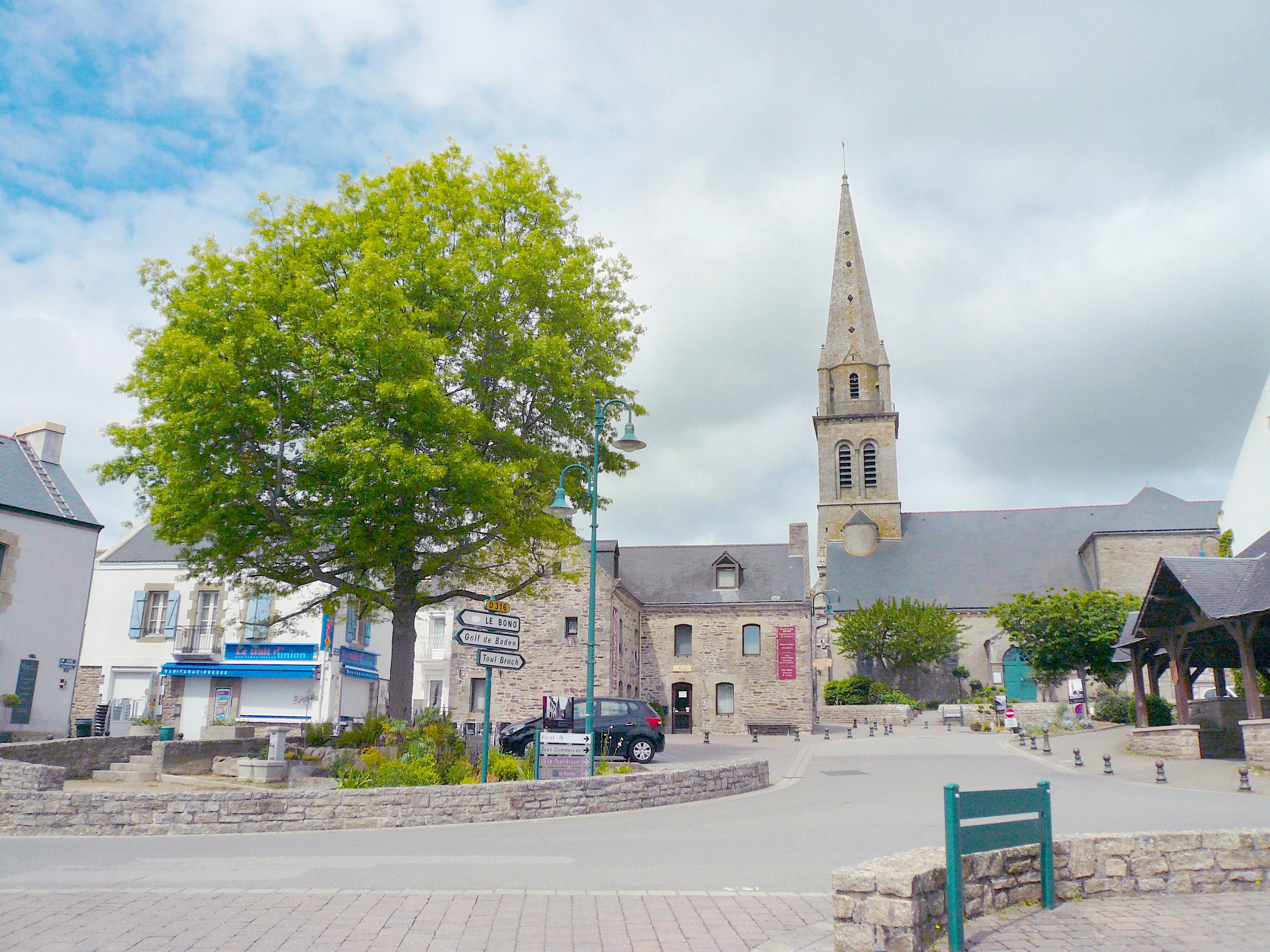
La place de Weilheim et l'église Saint-Pierre.

Baden est une commune vaste de 2 353 hectares dont le territoire de Baden borde le golfe du Morbihan et est relié à l'ouest par la rivière d'Auray. Baden est à mi-chemin des deux pôles urbains que sont : Auray (8 kilomètres) et Vannes (13 kilomètres).
Baden fait partie du parc naturel régional du golfe du Morbihan.
C'est une commune à la fois touristique et résidentielle. Les communes limitrophes sont, au nord, Le Bono, Plougoumelen, Ploeren, à l'est, Arradon et, au sud, Larmor-Baden.

### Le littoral
La commune présente un linéaire littoral très sinueux de 37 kilomètres, comprenant quatre îles : l'île du Rénaud, les Sept Îles et les îles Grand et Petit Veïzit, et pour sa partie continentale, séparé en deux tronçons par la commune de Larmor-Baden : le tronçon ouest comprend une partie de l'Anse de Locmiquel, la Pointe de Locmiquel, l'étang de Toulvern, l'Anse de Baden, la Pointe du Blair et une partie de la rive gauche de la Rivière d'Auray jusqu'à la Baie de Kerdréan (partagée avec Le Bono) en passant par le port du Parun (une anse aux infrastructures portuaires très sommaires) ; le tronçon est comprend l'Anse de Kerdelan, la presqu'île de Port-Blanc, l'Anse du Moustran, la presqu'île de Penmern et les rias du Moulin du Pont et du Ruisseau du Pont de Lohac, cette dernière étant partagée avec Arradon ; ces deux rias étant séparées par la presqu'île du Moulin Neuf.

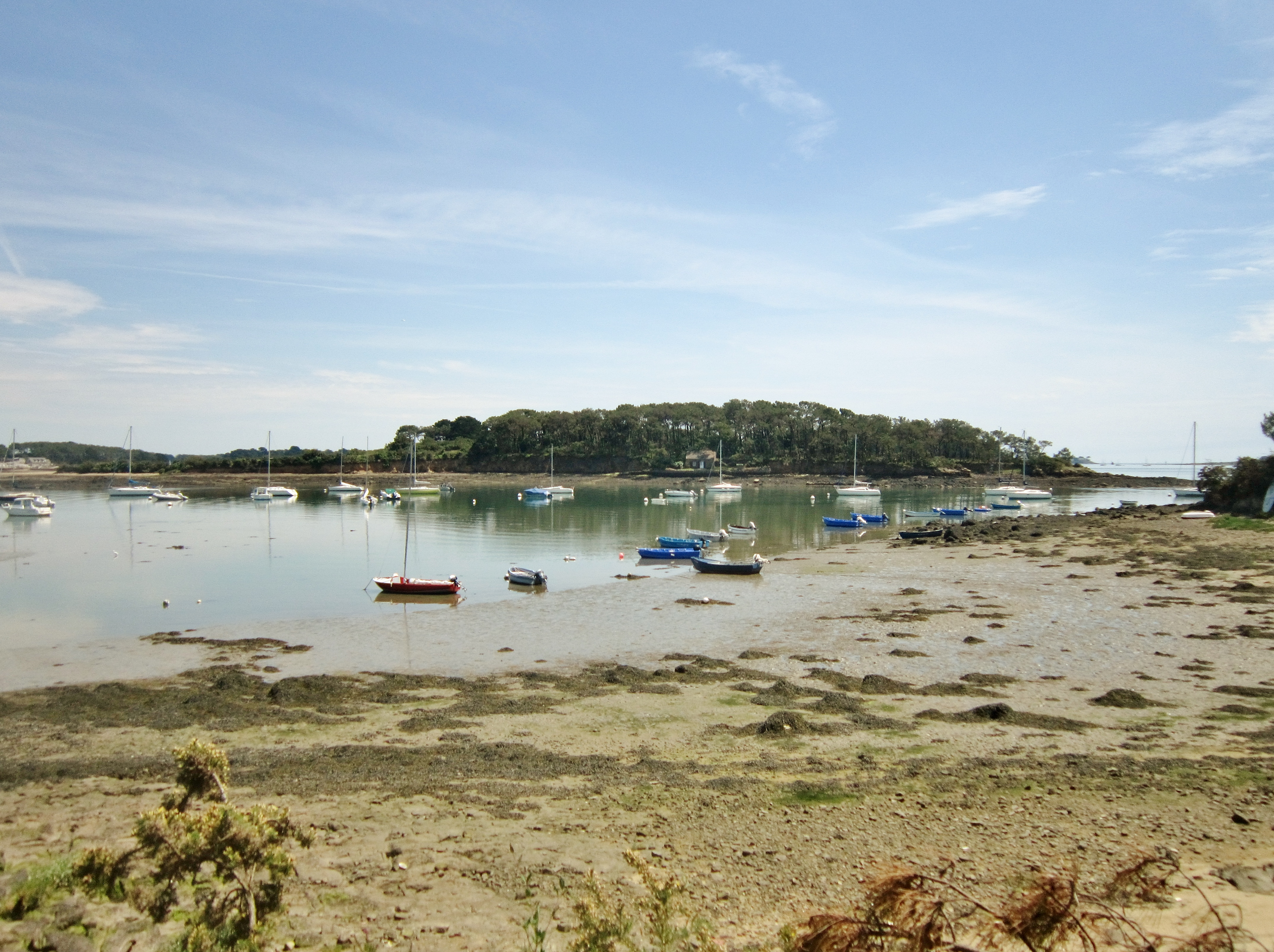
Les Sept îles (Morbihan), vue depuis la rive est de la Pointe du Blair.
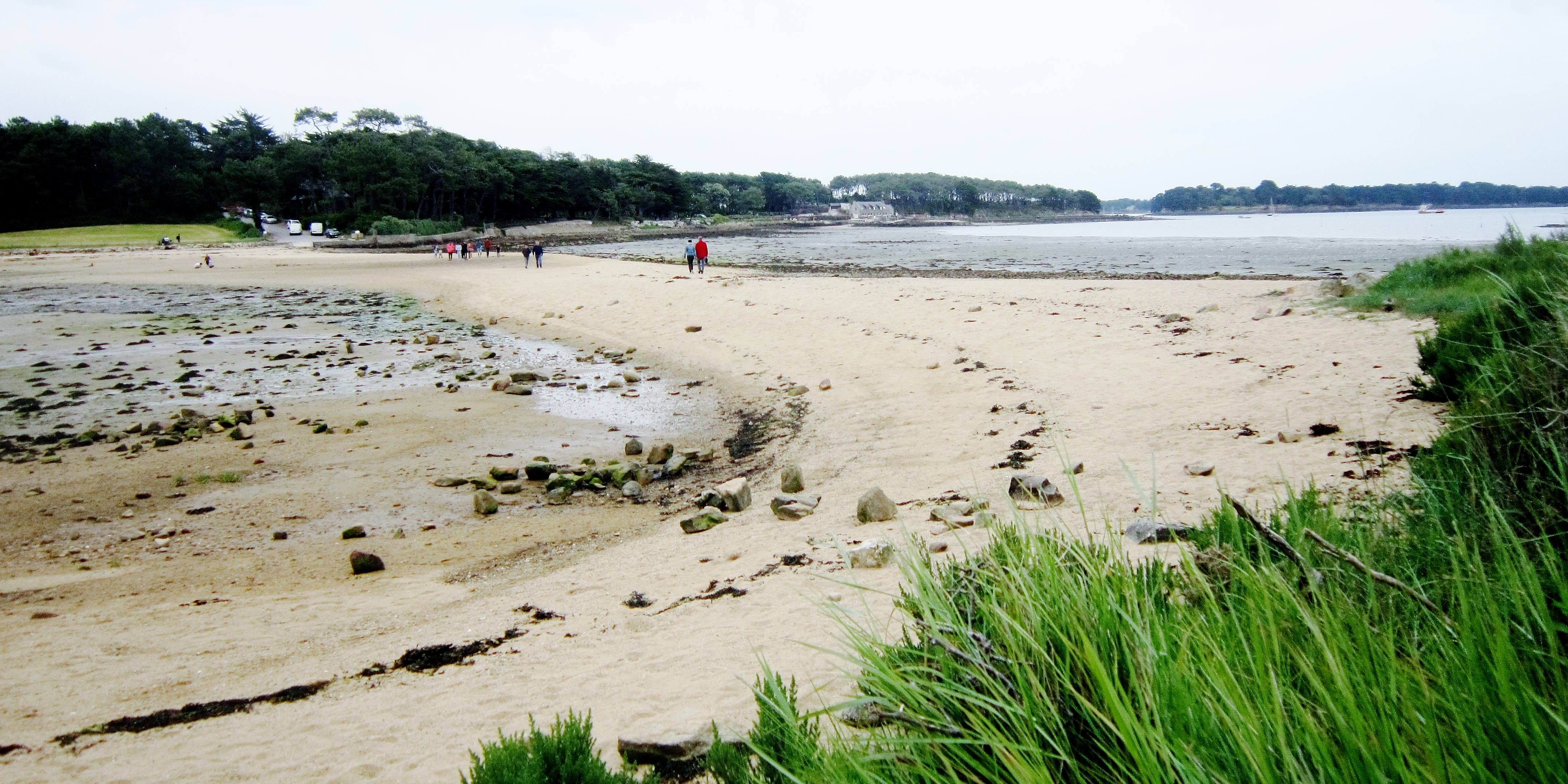
Le tombolo reliant les Sept Îles (Morbihan) au continent vu du continent à marée basse.
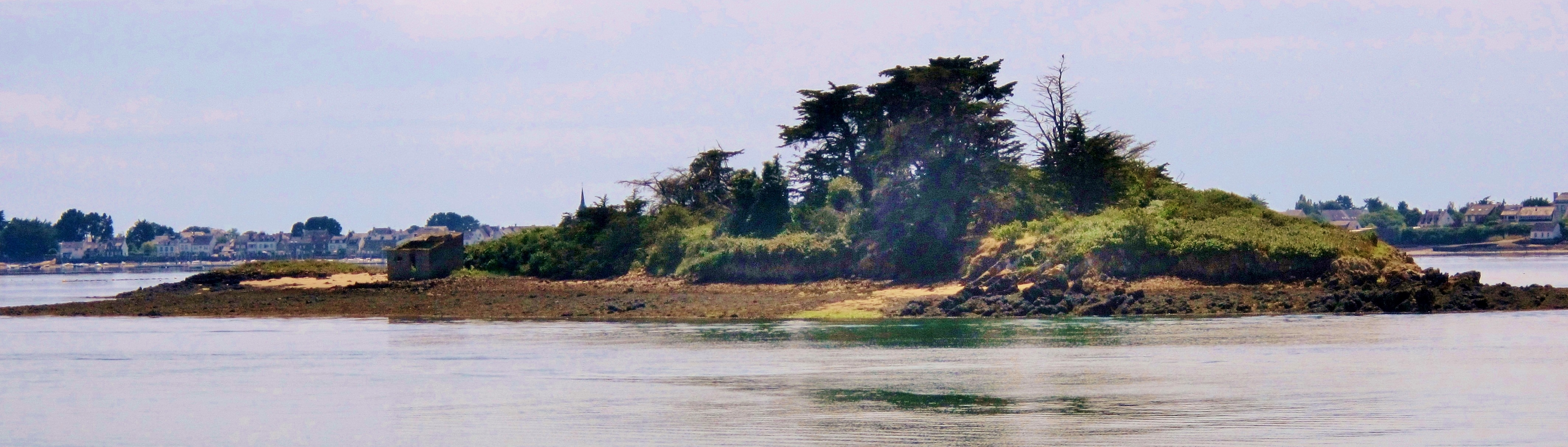
L'île du Grand Huernic vue de la Pointe du Blair.
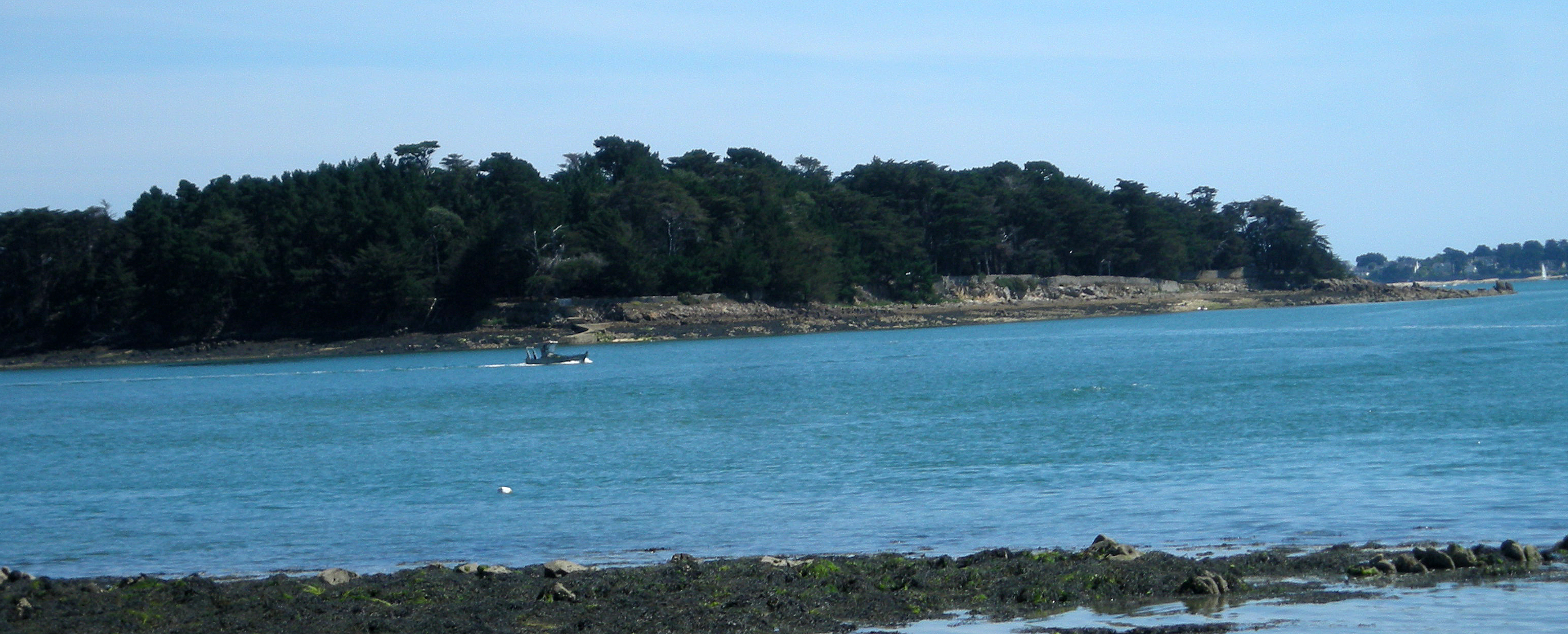
Er Runio : la côte ouest.
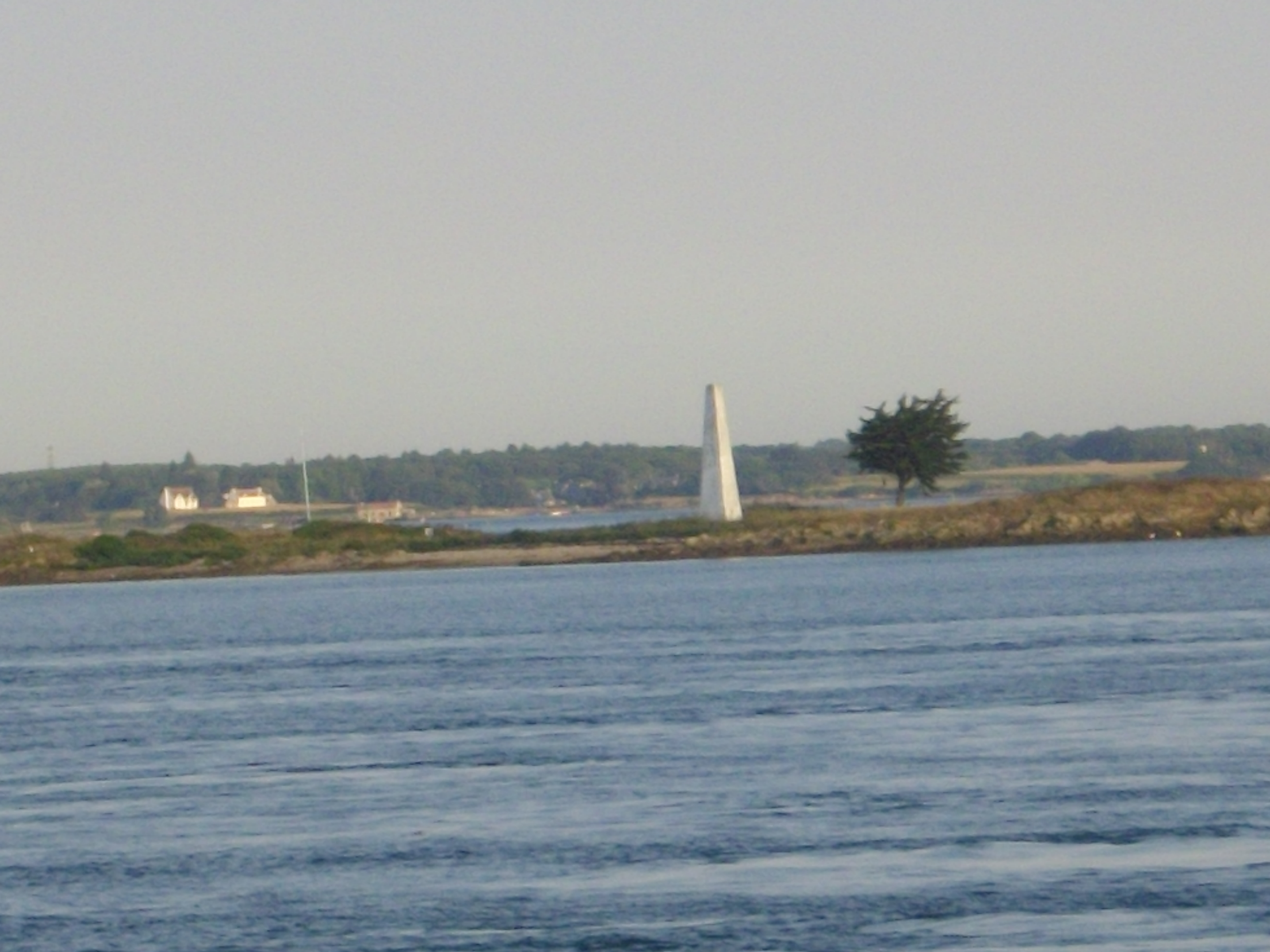
L'île du Petit Veïzit.

Le littoral présente des aspects très variés, alternant de nombreuses zones basses bordées de plages ou de grèves, notamment au niveau des anses précitées et quelques parties plus accidentées, principalement à l'ouest de la commune, par exemple dans l'étroite et longiligne Pointe du Blair, dont l'altitude s'élève pourtant jusqu'à 21 mètres et qui est bordée de falaises, ou encore dans la presqu'île de Toulvern, dont l'altitude s'élève jusqu'à 26 mètres à peu de distance de la mer ; mais quelques parties accidentées existent aussi dans la partie orientale du territoire communal : les rives de la ria du Ruisseau du Pont de Lohac sont encaissées (l'altitude monte jusqu'à 19 mètres dans la presqu'île du Moulin Neuf et jusqu'à 21 mètres dans celles de Penmern et de Port-Blanc).

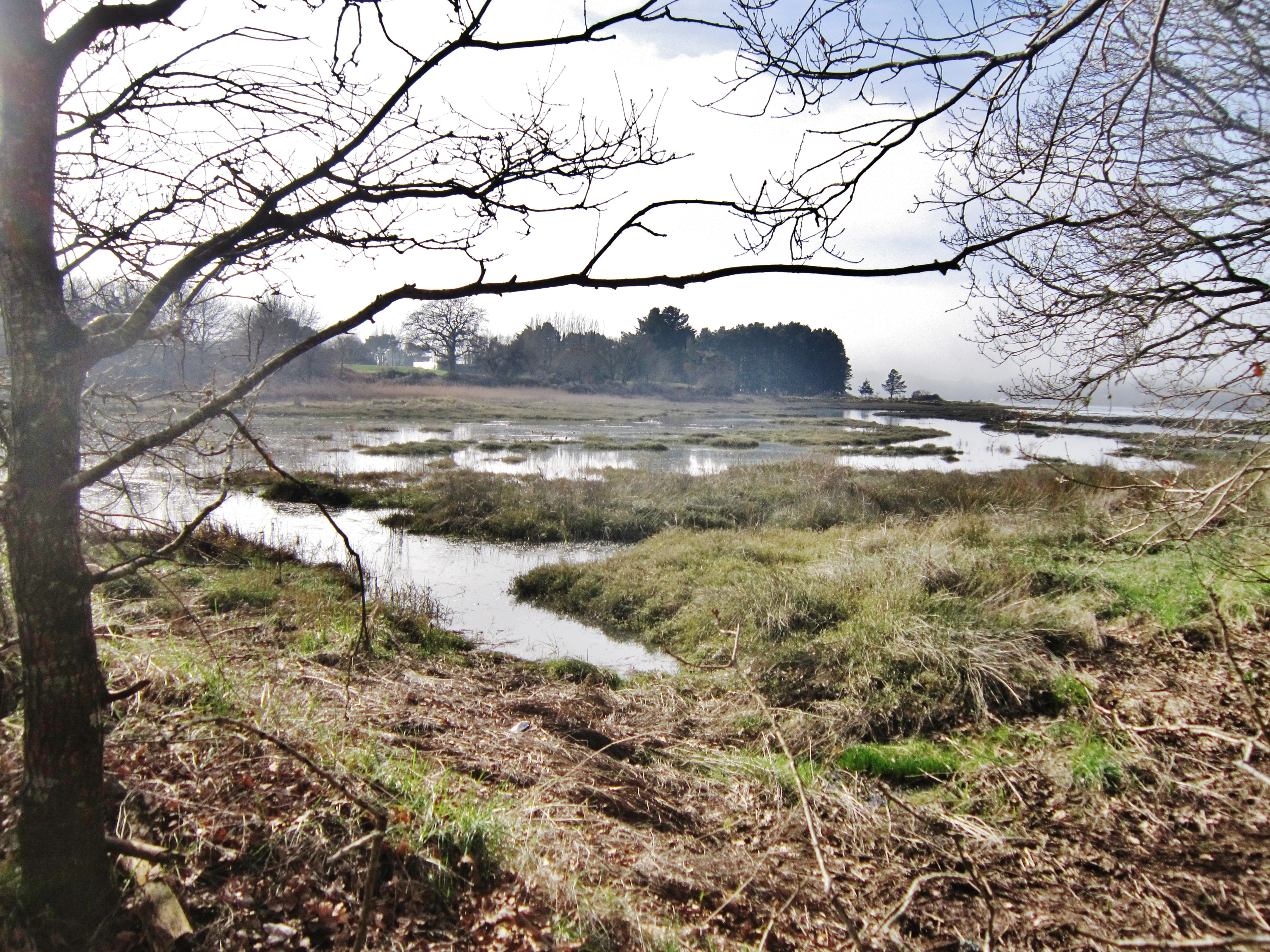
Le marais maritime du fond de la Baie de Kerdréan (limite entre Le Bono et Baden).
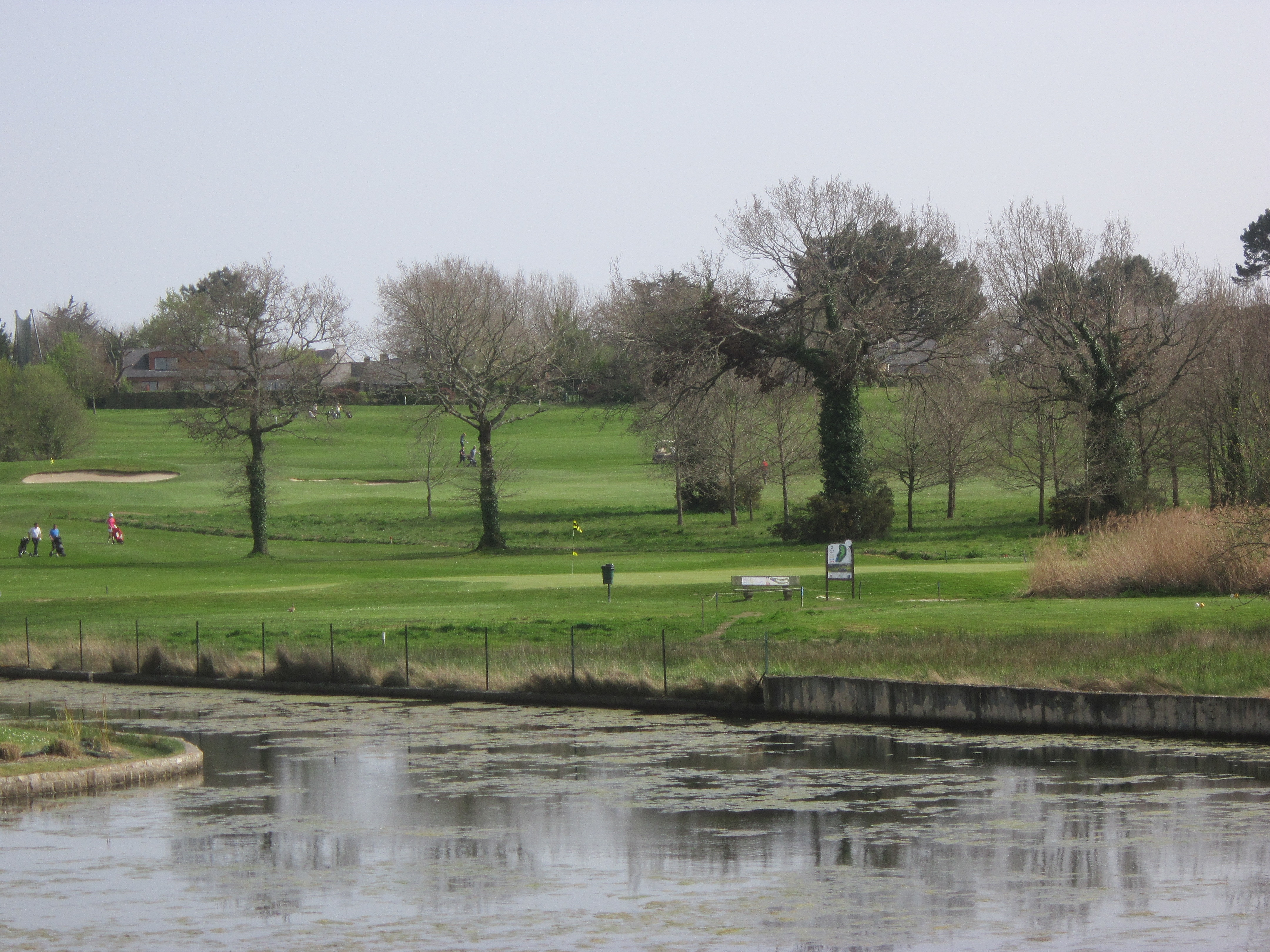
Le golf de Baden (Morbihan), situé sur la rive gauche de la Rivière d'Auray.
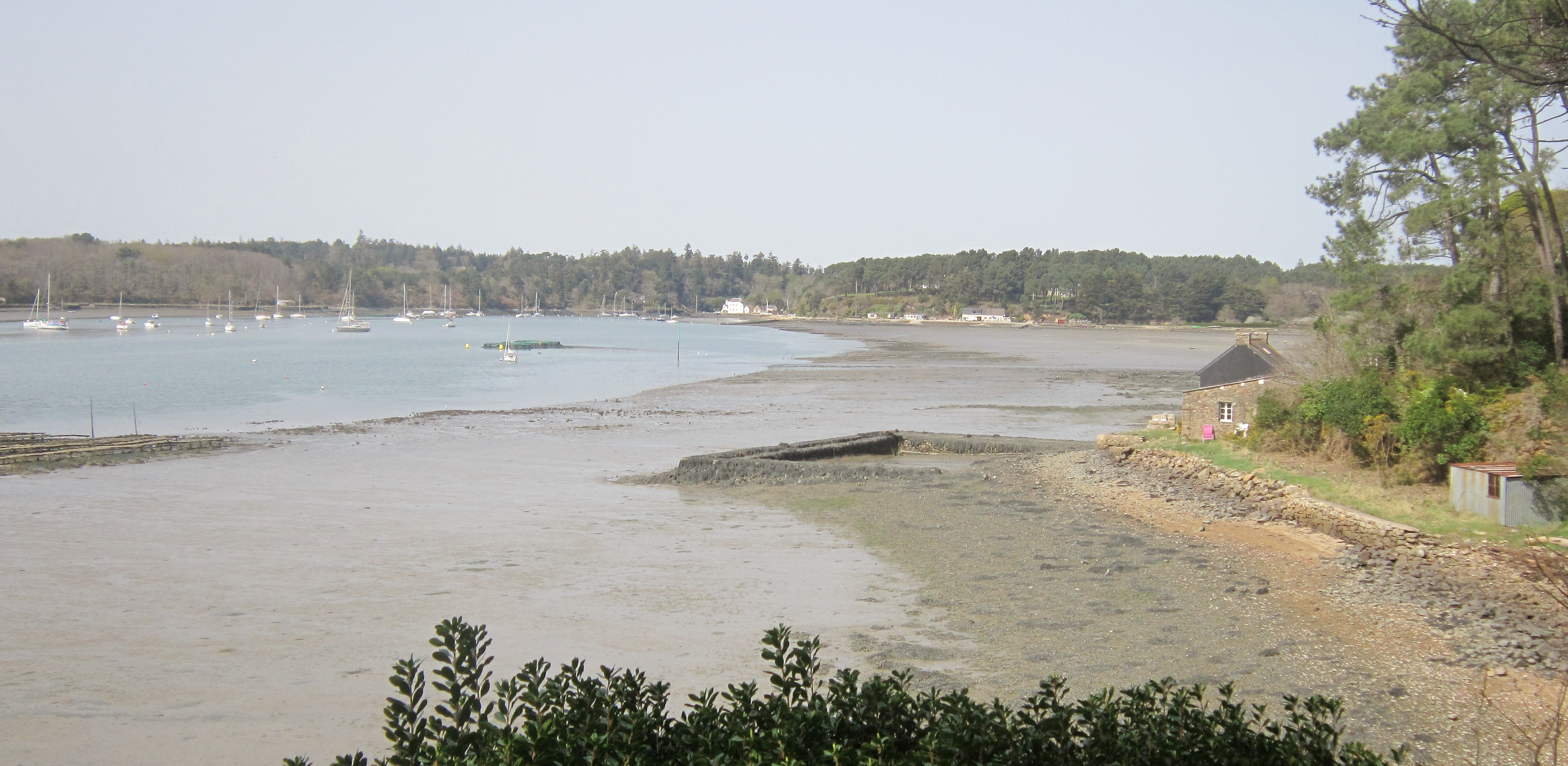
Ancienne installation ostréicole abandonnée entre Pointe Noire et le Rohello le long de la Rivière d'Auray.
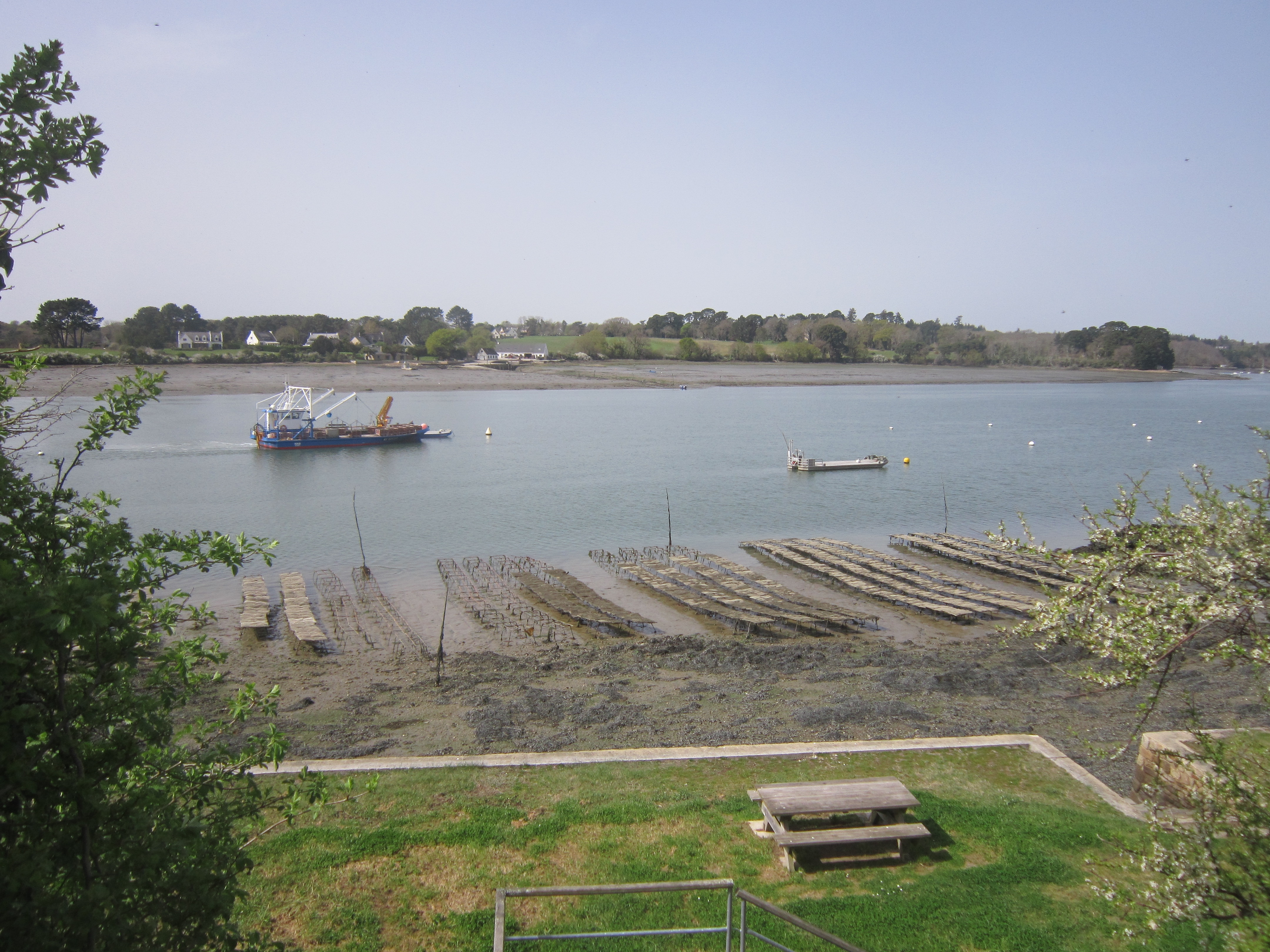
Tables ostréicoles au nord de Pointe Noire le long de la Rivière d'Auray
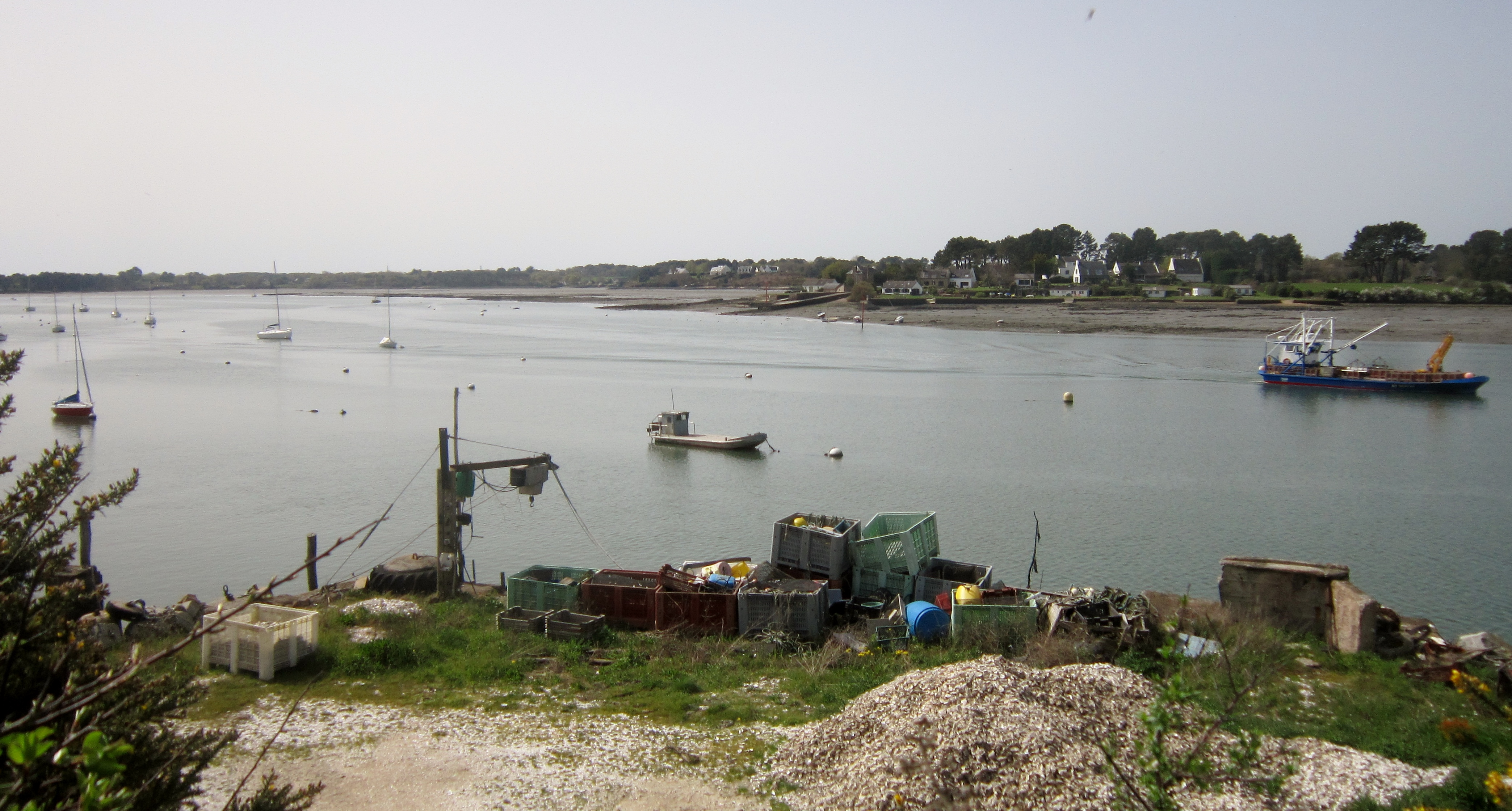
Ostréiculteur à Pointe Noire.
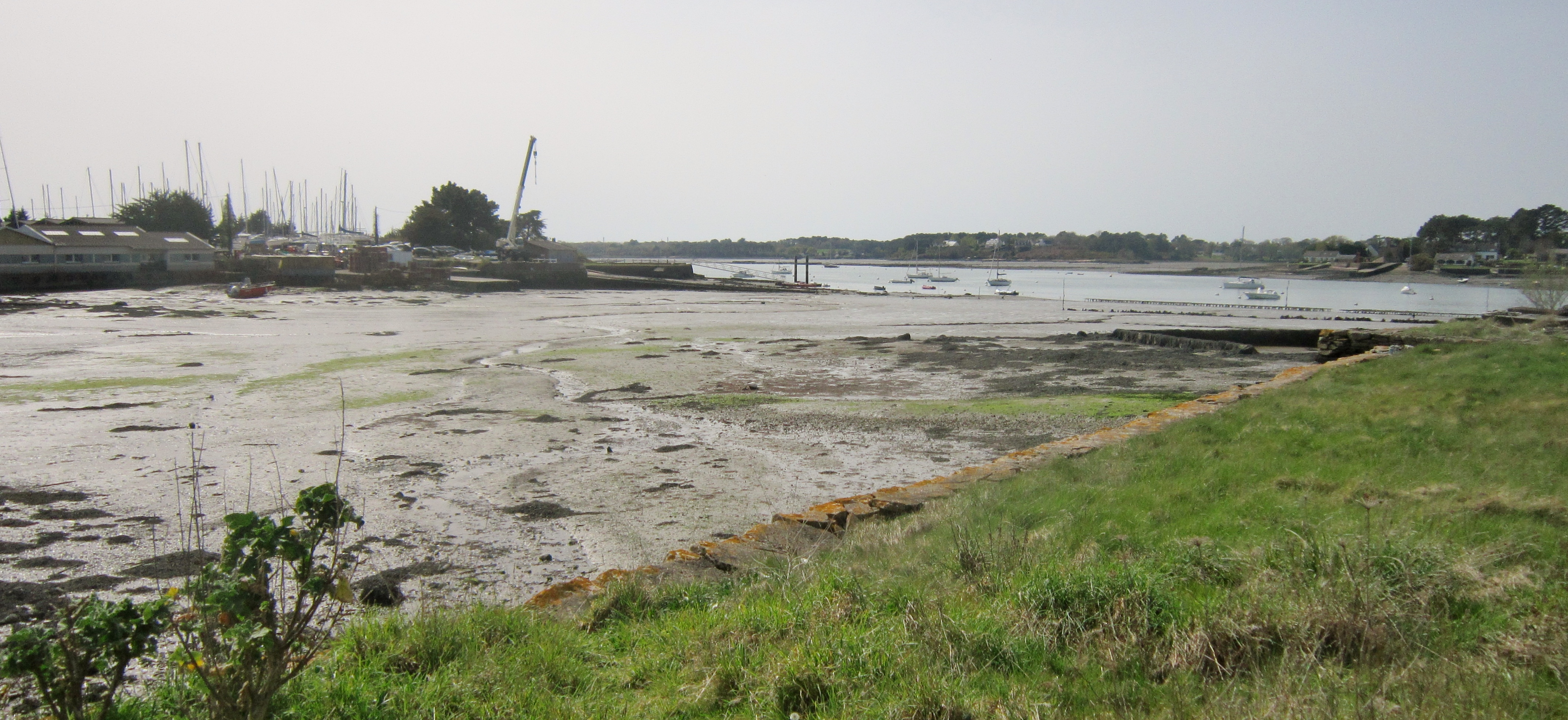
L'Anse du Port de Parun à marée basse (rive gauche de la Rivière d'Auray).

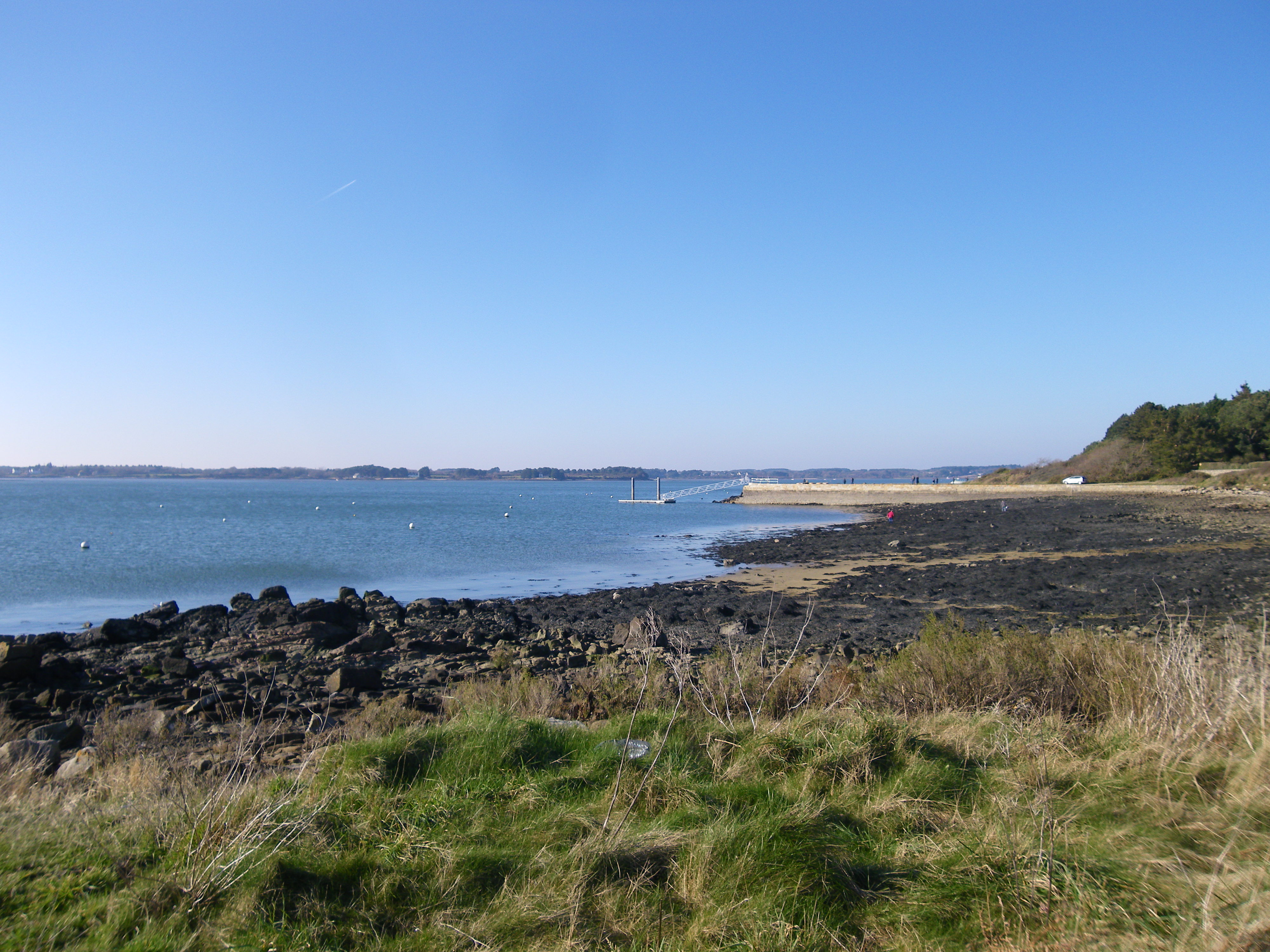
Pointe du Blair : la grève et, à l'arrière-plan, la jetée du port.
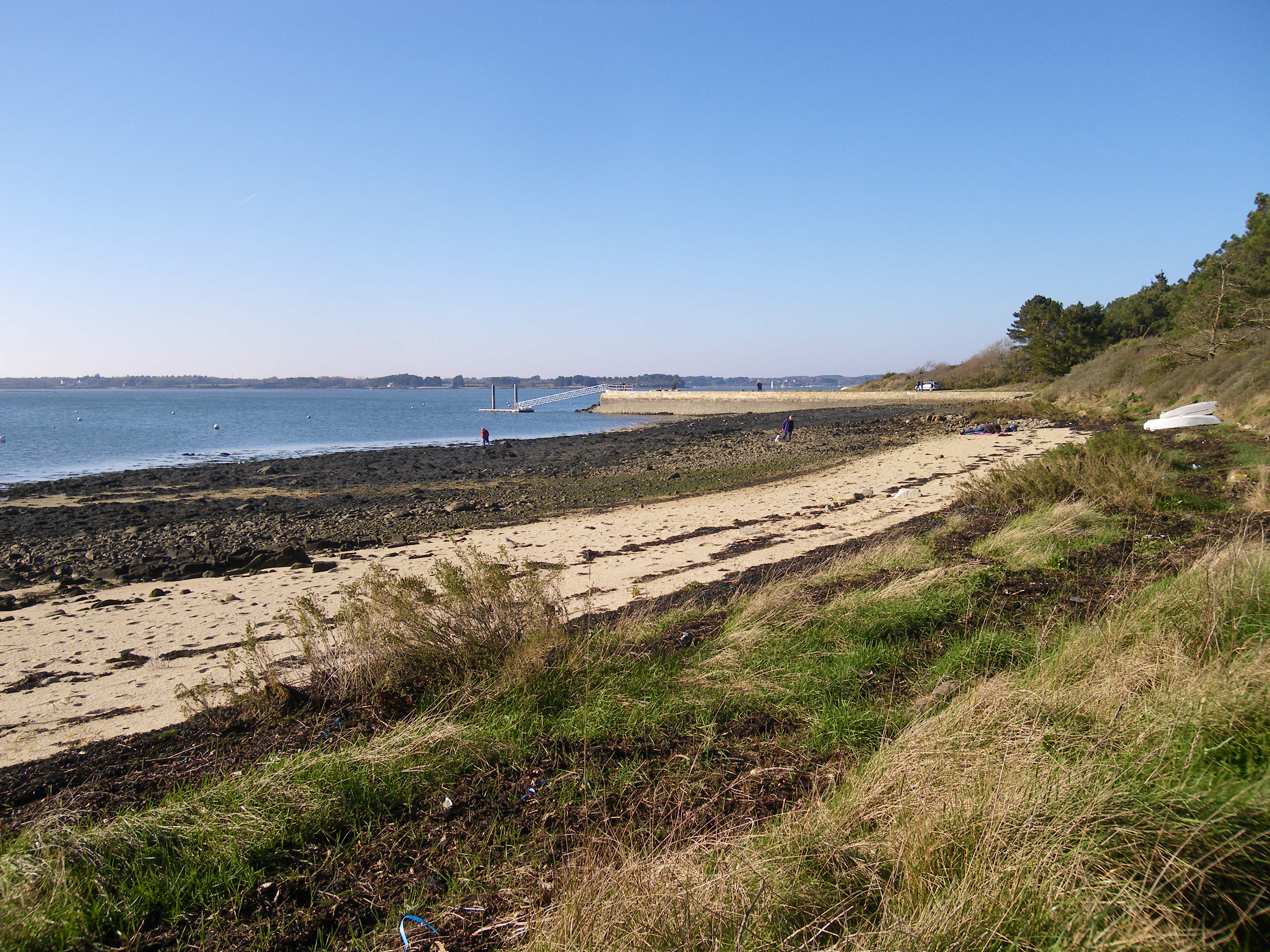
Pointe du Blair : côte ouest, plage.
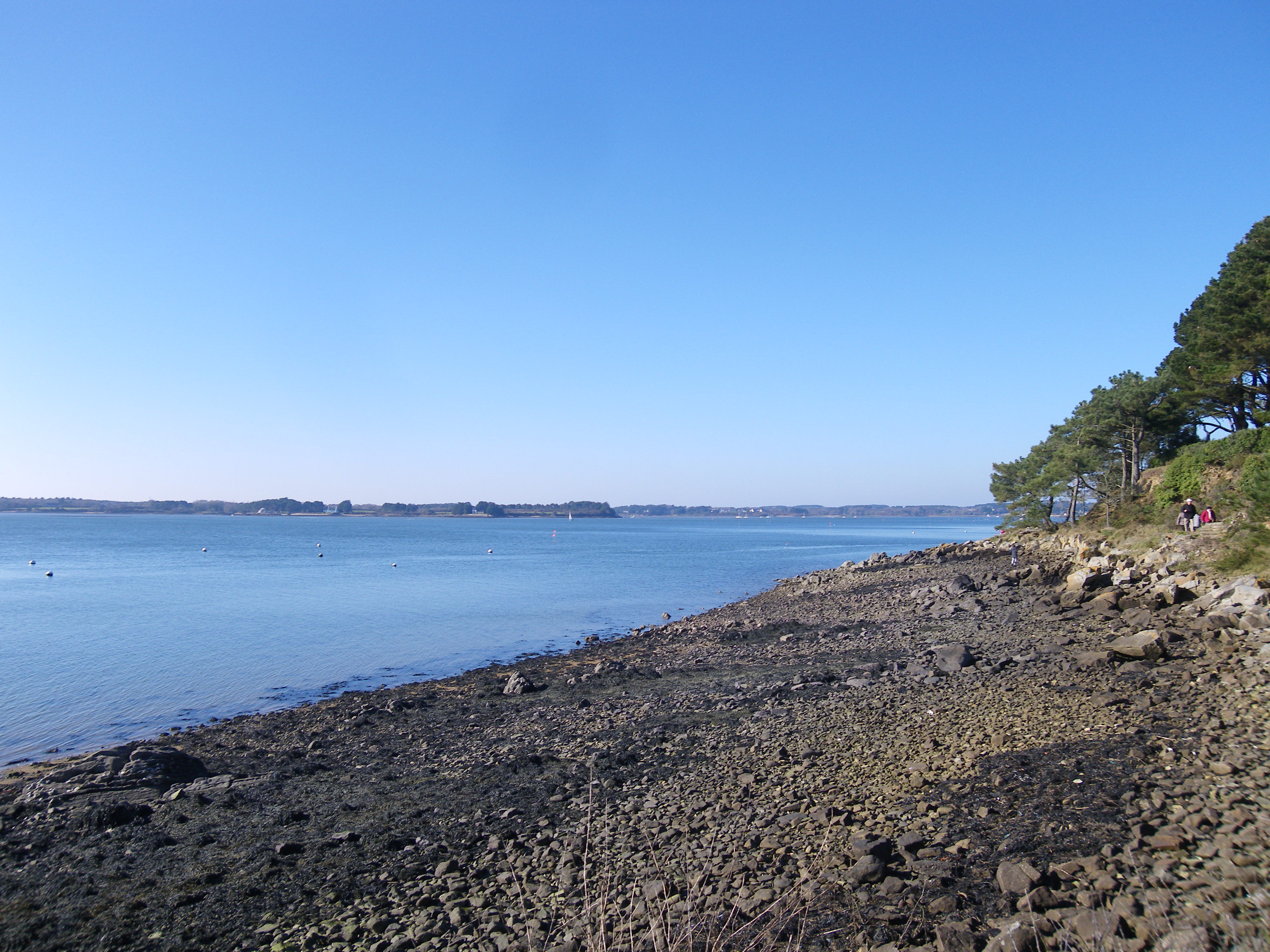
Pointe du Blair : côte ouest, grève.
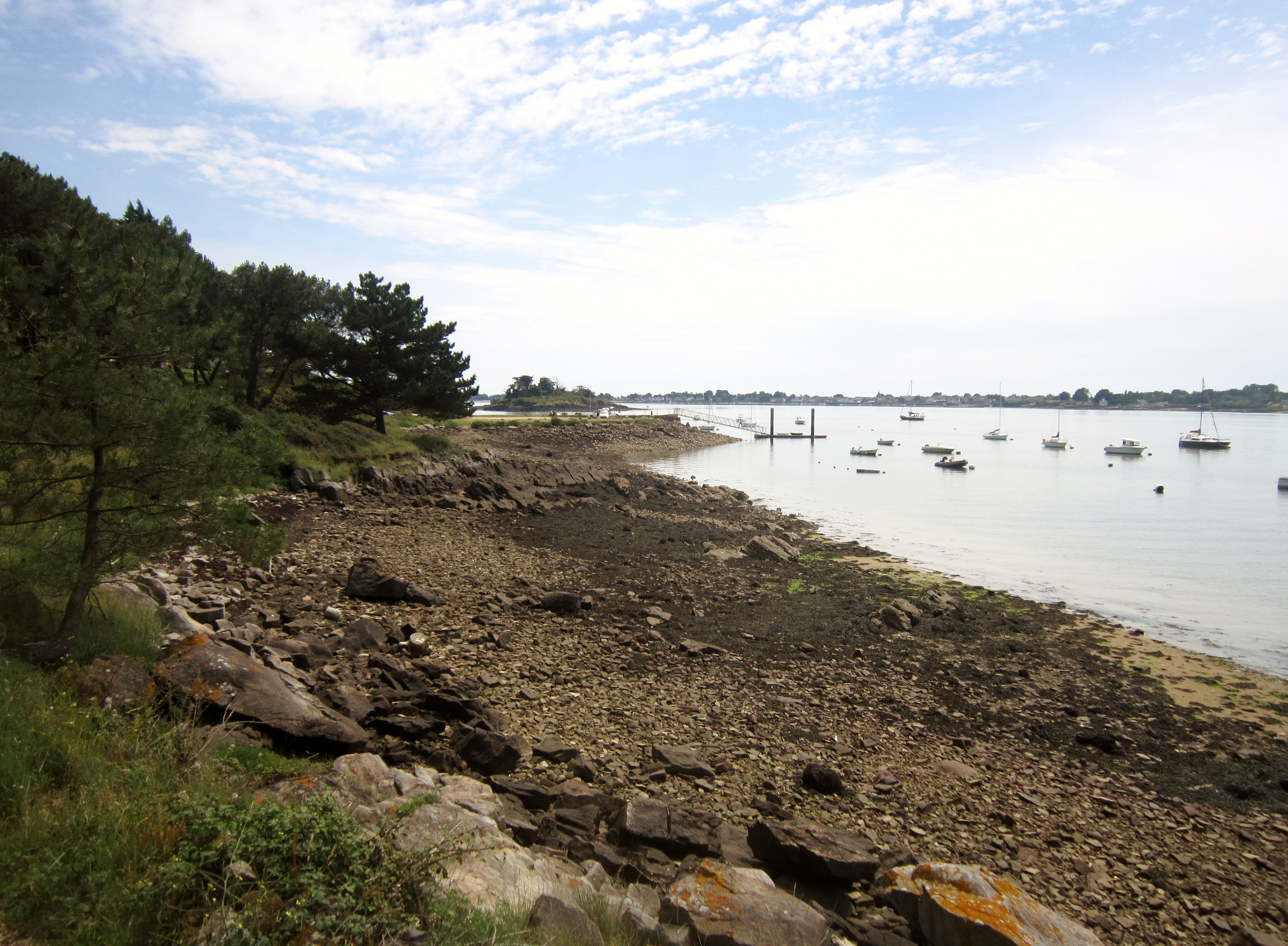
La grève côté Rivière d'Auray vue depuis un point situé au sud du port de cette pointe.
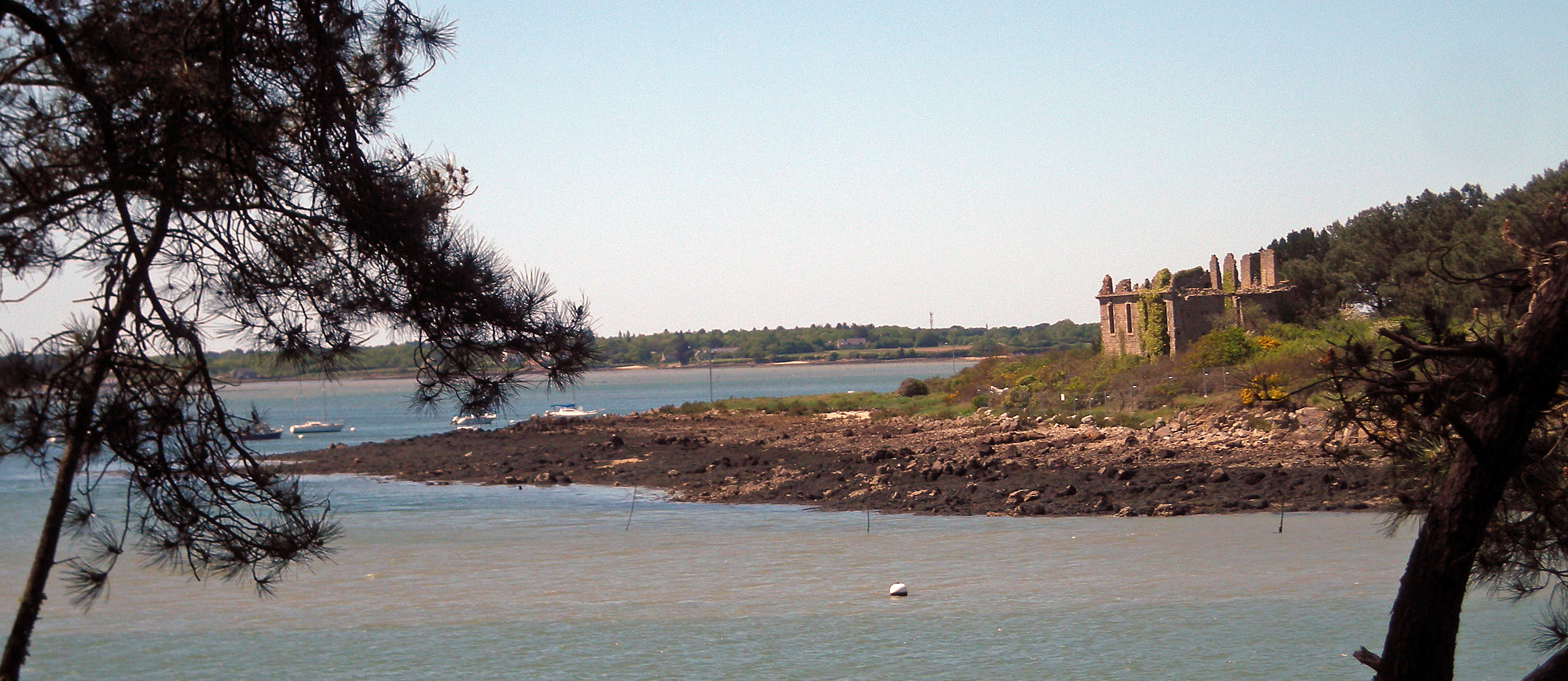
L'extrémité sud de la Pointe du Blair vue depuis les Sept-Îles (Morbihan).
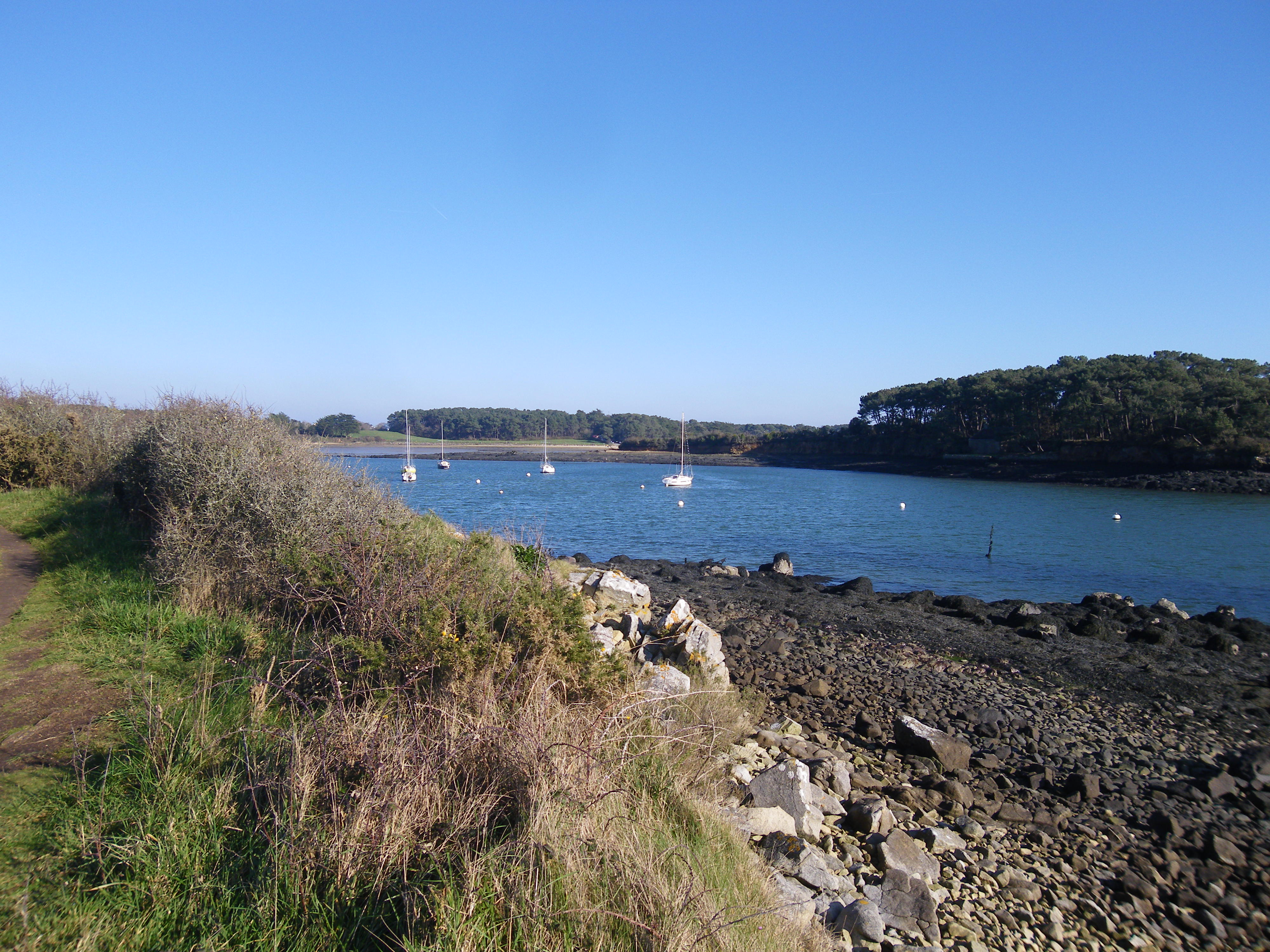
Pointe du Blair : côte est, paysage 1.
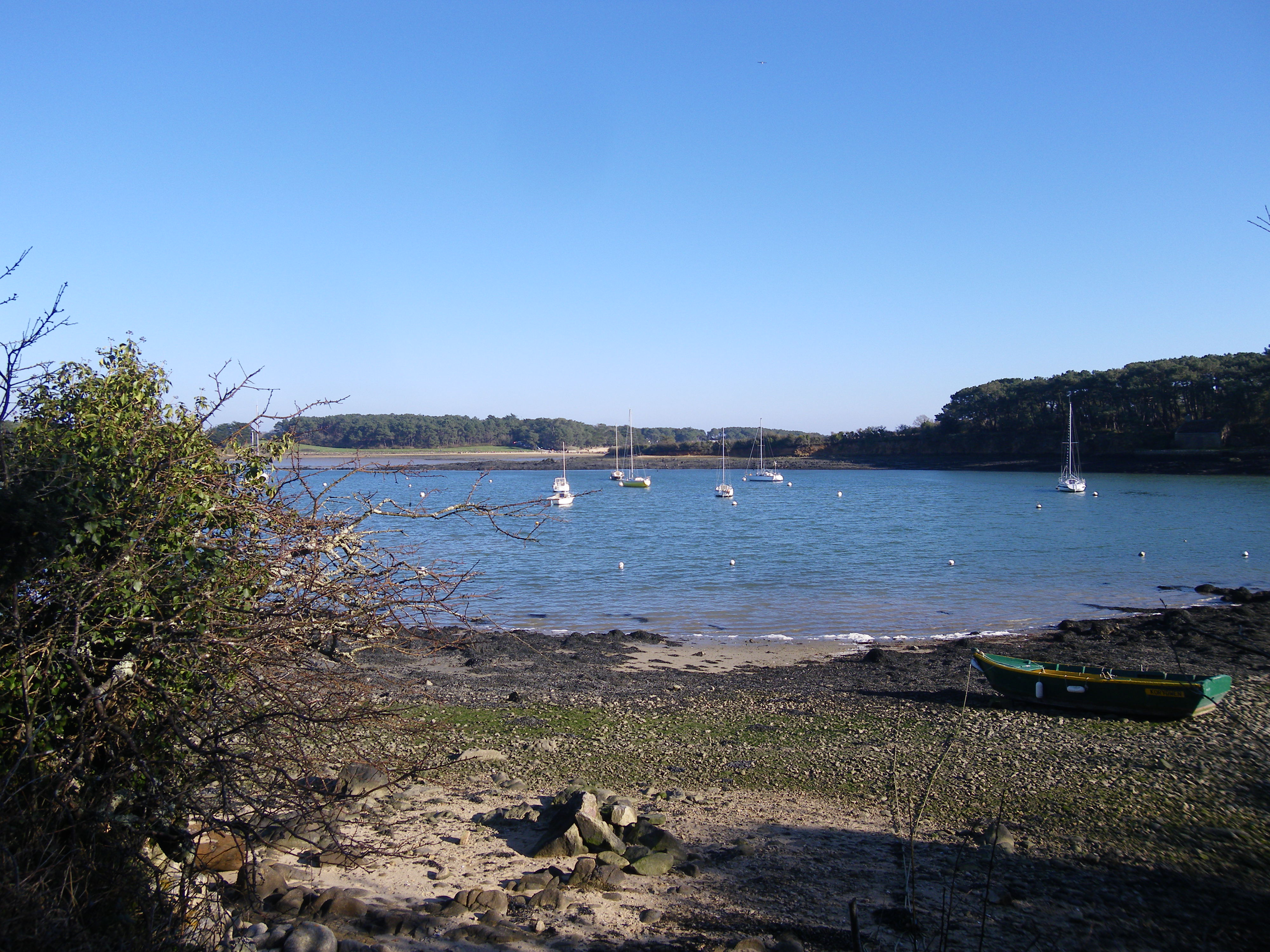
Pointe du Blair : côte est, paysage 2.

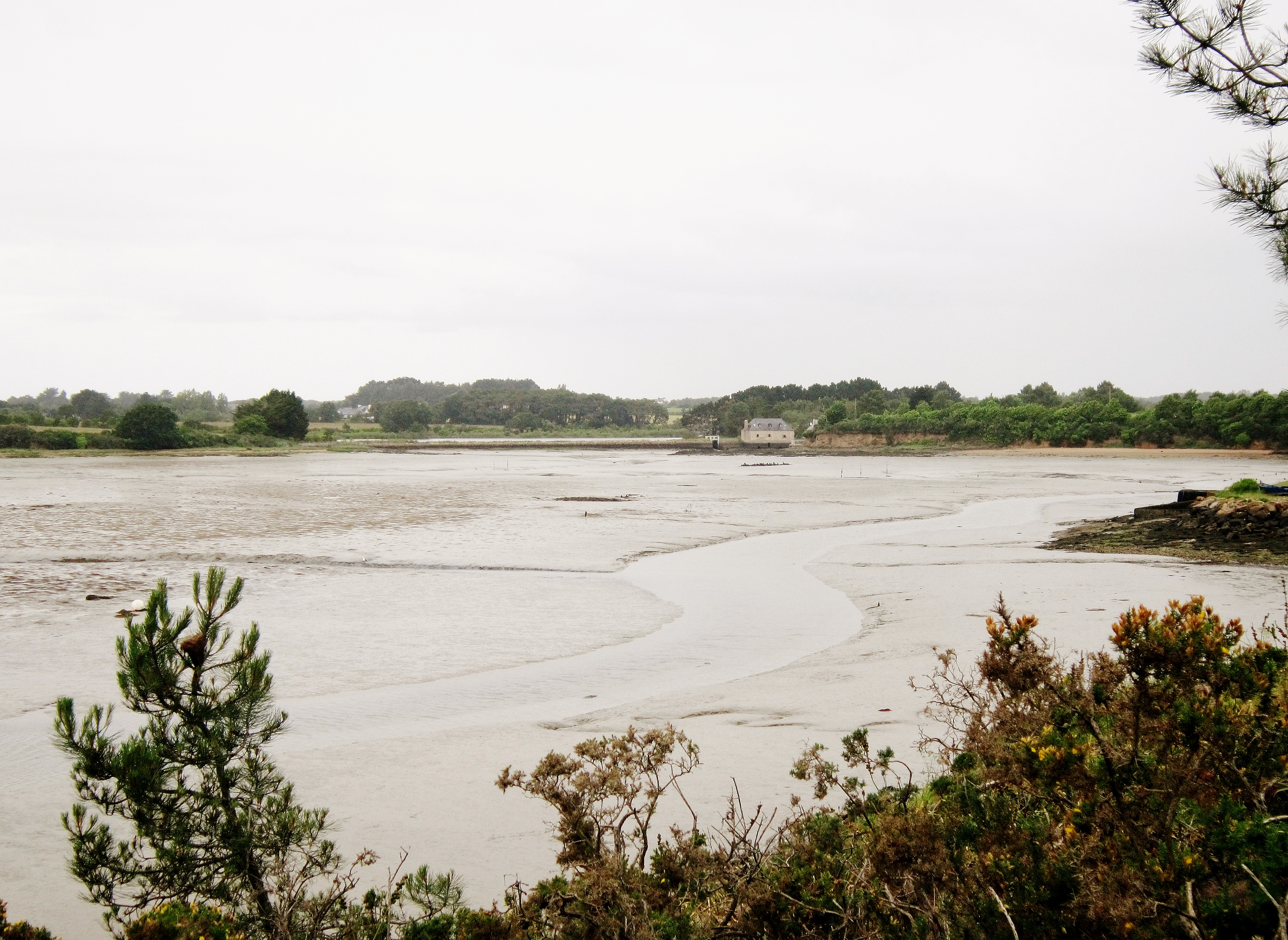
Le fond de l'Anse de Baden et le moulin de Baden vus depuis la rive orientale de l'Anse de Baden.
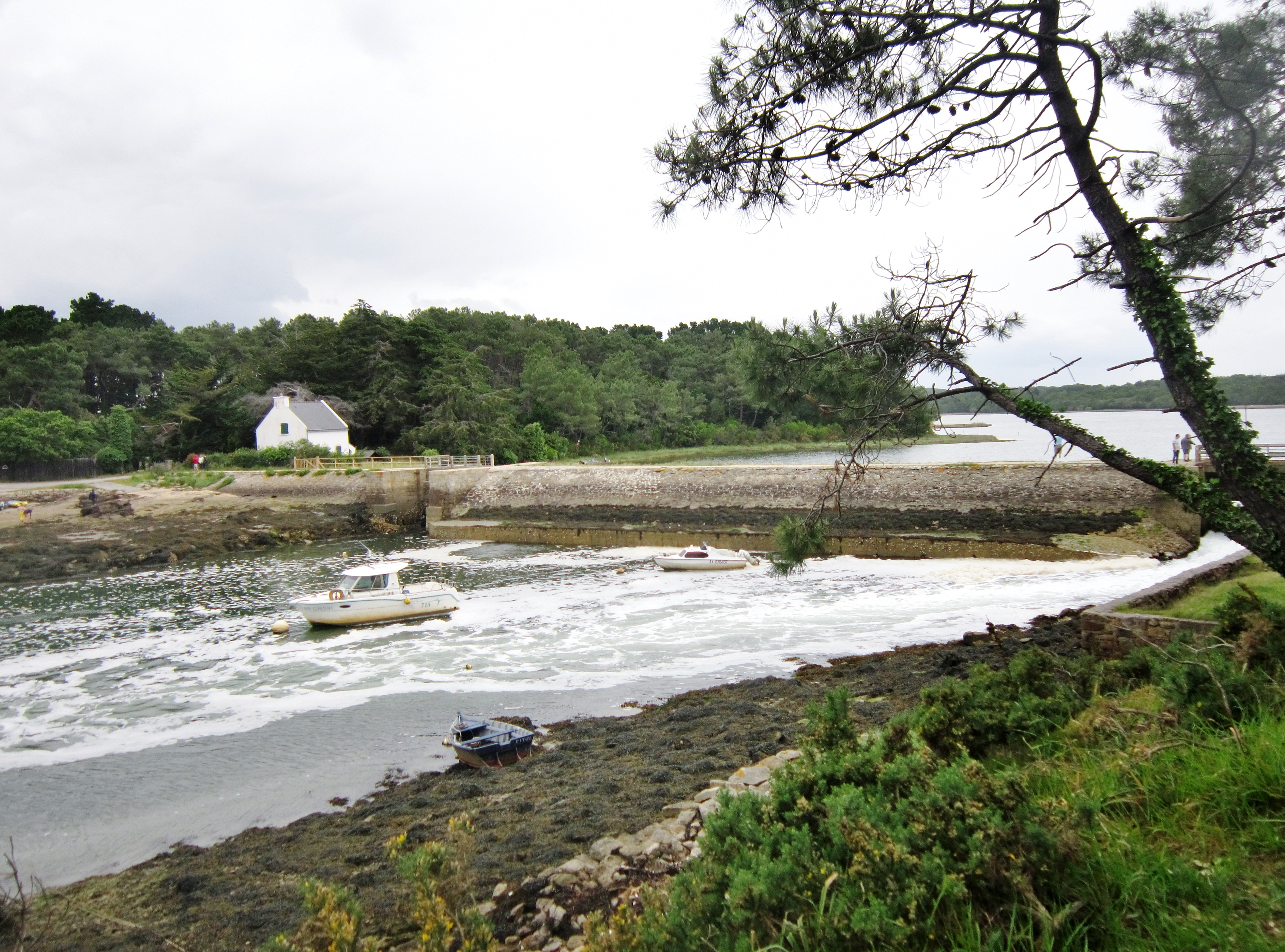
L'étang de Toulvern et sa digue.
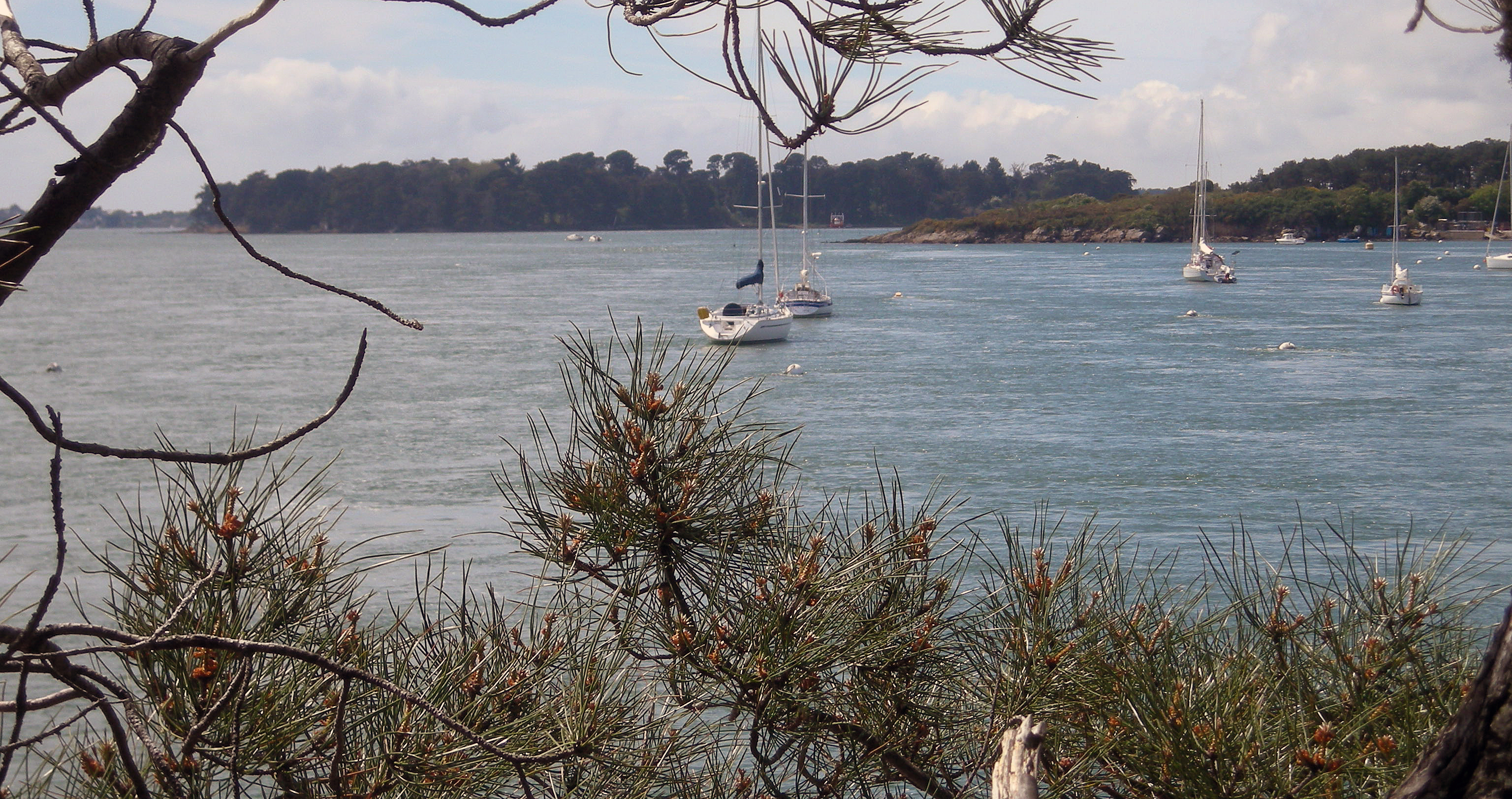
La Pointe de Locmiquel vue de la pointe du Berchis ; Er Runio à l'arrière-plan.
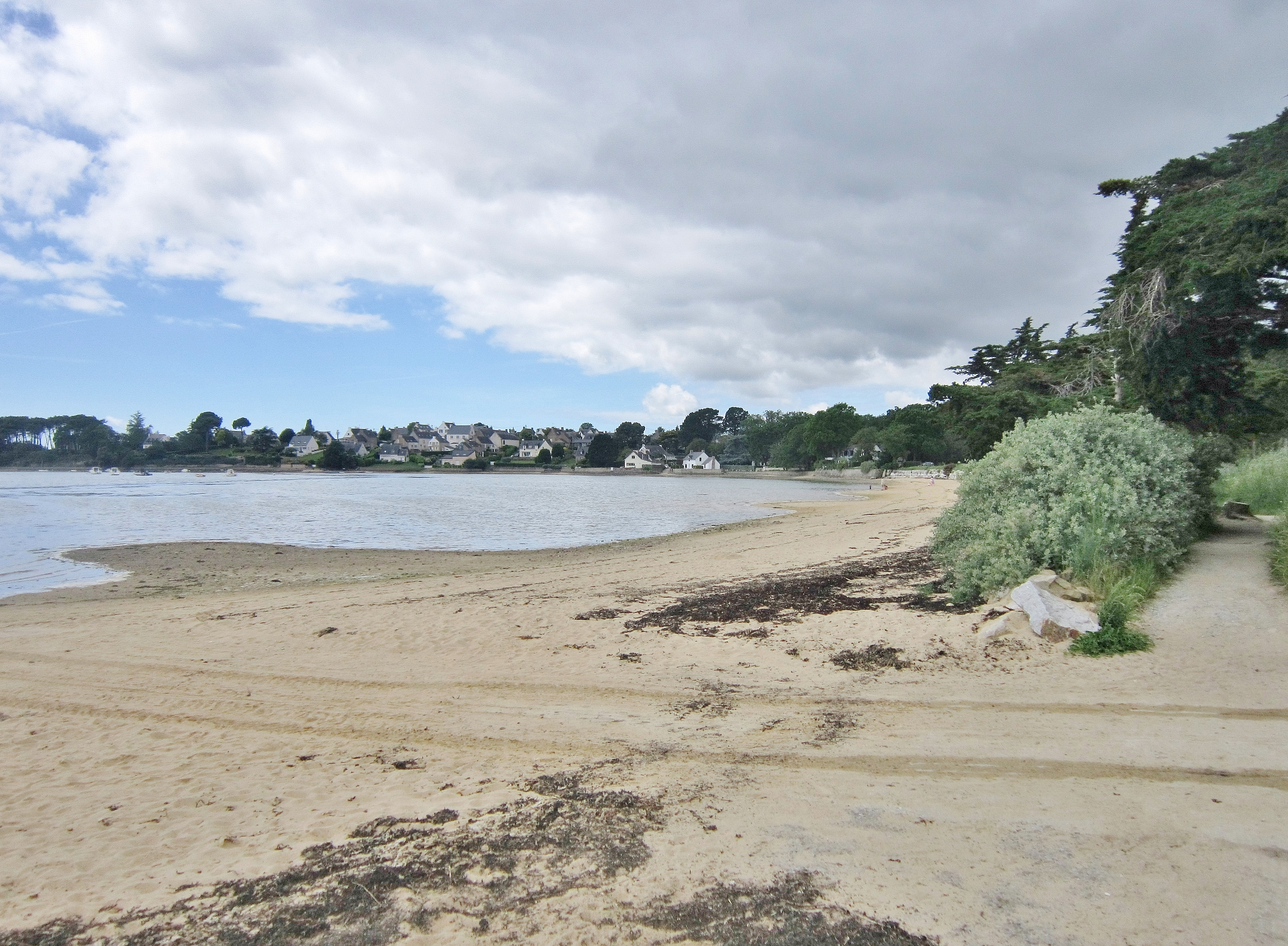
La plage de Locmiquel.
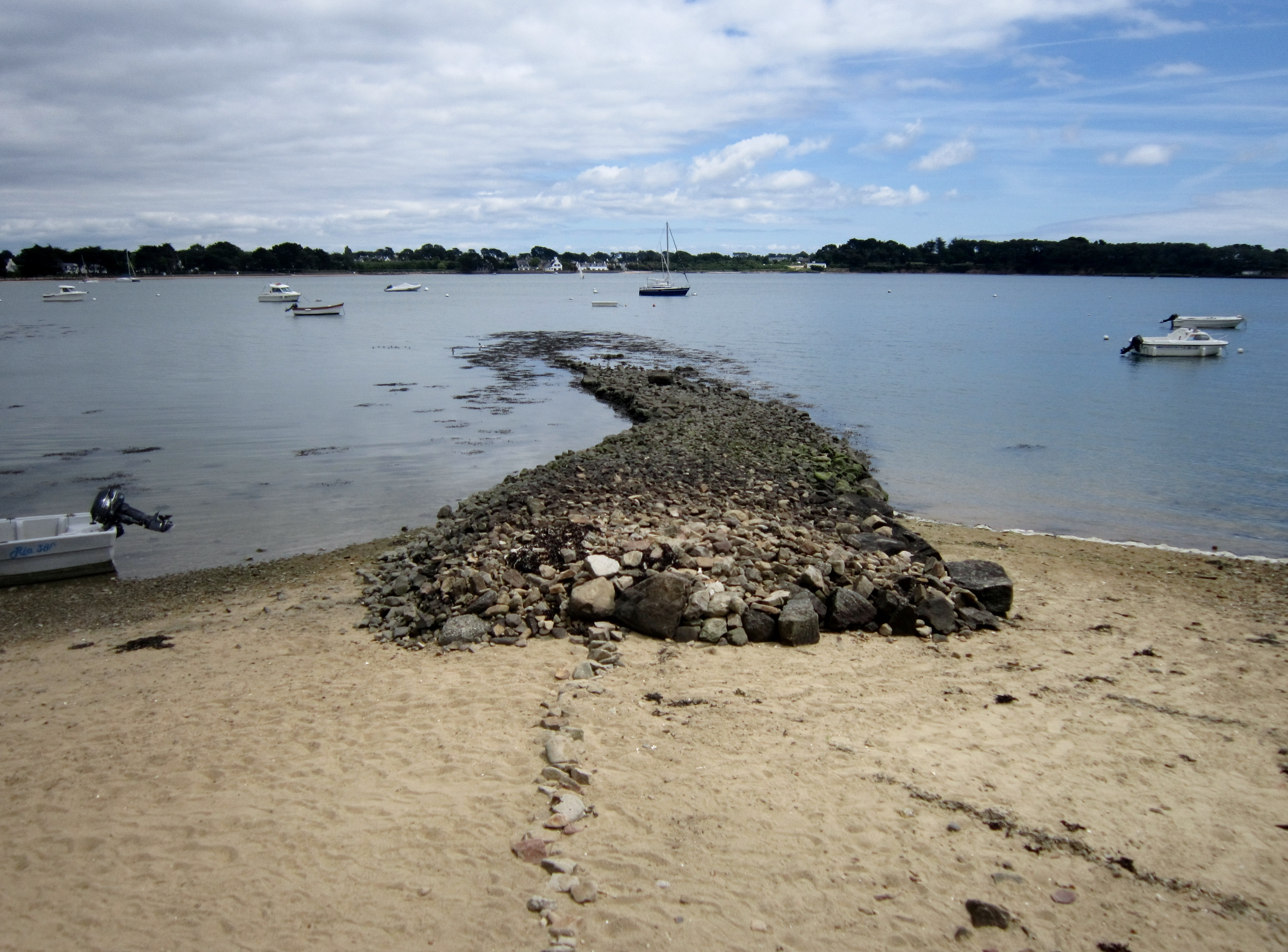
La chaussée de Locmiquel.
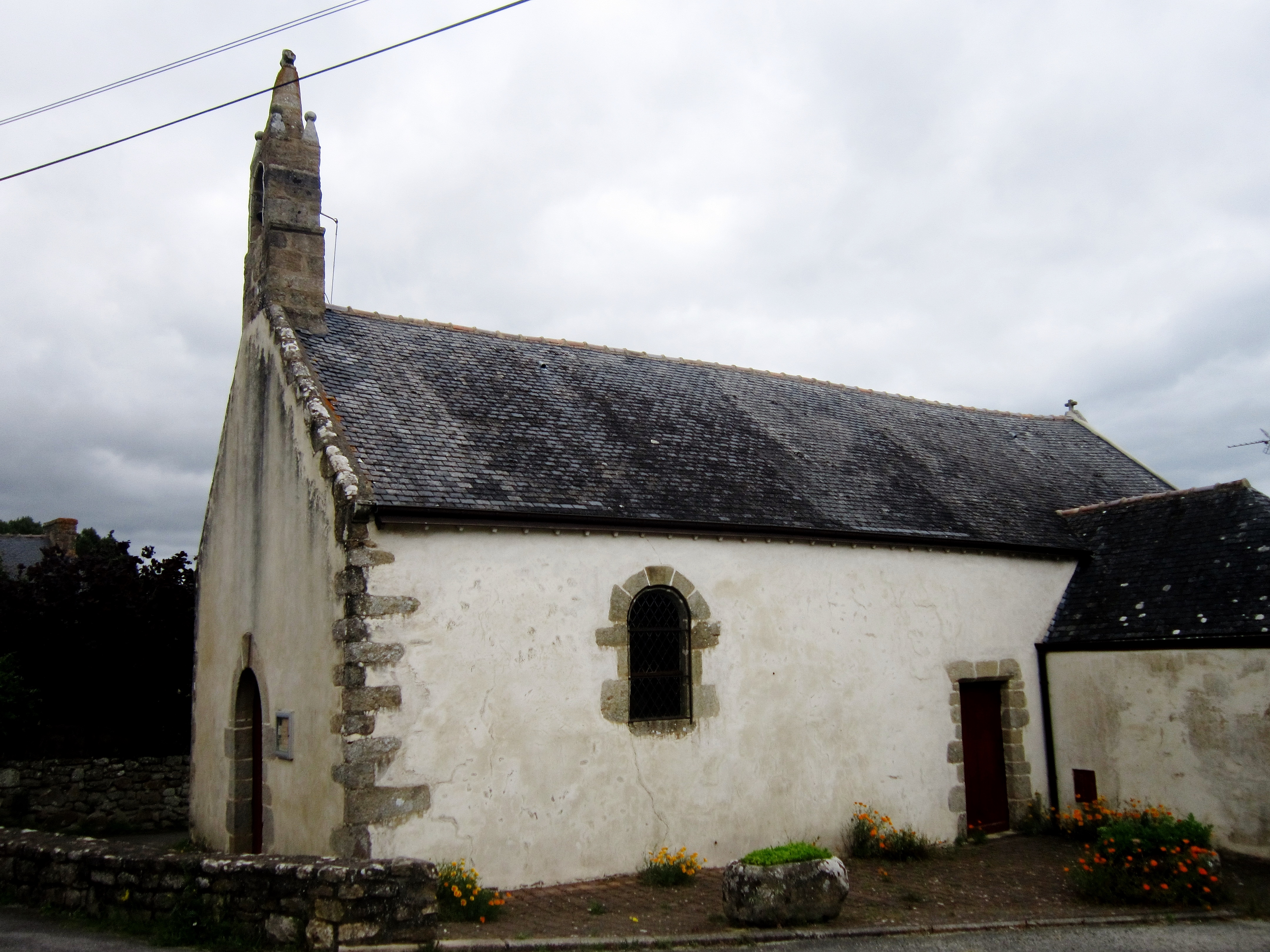
La chapelle de Locmiquel.

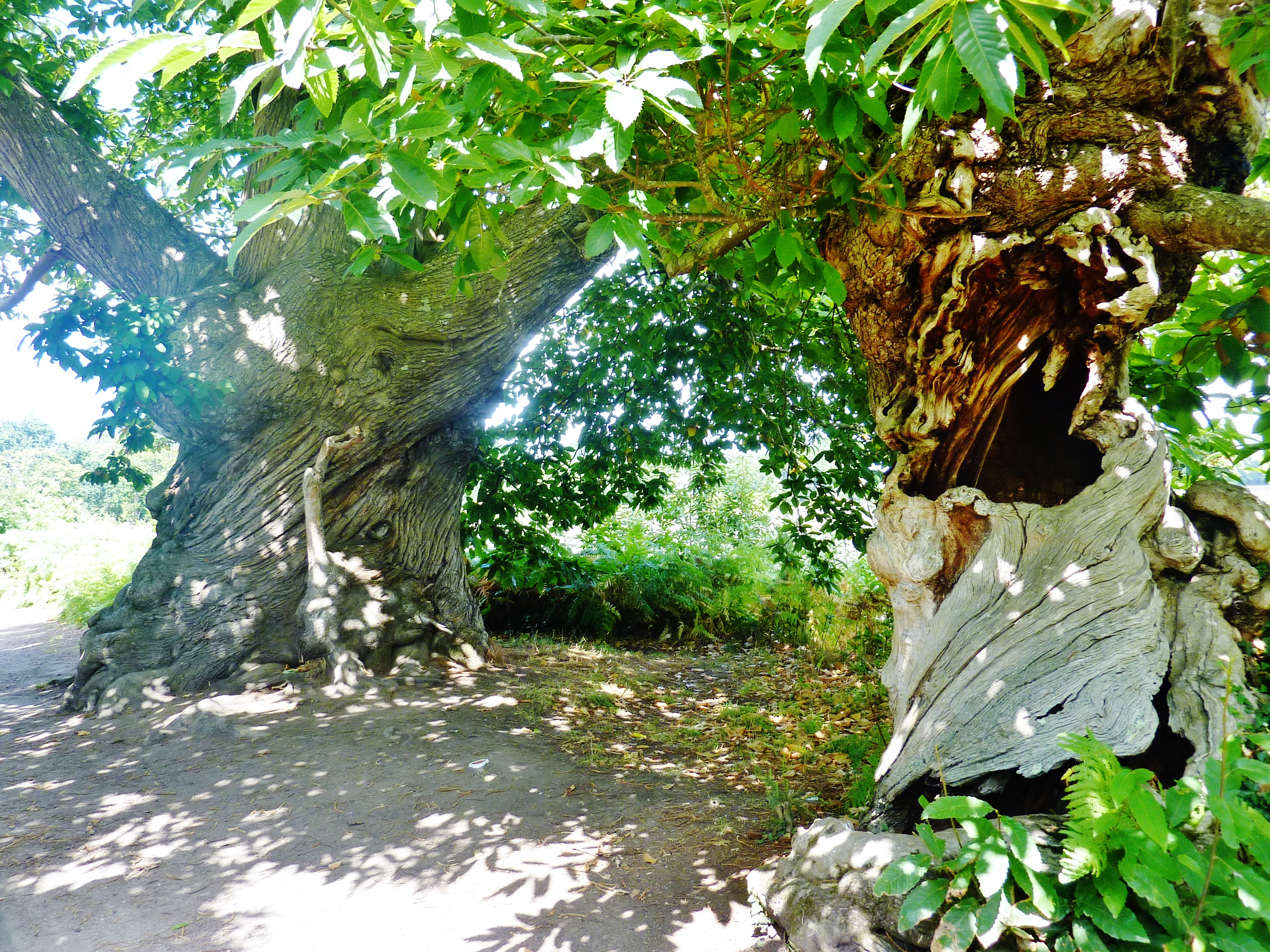
Anse du Moustran : deux châtaigniers multiséculaires le long du GR 34.
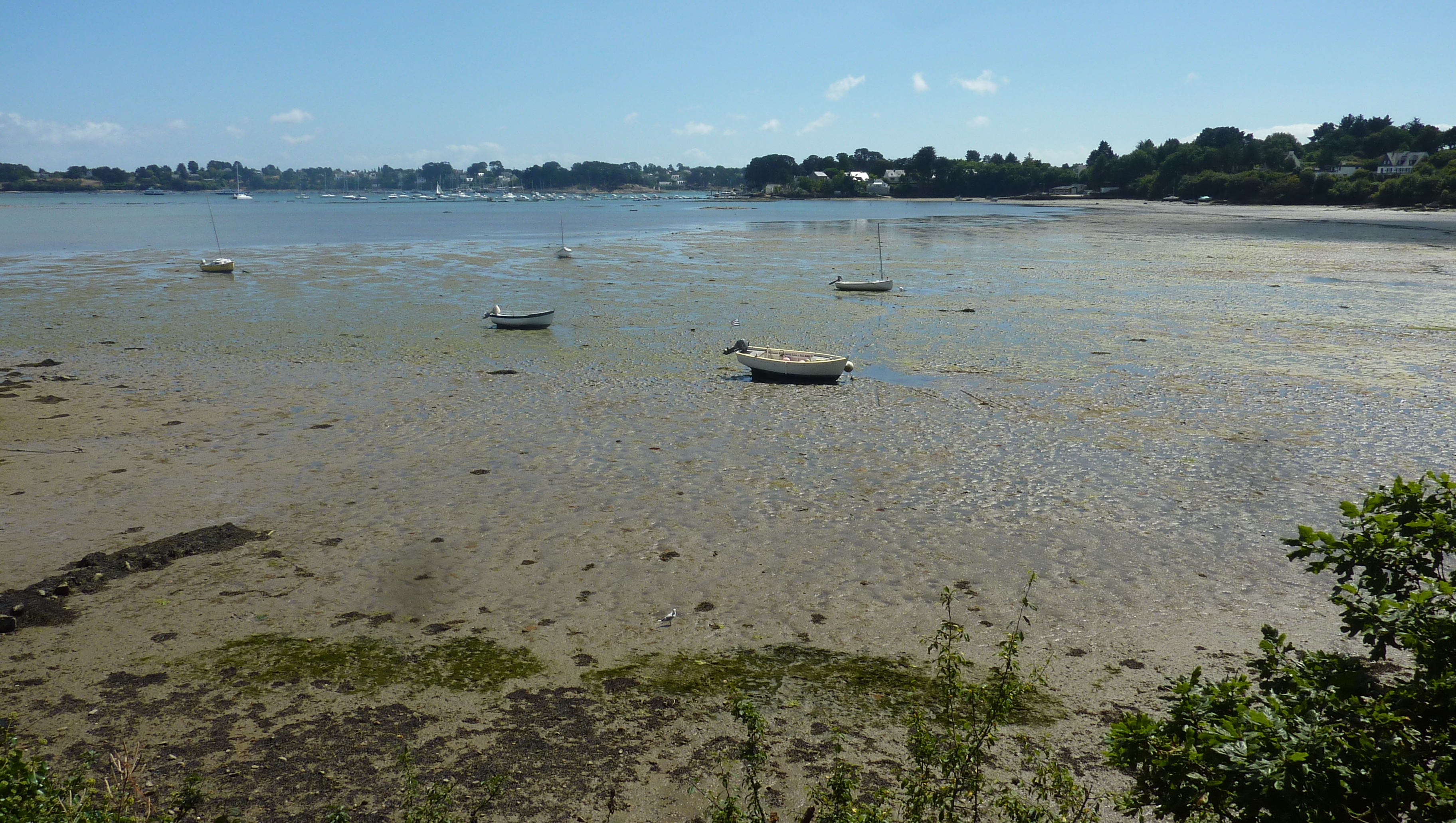
L'Anse du Moustran à marée basse.
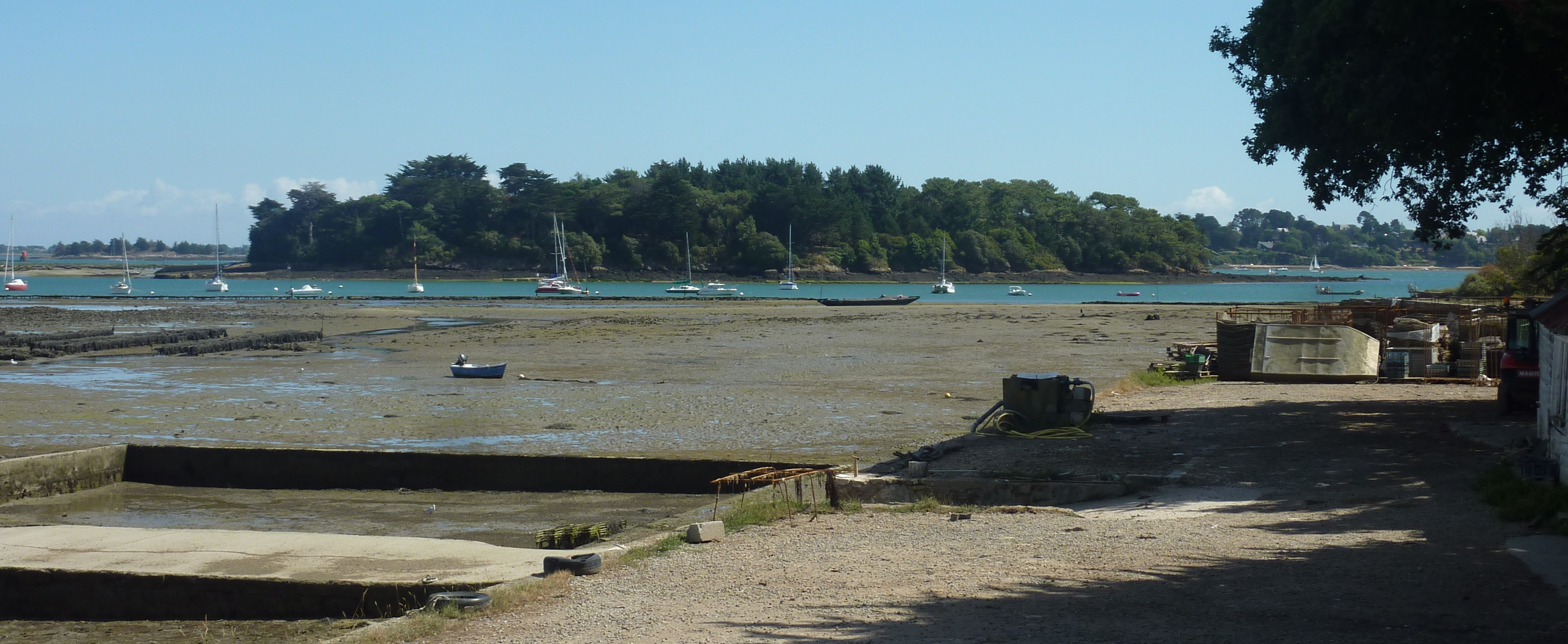
Installations ostréicoles dans l'Anse du Moustran ; à l'arrière-plan l'Île aux Moines).
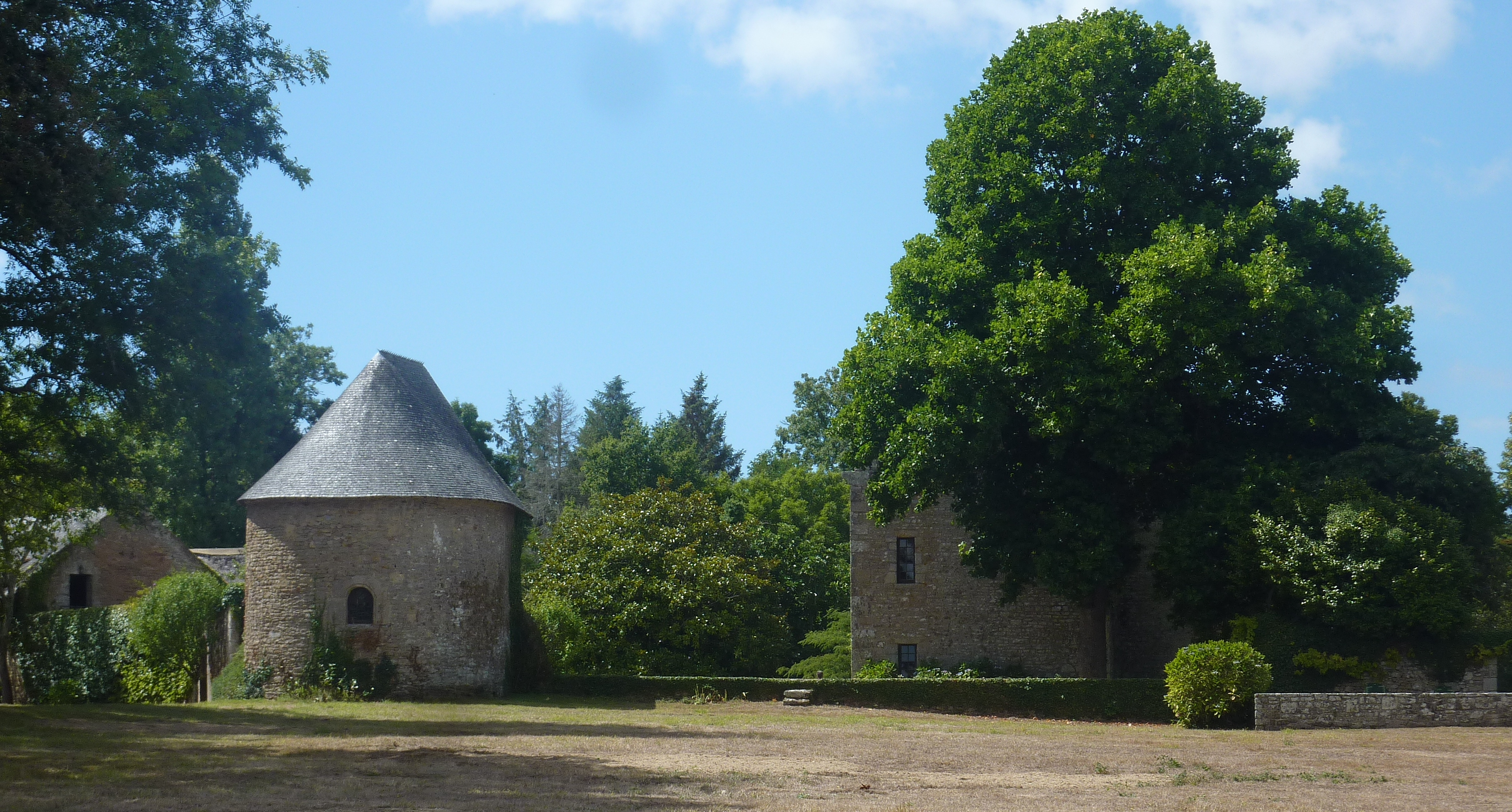
Manoir le long de l'Anse du Moustran.
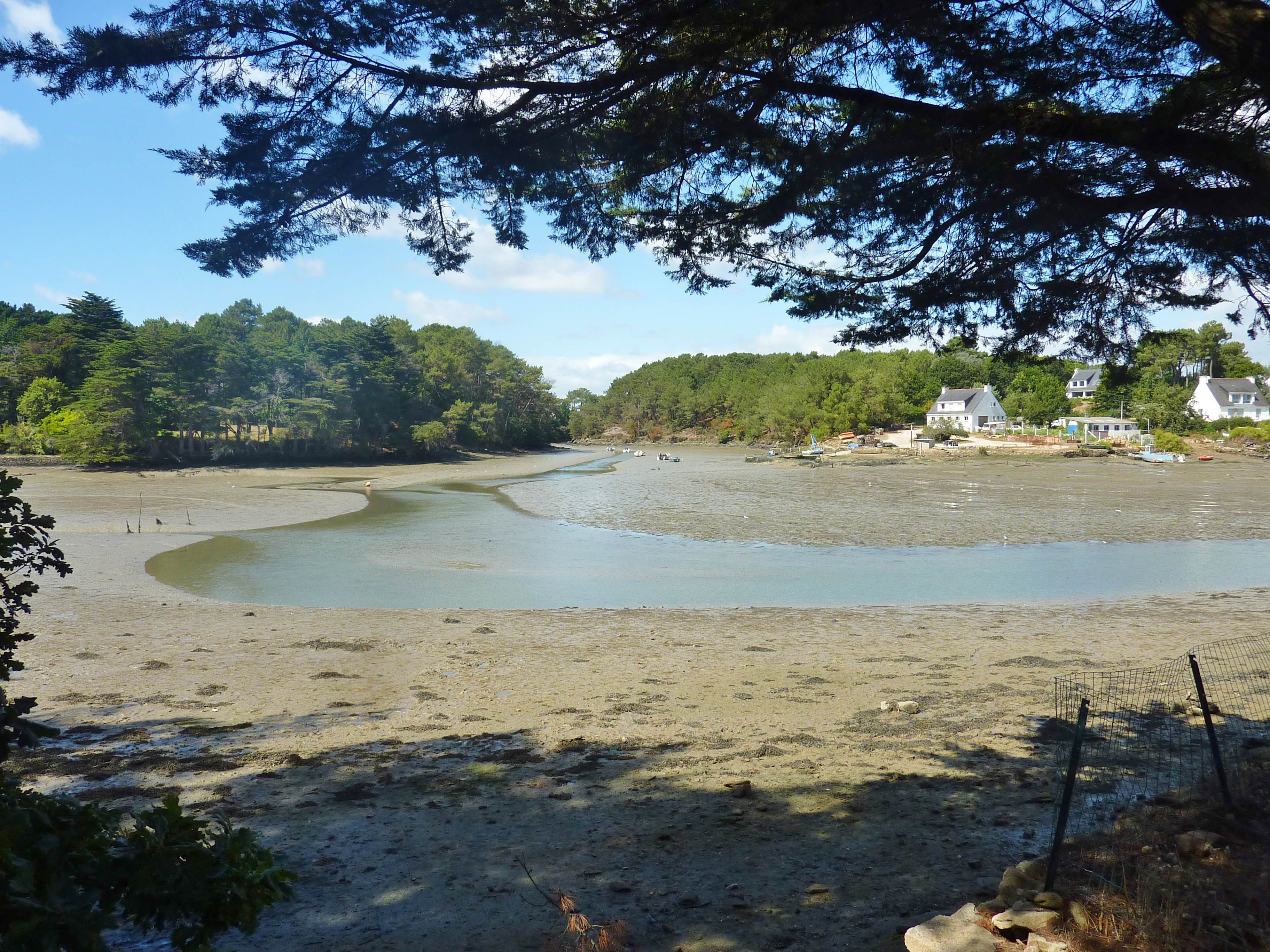
La confluence entre les rias du Moulin du Pont (à gauche) et du Ruisseau du Pont de Lohac (à droite).
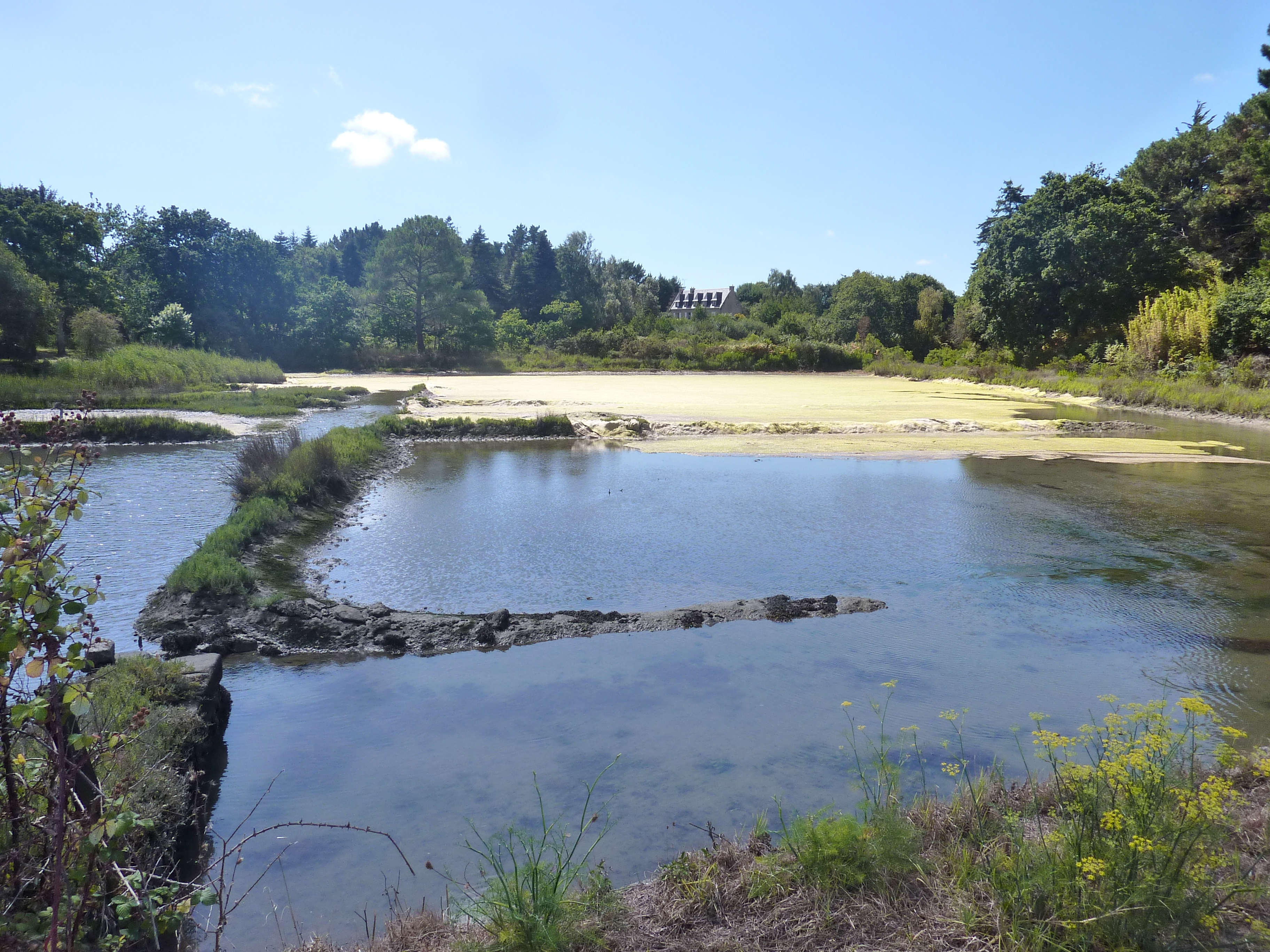
Le fond de la ria du Moulin du Pont.
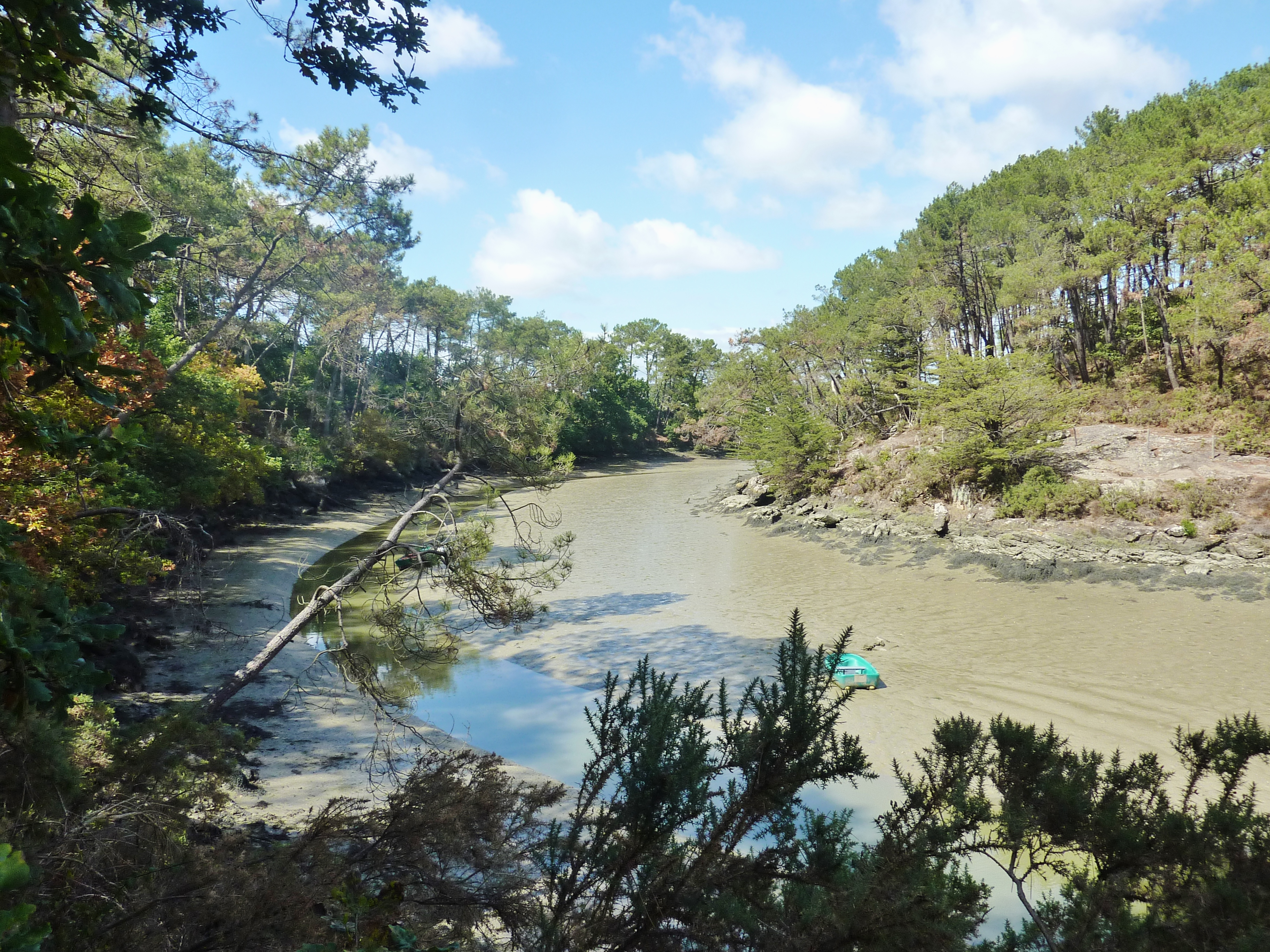
La ria du Ruisseau du Pont de Lohac à marée basse (à gauche côté Baden ; à droite côté Arradon).
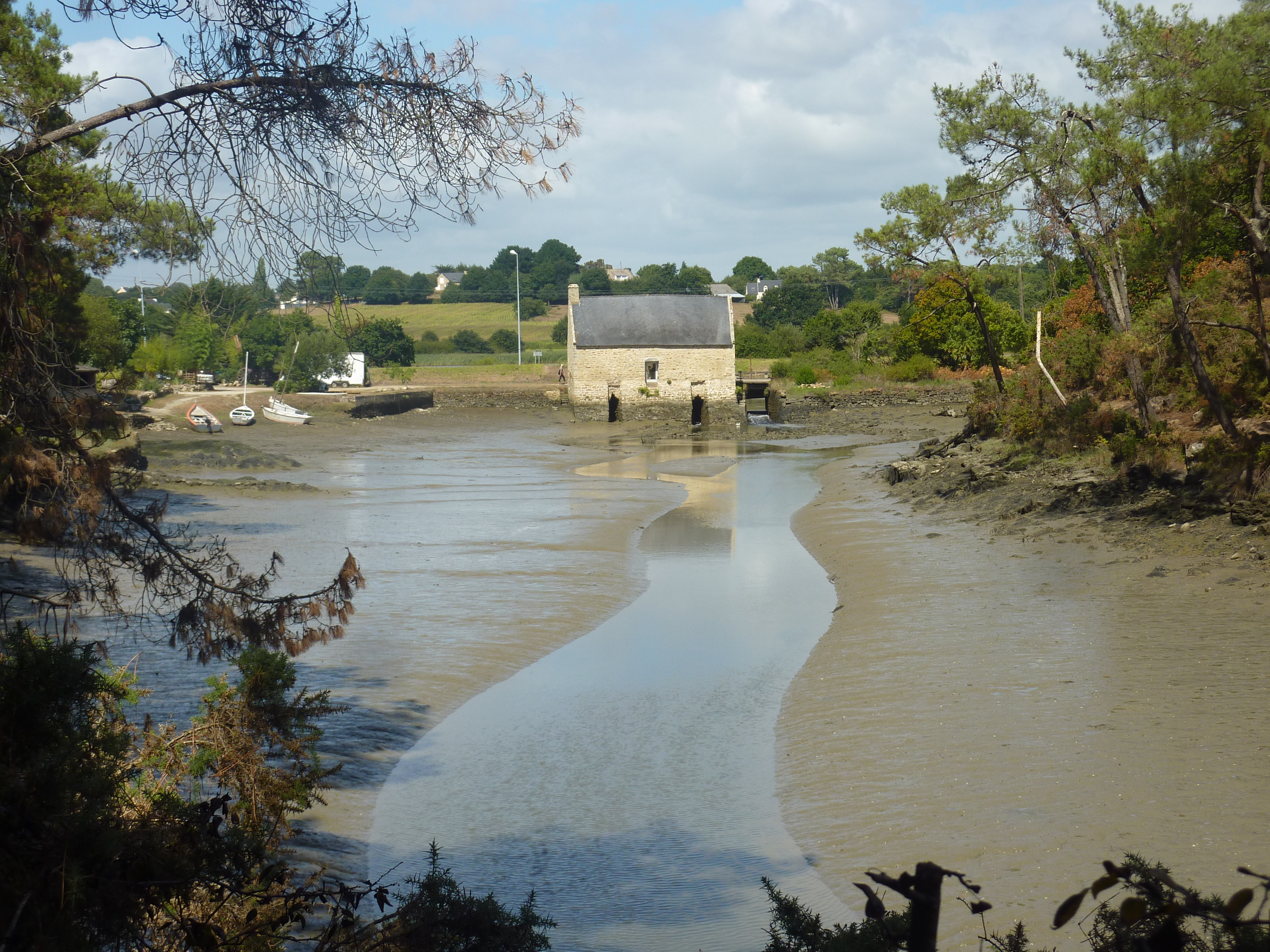
La ria du Ruisseau du Pont de Lohac à marée basse et le moulin de Pomper.
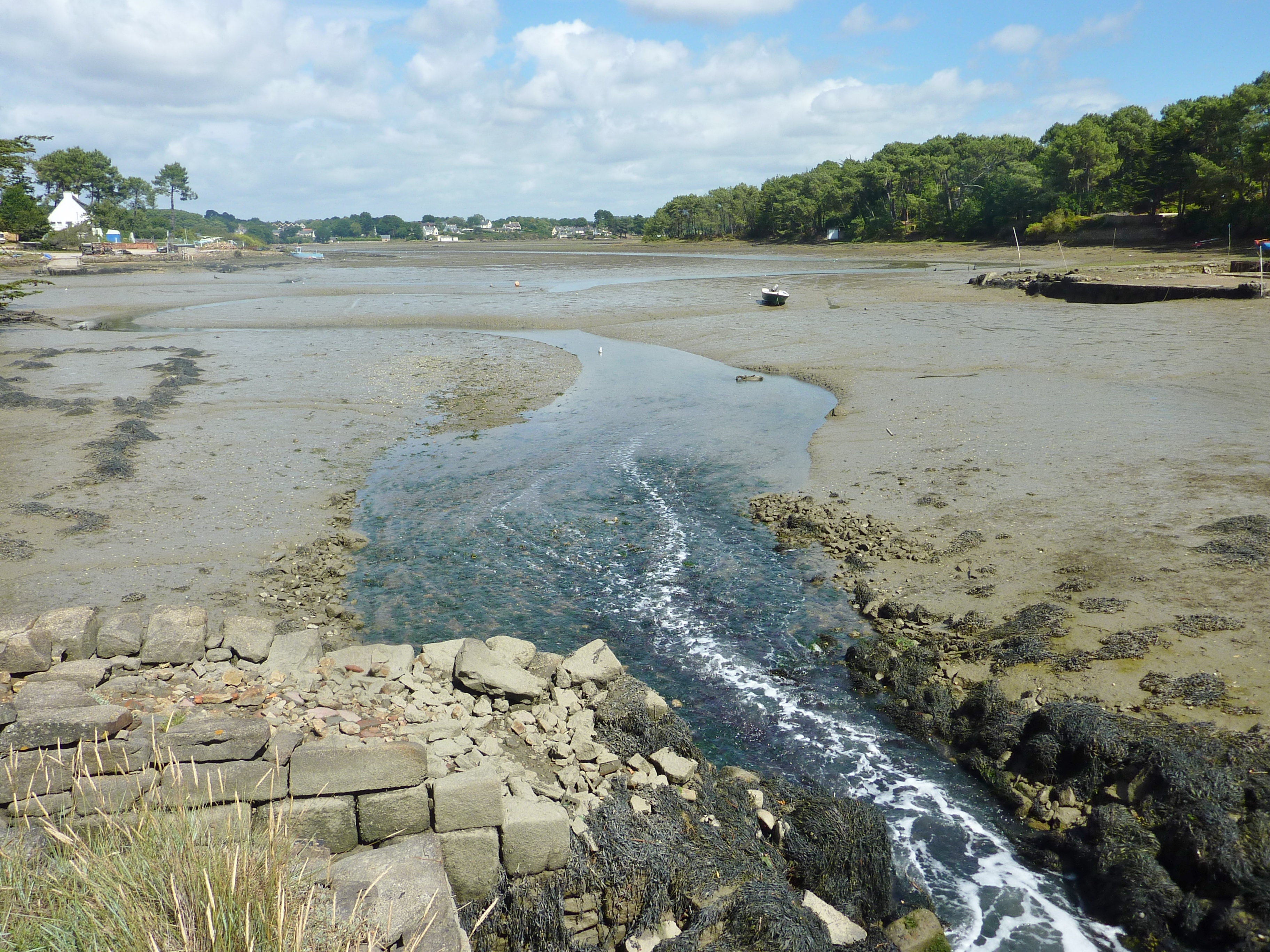
La ria du Ruisseau du Pont de Lohac à marée basse vue depuis la digue du moulin de Pomper.

L'ostréiculture a été très importante dans le passé, principalement le long de la Rivière d'Auray où de nombreux anciens terre-pleins ostréicoles, le plus souvent de nos jours à l'abandon, sont encore visibles ; quelques ostréiculteurs pratiquent toujours cette activité, notamment dans l'anse du Port de Parun et à proximité.

### Les parties intérieures de la commune
Bien que connue surtout pour son littoral, la commune de Baden possède une vaste partie intérieure : son bourg est d'ailleurs à une bonne distance de la côte, comme c'est le cas de nombreuses communes fondées à la suite de l'immigration bretonne du haut Moyen Âge et est même à la limite nord du finage communal. Il est situé à une vingtaine de mètres d'altitude.
Le territoire communal s'élève jusqu'à 43 mètres au Cosquer (à l'est du bourg) et n'est drainé que par de minuscules fleuves côtiers : le Rohu passe au nord du bourg et se jette dans l'Anse de Baden, le fond de sa ria formant l'étang du moulin de Baden ; le ruisseau de Toulvern alimente l'étang de Toulvern ; le ruisseau de Brangon alimente le marais de Pen en Toul (ancien marais salant situé en Larmor-Baden) ; le ruisseau de Moulin du Pont se jette dans l'anse du même nom ; le ruisseau de Kernormand et le ruisseau du Pont de Lohac (lequel forme limite avec la commune d'Arradon) se jettent dans la ria du Ruisseau du Pont de Lohac. Tous, à l'exception du ruisseau du Pont de Lohac qui a sa source en Ploeren, ont un cours si bref que leurs sources se trouvent dans la partie nord du finage communal
Baden était traditionnellement une commune rurale, en bonne partie agricole, avec un paysage de bocage et un habitat dispersé en hameaux et fermes isolées. La proximité littorale et l'attractivité balnéaire du golfe du Morbihan ont entraîné une forte rurbanisation, sensible en maints endroits, notamment dans la presqu'île de Port-Blanc et le long de l'Anse du Moustran, ou encore aux alentours de Locmiquel ou du Guern. L'intérieur de la presqu'île du Blair forme un véritable parc de résidences de luxe. La périurbanisation concerne aussi les hameaux non littoraux, comme Le Bois Bourgerel, Mériadec, Mané Kerplouz, Tourlarec et Kerverner ; elle est en partie constituée de résidences secondaires.
Les schistes datant du carbonifère dits de Châteaulin affleurent notamment aux alentours du château de Kergonano et contiennent des porphyroïdes. Un gisement de graphite à proximité de Kergonano fit l'objet d'une tentative d'exploitation laissée sans suite.

### Les transports
En raison de sa situation péninsulaire, Baden n'est desservi par aucun axe important de transport : la voie express RN 165 et la voie ferrée venant de Paris via Rennes (ou Nantes) et Vannes et se dirigeant vers Lorient et Quimper, qui desservent la sud de la Bretagne, passent nettement au nord du territoire communal, passant par Auray.
Baden est desservi par le route départementale 101 qui vient de Vannes et se dirige, via Le Bono, vers Pluneret (et Auray) en faisant un coude pour desservir le bourg de Baden, dans lequel se greffe la route départementale 316 qui dessert Larmor-Baden.
L'absence de pont sur la Rivière d'Auray oblige à un long détour via Pluneret et Auray pour gagner sa rive occidentale et se rendre par voie terrestre par exemple à Locmariaquer.
Malgré la longueur de son littoral, aucun port important n'existe à Baden : Port-Blanc assure essentiellement un trafic touristique de passagers vers l'Île-aux-Moines et le Golfe du Morbihan ; c'est aussi un port de plaisance. La tentative de création d'un port à la Pointe du Blair par Arthur Dillon au début du XXe siècle fut un échec, même si un très modeste port y subsiste.

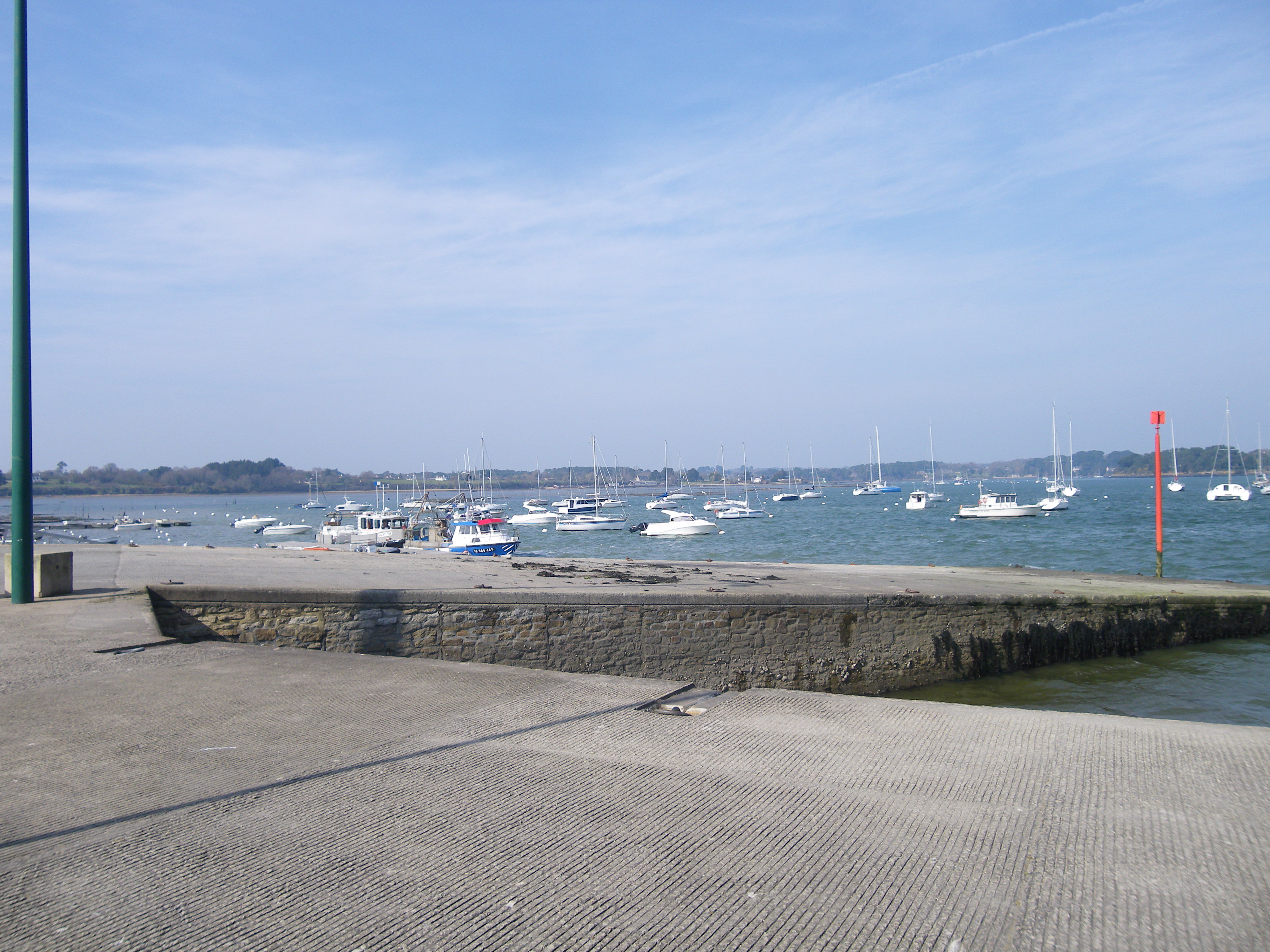
Port-Blanc : la cale du port.
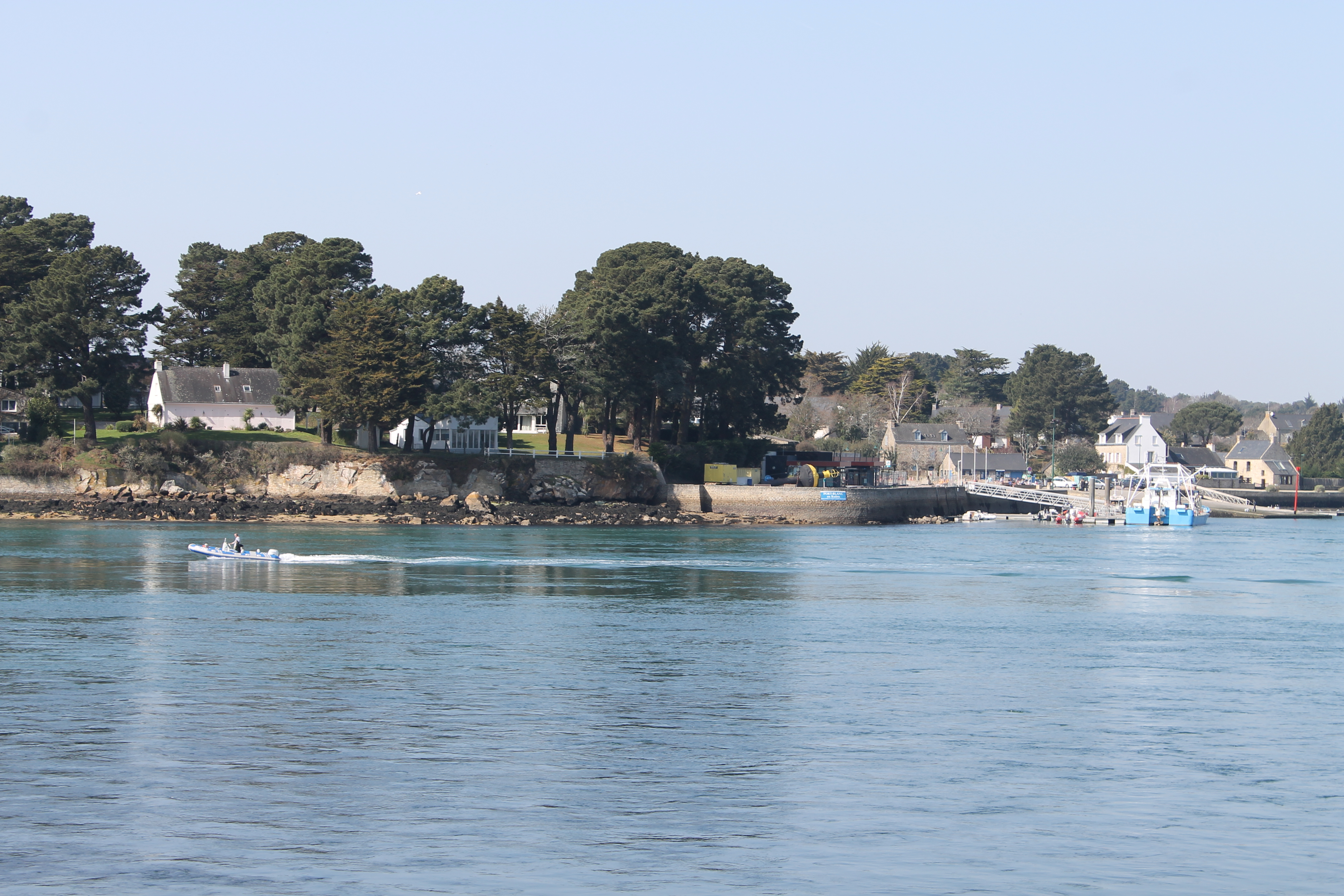
Port-Blanc : le port vu du Golfe du Morbihan.
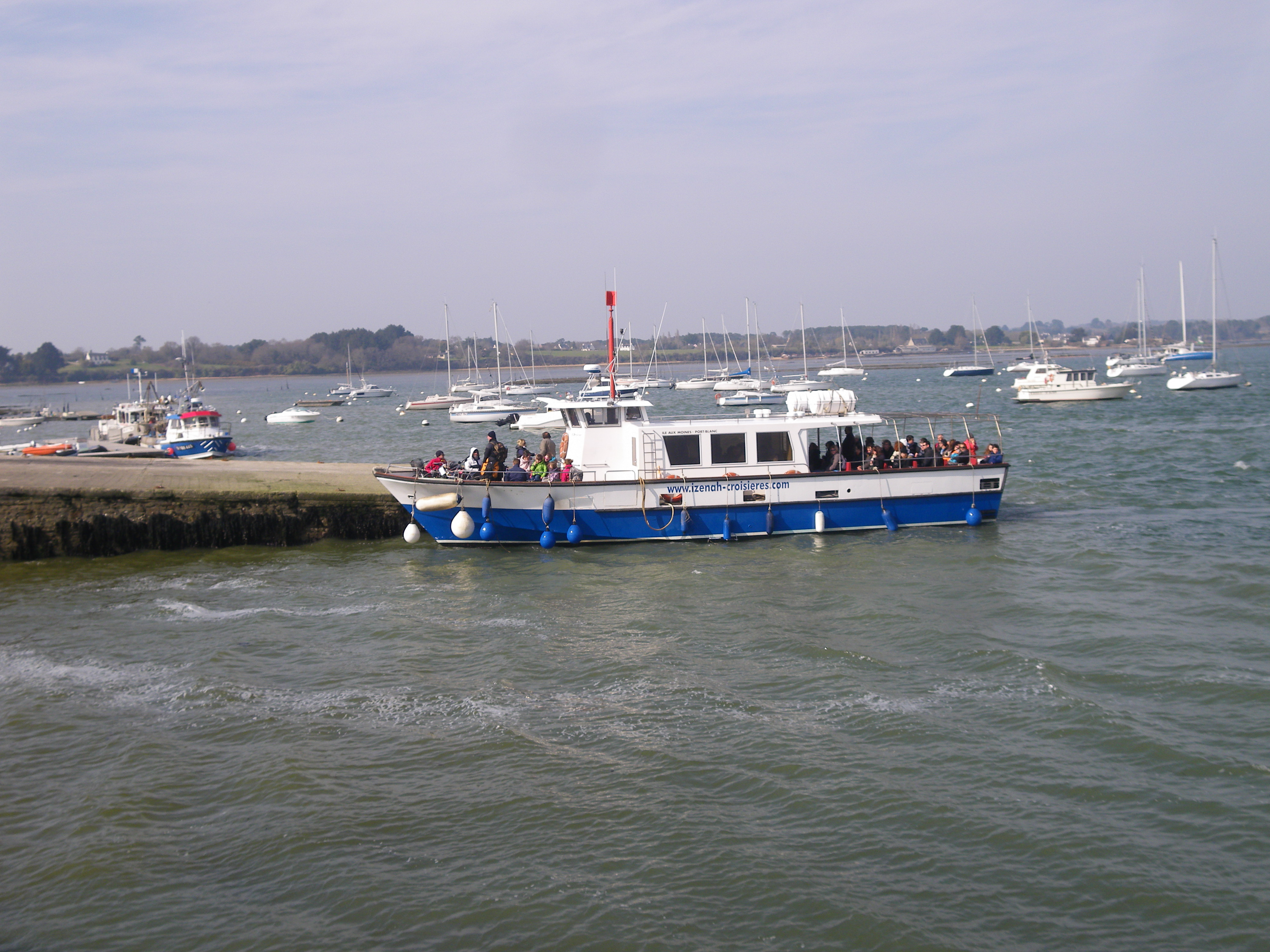
L'embarcadère de Port-Blanc (vers notamment l'Île-aux-Moines).
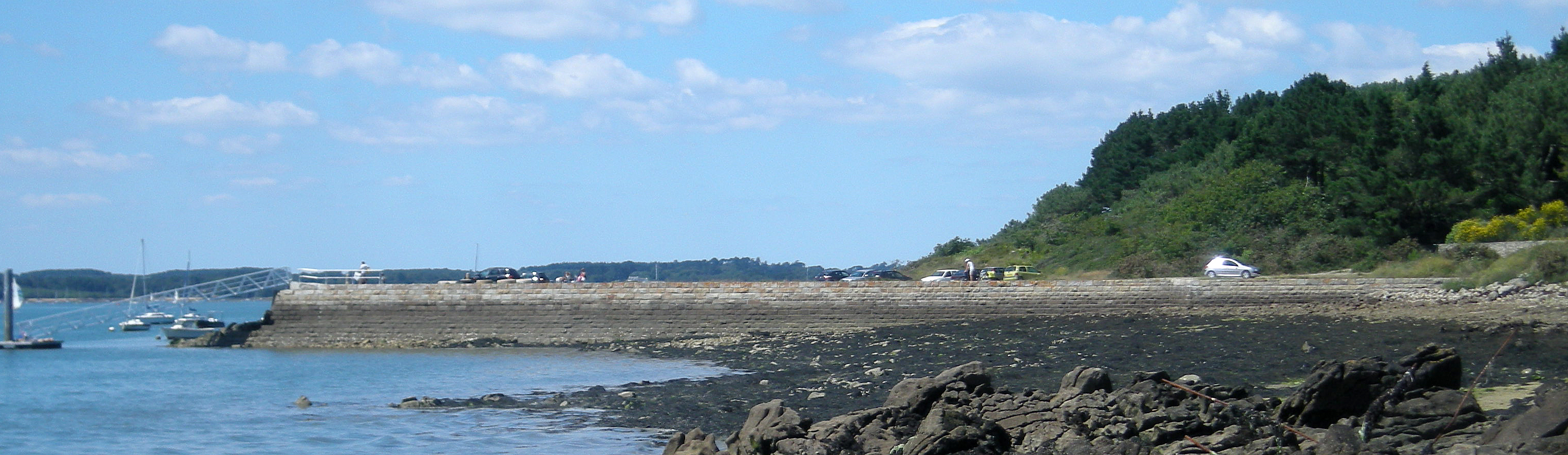
Pointe du Blair : la jetée du port.
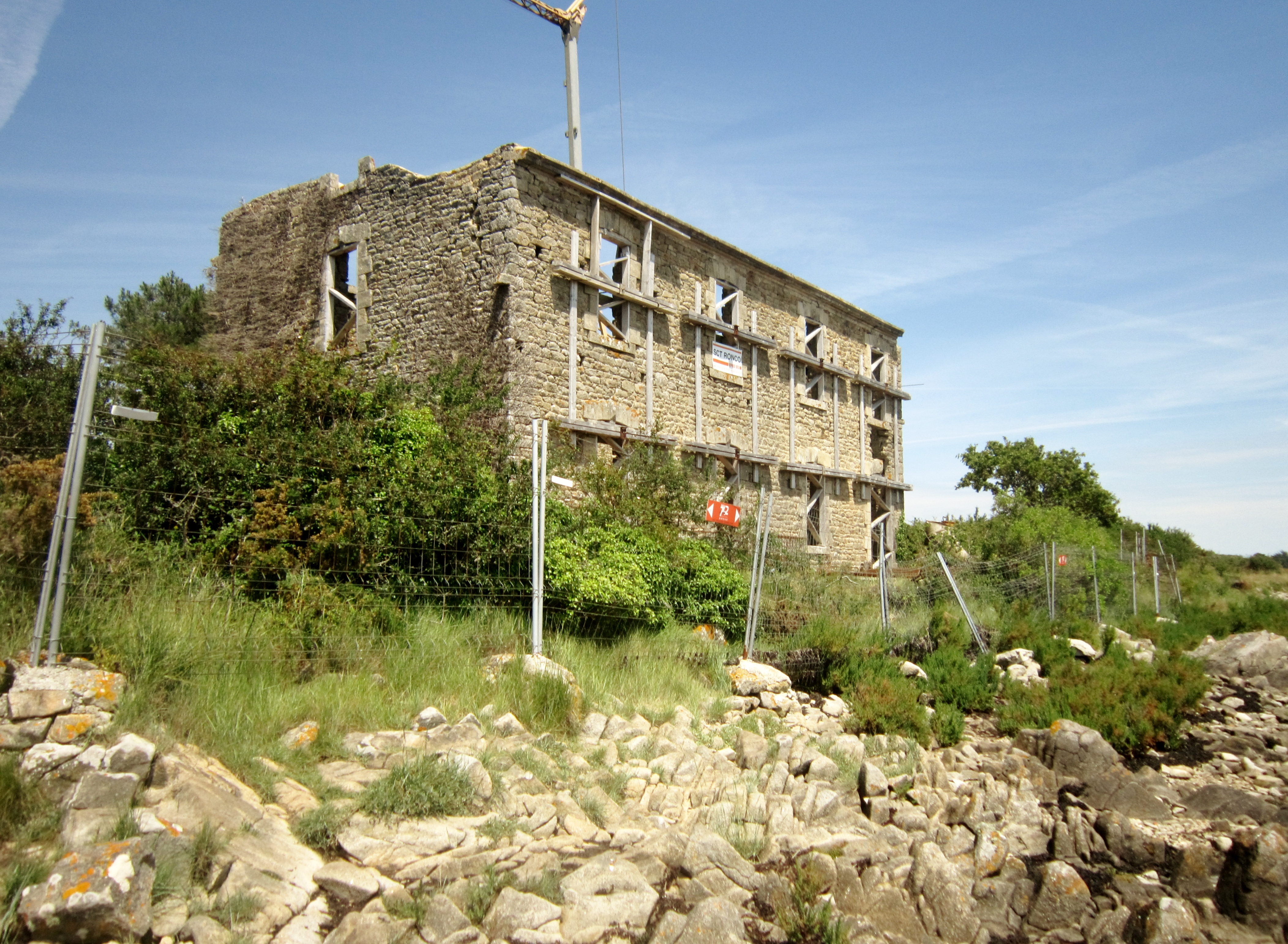
La "Maison du port" du comte Arthur Dillon construite en 1907 mais jamais utilisée en raison de l'abandon du projet de port à cet endroit ; en cours de restauration depuis son rachat par le réalisateur Gilles Legrand.

### Hydrographie
Pour un article plus général, voir Réseau hydrographique du Morbihan.
La commune est située dans le bassin Loire-Bretagne. Elle est drainée par le ruisseau le Rohu, le ruisseau de Brangon, le ruisseau de Kernormand et le ruisseau du Pont de Lohac,,.

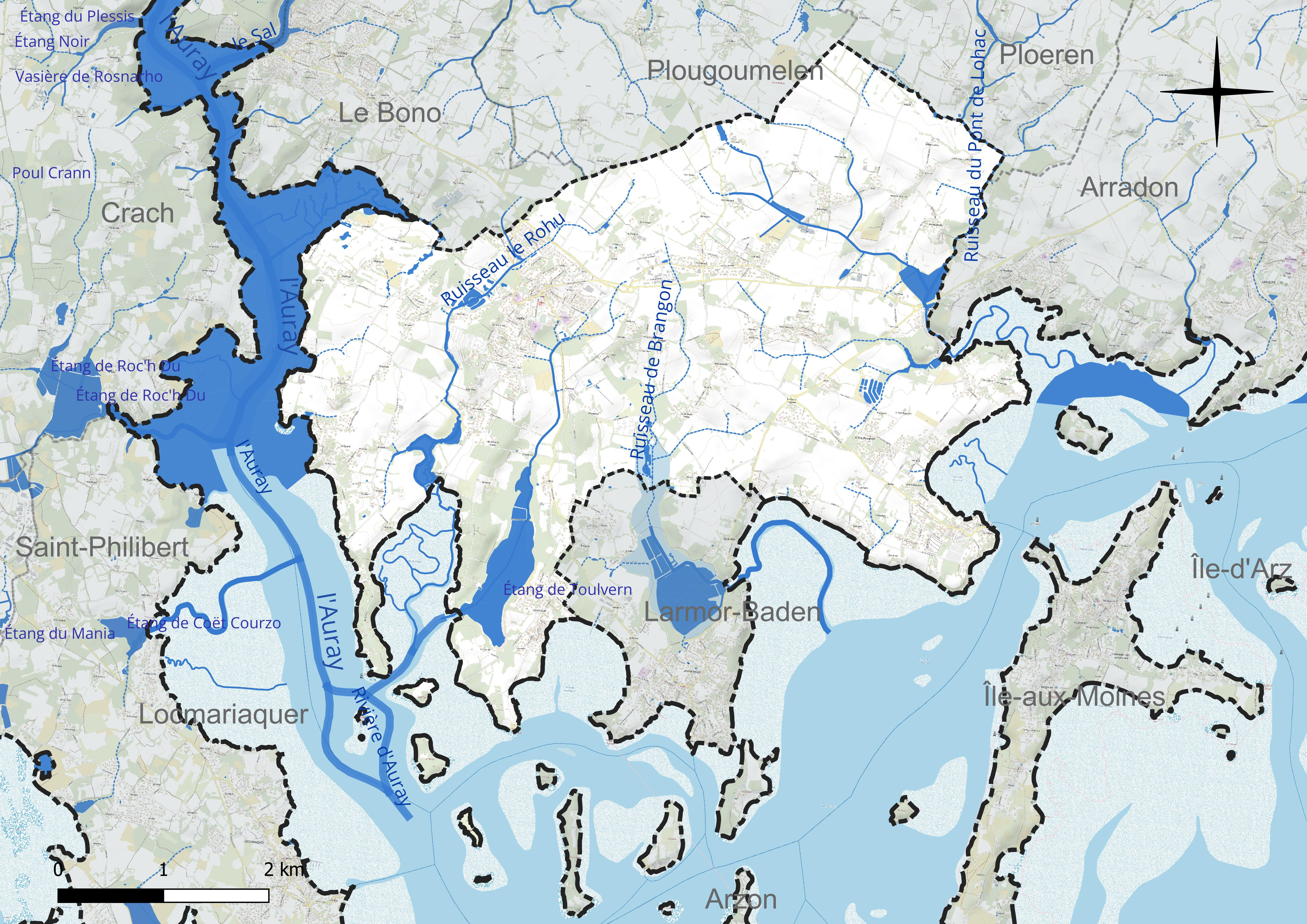
Réseau hydrographique de Baden.

Un plan d'eau complète le réseau hydrographique : l'étang de Toulvern (43,27 ha),.

### Climat
Pour des articles plus généraux, voir Climat de la Bretagne et Climat du Morbihan.
En 2010, le climat de la commune est de type climat océanique franc, selon une étude du CNRS s'appuyant sur une série de données couvrant la période 1971-2000. En 2020, Météo-France publie une typologie des climats de la France métropolitaine dans laquelle la commune est exposée à un climat océanique et est dans la région climatique  Bretagne orientale et méridionale, Pays nantais, Vendée, caractérisée par une faible pluviométrie en été et une bonne insolation. Parallèlement l'observatoire de l'environnement en Bretagne publie en 2020 un zonage climatique de la région Bretagne, s'appuyant sur des données de Météo-France de 2009. La commune est, selon ce zonage, dans la zone « Littoral doux », exposée à un climat venté avec des étés cléments.  
Pour la période 1971-2000, la température annuelle moyenne est de 12 °C, avec une amplitude thermique annuelle de 11,6 °C. Le cumul annuel moyen de précipitations est de 854 mm, avec 13,2 jours de précipitations en janvier et 6,6 jours en juillet. Pour la période 1991-2020, la température moyenne annuelle observée sur la station météorologique la plus proche, située sur la commune de Larmor-Baden à 4 km à vol d'oiseau, est de 12,8 °C et le cumul annuel moyen de précipitations est de 872,2 mm,. Pour l'avenir, les paramètres climatiques de la commune estimés pour 2050 selon différents scénarios d'émission de gaz à effet de serre sont consultables sur un site dédié publié par Météo-France en novembre 2022.

## Urbanisme

### Typologie
Au 1er janvier 2024, Baden est catégorisée commune rurale à habitat dispersé, selon la nouvelle grille communale de densité à sept niveaux définie par l'Insee en 2022.
Elle appartient à l'unité urbaine de Baden, une unité urbaine monocommunale constituant une ville isolée,. Par ailleurs la commune fait partie de l'aire d'attraction de Vannes, dont elle est une commune de la couronne,. Cette aire, qui regroupe 47 communes, est catégorisée dans les aires de 50 000 à moins de 200 000 habitants,.
La commune, bordée par l'océan Atlantique, est également une commune littorale au sens de la loi du 3 janvier 1986, dite loi littoral. Des dispositions spécifiques d’urbanisme s’y appliquent dès lors afin de préserver les espaces naturels, les sites, les paysages et l’équilibre écologique du littoral, tel le principe d'inconstructibilité, en dehors des espaces urbanisés, sur la bande littorale des 100 mètres, ou plus si le plan local d’urbanisme le prévoit.

### Occupation des sols
L'occupation des sols de la commune, telle qu'elle ressort de la base de données européenne d’occupation biophysique des sols Corine Land Cover (CLC), est marquée par l'importance des territoires agricoles (74,6 % en 2018), une proportion sensiblement équivalente à celle de 1990 (75,3 %). La répartition détaillée en 2018 est la suivante : 
zones agricoles hétérogènes (34,8 %), terres arables (30,5 %), zones urbanisées (14,3 %), prairies (9,4 %), espaces verts artificialisés, non agricoles (6 %), forêts (3,1 %), zones humides côtières (1,1 %), eaux maritimes (0,7 %), eaux continentales (0,2 %). L'évolution de l’occupation des sols de la commune et de ses infrastructures peut être observée sur les différentes représentations cartographiques du territoire : la carte de Cassini (XVIIIe siècle), la carte d'état-major (1820-1866) et les cartes ou photos aériennes de l'IGN pour la période actuelle (1950 à aujourd'hui).

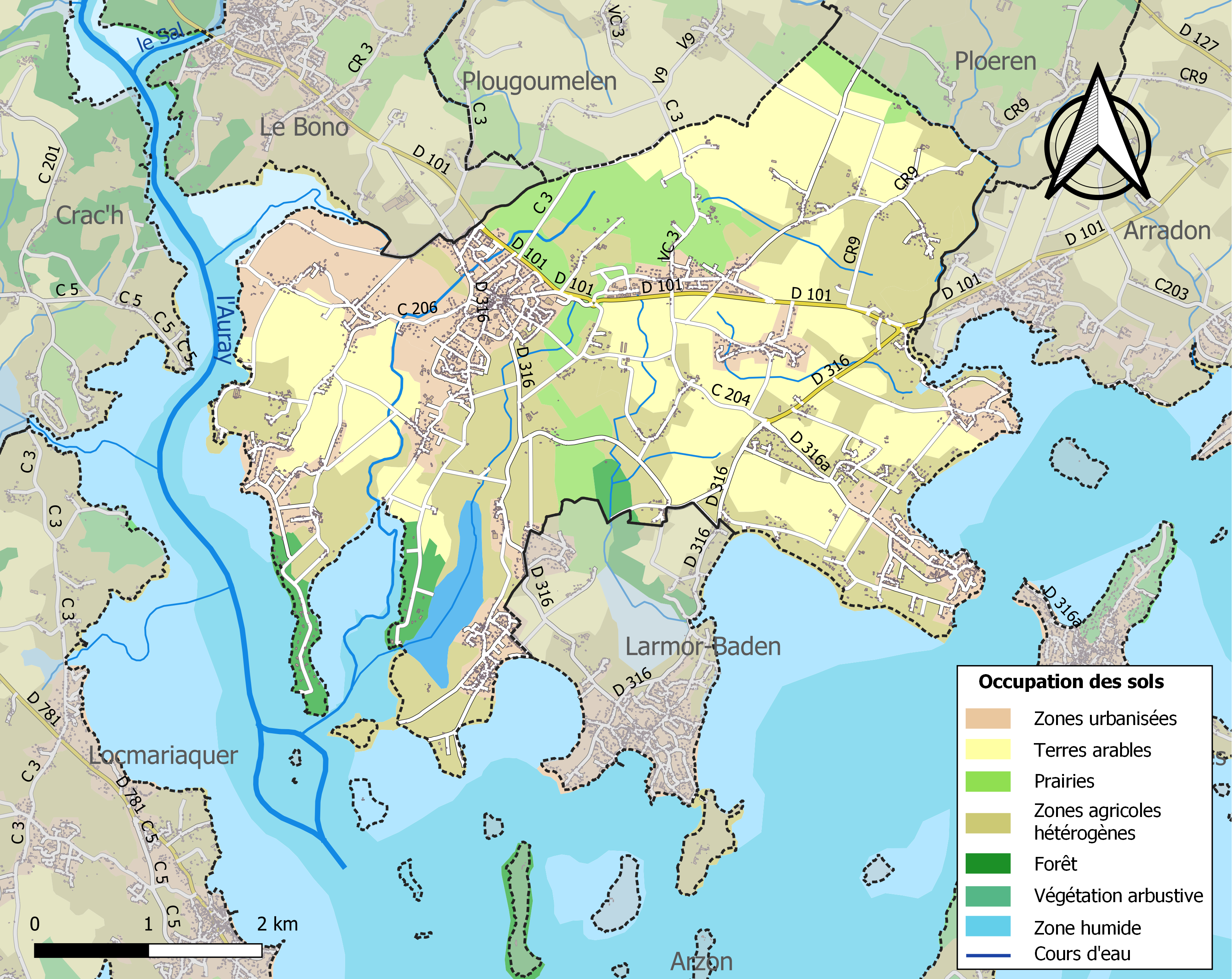
Carte des infrastructures et de l'occupation des sols de la commune en 2018 (CLC).

## Histoire

### Préhistoire et Antiquité
Une dizaine de monuments mégalithiques, principalement des dolmens, existent dans la commune, notamment à Crafel, Toulvern, le Couédic, le Rohello et dans les îles de Berder, de Gavrinis et de l'Île Longue et un « Mur des Vénètes » (un mur et un fossé formant un retranchement) dans l'oppidum de la Pointe du Blair.
Six haches polies et trois broyeurs percuteurs ronds trouvés près d'un dolmen à Kergonano sont exposés au British Museum.

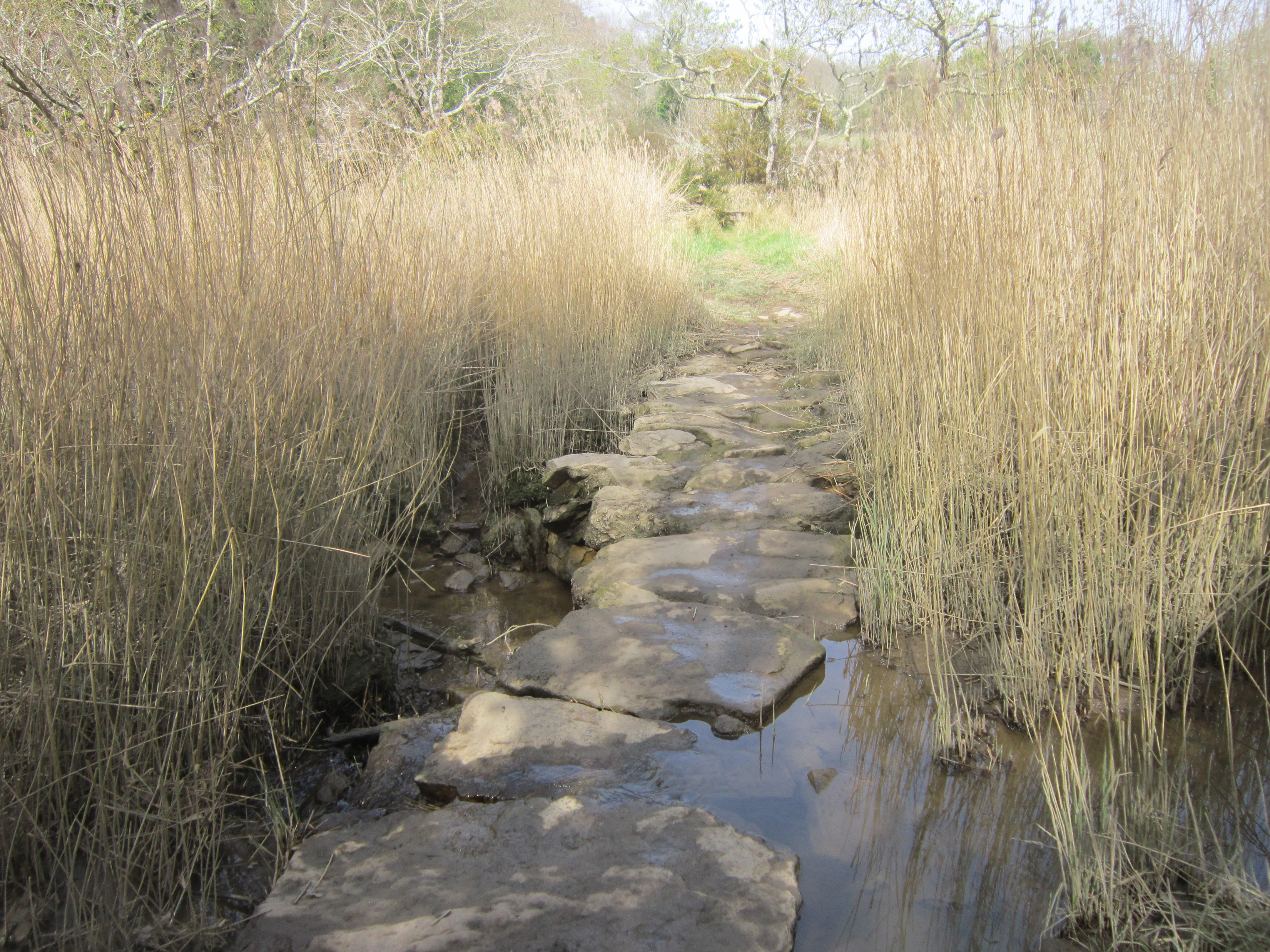
Ancien gué sur le ruisseau se jetant dans le fond de la baie de Kerdréan (limite communale entre Baden et Le Bono).
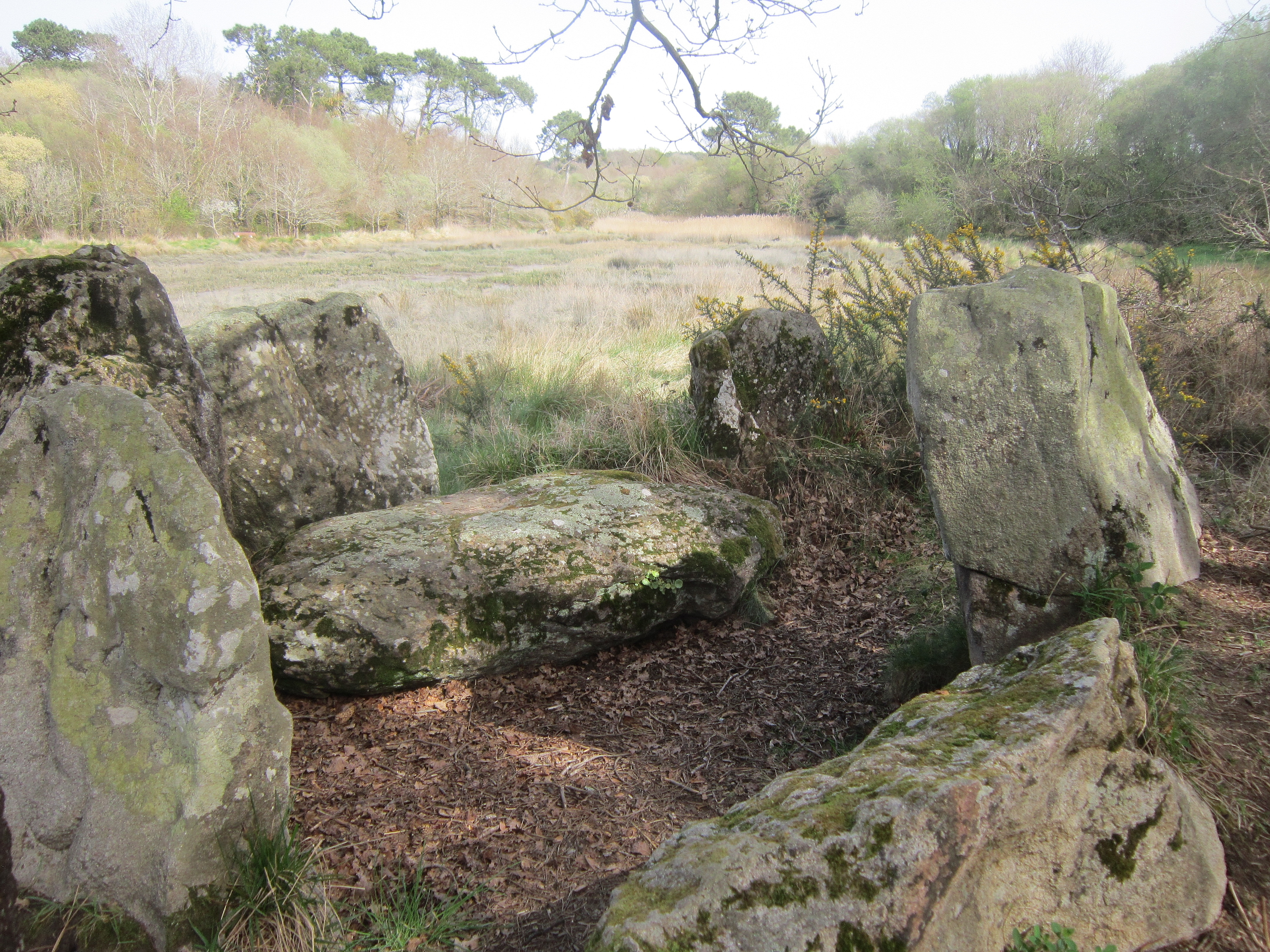
Restes d'une allée couverte en partie détruite (rive sud de la baie de Kerdréan, rive gauche de la Rivière d'Auray) 1.
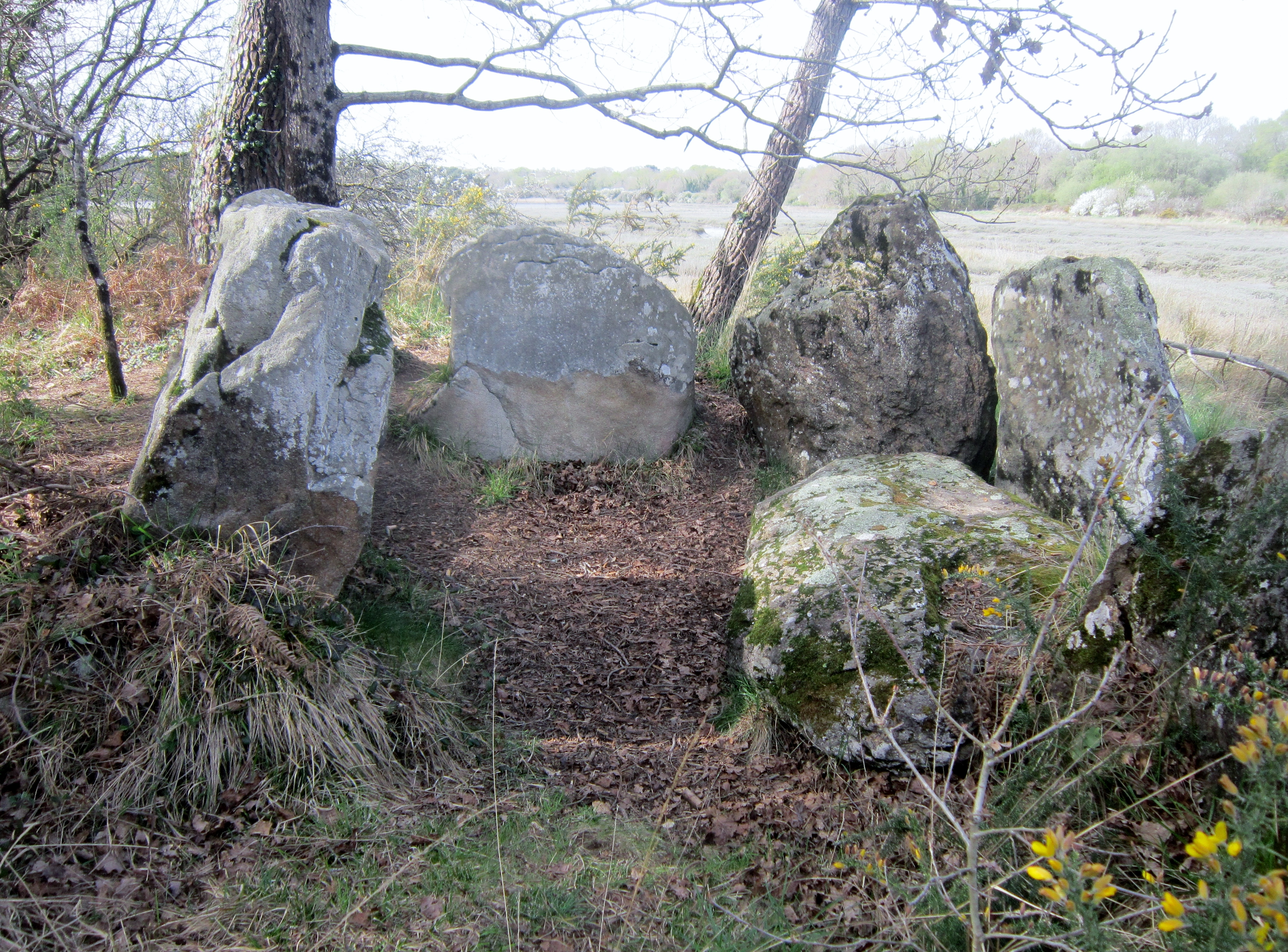
Restes d'une allée couverte en partie détruite (rive sud de la baie de Kerdréan, rive gauche de la Rivière d'Auray) 2.

La pointe du Blair abrite une nécropole constituée de plusieurs centaines de tombelles (à l'âge du fer, les incinérations étaient nombreuses et les cendres, déposées dans des urnes ou des pots, étaient enfouies dans le sol et protégées par des pierres posées dessus, le tout formant de petits monticules appelés « tombelles ») très voisines les unes des autres, les plus grandes mesurant 4 à 5 mètres de long, dont un certain nombre ont été éventrées par des chercheurs de butins. Des traces d'un éperon barré y ont aussi été identifiées.
Yves Coppens a découvert un four à sel gaulois à Locmiquel en Baden en 1952.

### Moyen Âge
Un monastère aurait existé à Moustéran [Moustran] (le toponyme suggère la présence d'un monastère à cet endroit); il aurait été détruit par les Normands et il est possible que saint Bieuzy, blessé à mort, s'y soit embarqué pour rejoindre son maître saint Gildas, même si une autre source indique qu'il se serait rendu à pied à l'abbaye Saint-Gildas de Rhuys pour y mourir. Quelques vestiges à cet endroit sont peut-être les restes d'une ancienne chapelle dédiée à saint Gildas.
Le château de Cardelan appartenait en 1420 à Guillaume de Kerabault [Keralbault], seigneur de Cardelan. Les seigneurs de Cardelan avaient leurs enfeus dans la chapelle Saint-Jean de l'ancienne église de Baden, construite au XIIe siècle ; dans l'autre chapelle, celle de Notre-Dame-de-Bonne-Nouvelle, se trouvaient les enfeus des familles de Kergonano et de Toulvern. Le château de Kergonano et le manoir de Toulvern (qui appartenait à la famille Loénan ou Laouënan de 1426 à 1536) étaient sièges de seigneuries.
Lors de la réformation de 1427 Jean de Peillac est dit seigneur de Trévrat [Trévras] en Baden. La famille de Peillac était originaire de Guer et détenait cette seigneurie depuis le mariage de Jehan de Peillac avec Alix de Bodeveno, fille de Sylvestre de Bodeveno et d'Alix de Baden). La liste des 7 nobles de Baden présents à la montre du 8 septembre 1464 à Vannes et des 13 nobles de Baden présents à celle du 4 septembre 1481 à Vannes est consultable sur un site Internet.

### Époque moderne
Une partie de la paroisse de Baden (incluant les manoirs de Bois-Bas, de Tréverat, de Cardelan) dépendait du domaine royal ou était  « fief du roi » ; l'autre partie dépendait du domaine de la seigneurie de l'Argoet (Largouet) , ou était fief de l'Argoet. Cette division existait déjà en 1427. Baden comptait en tout à l'époque moderne 19 seigneuries.
En 1624 René de Keralbaud, écuyer, seigneur de Cardelan, justifie les droits de banalité qu'il prélève sur les paroissiens de Baden pour leur usage du moulin de Pontneuf. En 1677, Abel de Kerabault [Keralbault ou Keralbaud], seigneur de Cardelan, fut capitaine des francs-archers de l'évêché de Quimper. En 1705 Louis de Keralbaud de Cardelan, chanoine, est, jusqu'à sa mort en 1718, vicaire perpétuel de la paroisse de Sainte-Croix (dite aussi de Saint-Pierre) à Vannes.
Quatre chapelles frairiennes existaient : Saint-Mériadec (dans le village homonyme), Saint -Michel (à Locmiquel), Notre-Dame (à Penvern), Saint-Julien (près de Lohac) ; en plus des chapelles privées se trouvaient dans les châteaux de Kergonano, de Kerdelan [Cardelan] (desservant la chapellenie de Sainte-Marguerite) et de Bois-bas.
La famille Dondel hérite du château de Kergonano, siège d'une ancienne seigneurie, à la fin du XVIIe siècle en raison du mariage en 1673 de Pierre Dondel de Keranguen (qui fut sénéchal de Vannes) avec Marie-Hyacinthe Loënan de Kergonano ; leur fils François Dondel de Kergonano fut sénéchal du présidial de Vannes entre 1715 et 1772 et le père et grand-père de deux maires de Baden au XIXe siècle.
Jean-Baptiste Ogée décrit Baden en 1778 comme une « paroisse, dont la cure est à l'Ordinaire, compte 1 800 communiants. [Où] s'y exerce deux hautes justices, l'une du comté de Largouet, et l'autre de la baronnie de Ker-aër, qui ressortissent au siège royal d'Aurai [Auray]. Ce territoire, qui renferme plusieurs fiefs appartenant au Roi, possède des terres très fertiles en grains et pâturages. »

### Révolution française
En 1793 Baden fournit 60 hommes au sein de l'Armée royaliste de Bretagne.
Baden est considérée comme une commune suspecte par le capitaine Couscher, commandant la 3e compagnie du bataillon de Maine-et-Loire, envoyée rétablir l'ordre dans la région.
Jean Le Vigouroux, maire de Baden (qui a caché à plusieurs reprises Joseph Le Leuch,prêtre réfractaire et un des responsables de l'Armée catholique et royale de Bretagne), ainsi que Keralbaud-Cardelan, Lantivy-Trédion, L. Guignolé et deux hommes de la famille Kergal, font partie en 1795 de la « liste des individus du ressort de Vannes absents de leur commune [Baden] (...) pour se réunir aux chouans ». Mais selon Gustave de Closmadeuc c'est à tort qu'Yves de Keralbauld, seigneur de Cardelan est inscrit sur la liste de ceux qui devinrent chouans ; quoique noble, il n'émigra pas et ne se montra pas hostile à la Révolution, acquérant même des biens nationaux et ne participant pas à l'expédition de Quiberon ; les chouans, en représailles, un mois après la défaite des émigrés de Quiberon, assaillirent dans la nuit du 24 au 25 fructidor an III (10 au 11 septembre 1795) le manoir de Cardelan, le pillèrent, se saisirent du seigneur de Cardelan, l'égorgèrent et le jetèrent à l'eau ; son corps fut découvert par Mathurin Guillevic, laboureur et tisserand au Ter.

### LeXIXesiècle
L'église paroissiale Saint-Pierre est reconstruite en 1835-1836 principalement, mais son clocher et sa flèche entre 1860 et 1864 ; Jean de Keralbaud, seigneur de Cardelan et Trévoat, en est le fondateur.
A. Marteville et P. Varin, continuateurs de Jean-Baptiste Ogée, décrivent ainsi Baden en 1843 (cette description inclut le territoire de l'actuelle commune de Larmor-Baden qui ne s'est constituée qu'en 1924) :

« Baden : commune formée de l'ancienne paroisse de ce nom, aujourd'hui desservance. Il y avait autrefois quatre chapelles desservies ; il y en a encore aujourd'hui trois. L'église a été en grande partie reconstruite en 1835 et 1836. (...) Principaux villages : Trévernay, Carado-Graffel, Kerihuel, Guernehué, Brangon, Kerplous, Penmern, Kerhouleven, Kercorsnet, Meriadec, Toulvern, le Blair, le Couédic, Keredern, Lourmar, Kersbout, Logueltas, tour de Bourgat. Superficie totale 2 571 hectares, dont (...) terres labourables 1 045 ha, prés et pâturages 415 ha, vergers et jardins 29 ha, marais 24 ha, vignes 5 ha, étangs 32 ha, marais salants 7 ha, bois 16 ha, landes et incultes 935 ha (...). Moulins à eau de Toulvern et de Pomper ; à vent de Saint-Julien. Étangs de Toulven et de Pomper. La saline de Pentout [Pen en Toul] est à l'est. Le territoire, coupé de quelques vallons, est en général bien cultivé, et présente de belles prairies. La commune est renommée pour la qualité de ses veaux. Les hommes s'adonnent à la marine dans la partie qui avoisine la mer. L'agriculture emploie les goémons qui se récoltent sur les côtes ; mais cet engrais est peu abondant. (...) Géologie : constitution granitique. On parle le breton. »

Le château du Rohello est construit entre 1850 et 1856 par le vicomte de Gouvello à l'emplacement de l'ancien manoir du même nom.
En 1868, Pierre Le Pontois est propriétaire de marais salants à Baden ; ceux-ci sont alors en crise : sur les 350 œillets qu'il possède, Le Pontois déclare que seulement 134 sont en activité et qu'il paie désormais ses paludiers au mois, leur procurant un travail complémentaire sur ses terres car ils ne peuvent plus vivre avec le mode de rémunération traditionnel (les paludiers recevaient entre le tiers et le quart de la récolte de sel). Il ajoute que l'état atmosphérique du Morbihan rend les récoltes de sel aléatoires et que la baisse des prix du sel en raison de la concurrence des salines du Midi et de l'Est de la France, ainsi que des salines étrangères rend cette activité de moins en moins rentable.
Les sentiments légitimistes d'une partie de la population de Baden à cette époque sont illustrés par le fait que Mathurin Robert, un paysan du village du Ter qui fut le courrier du général Georges lors du débarquement de Quiberon, fit partie, alors qu'il était âgé de 68 ans, de la délégation bretonne qui se rendit à Wiesbaden pour y rencontrer Henri V, prétendant au trône de France, le 29 août 1850.
Lors des élections législatives de 1878 « le maire de Baden, haranguant les électeurs, leur disait qu'on aurait la guerre s'ils ne votaient pas pour le « bon candidat » (Charles Guillo du Bodan, député monarchiste) (...) Le maire allait d'auberge en auberge se faire représenter par les électeurs leur bulletin de vote pour s'assurer du nom porté au dit bulletin. (...) De son côté, le clergé de la commune n'a cessé d'influencer les électeurs à domicile ou du haut de la chaire, et par tous les moyens possibles (...) disant même (...) aux fidèles assemblés dans l'église que s'ils votaient pour les révolutionnaires [en fait le candidat républicain] , les portes de l'église allaient être fermées. (...) ».
En 1871, François Olivier Dondel de Kergonano (alors maire de Baden) et son épouse firent partie de la délégation qui rencontra à Lucerne le comte de Chambord. En 1869 il fut remarquable par son dévouement pendant l'épidémie de variole et fut le responsable des Hospitaliers sauveteurs bretons du Morbihan en 1876.

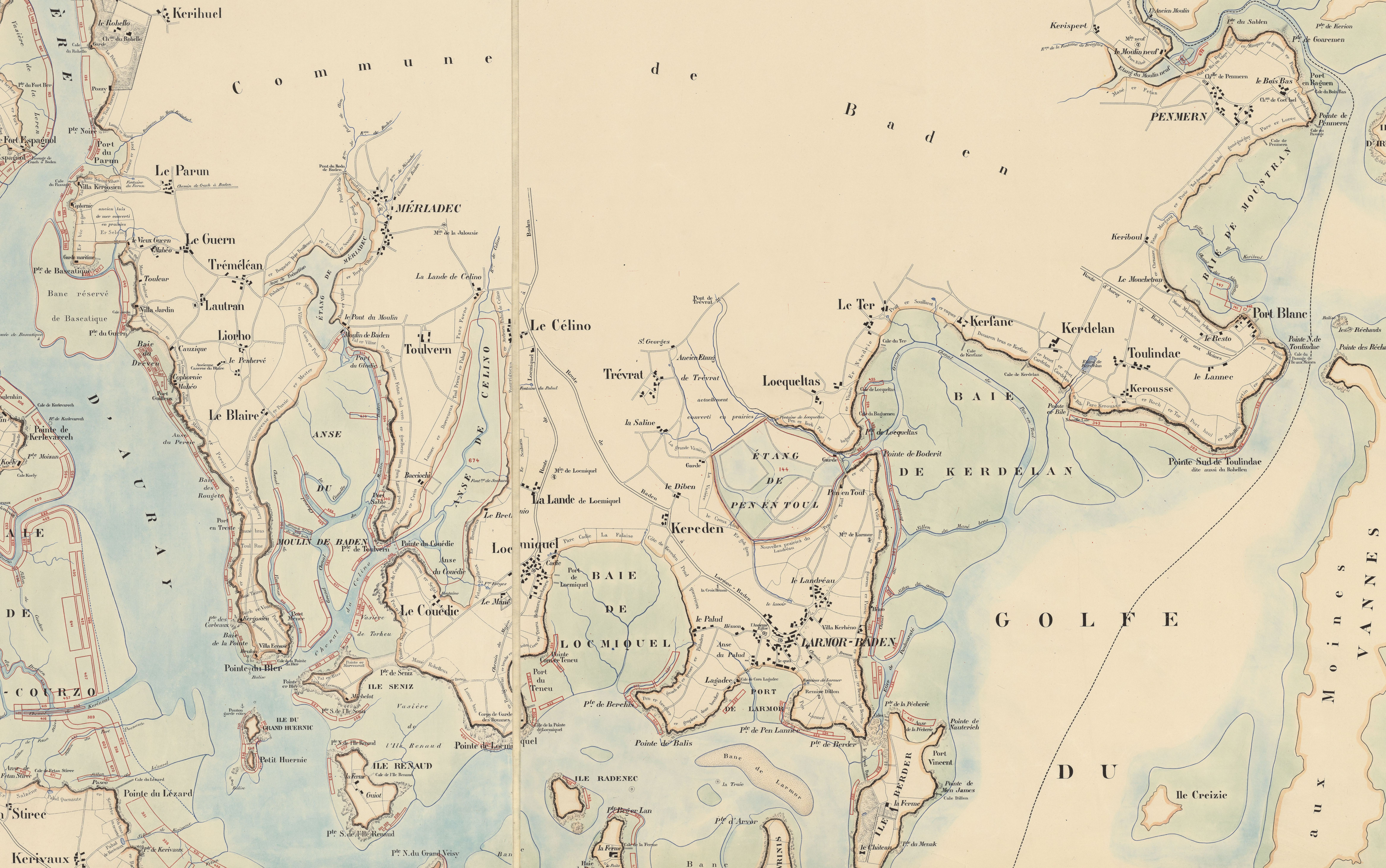
Carte de Baden en 1880.

Vers 1896 les Filles de Jésus de Kermaria assuraient les soins des malades à domicile à Baden, comme dans de nombreuses autres communes de la région.

### LeXXesiècle

#### La Belle Époque
L'école congréganiste tenue par les Filles de Jésus de Kermaria à Baden est laïcisée en septembre 1903.
Un décret du président de la République en date du 27 février 1911 attribue à « la commune de Baden, à défaut de bureau de bienfaisance, les biens ayant appartenu à la fabrique de l'église de Baden et actuellement placés sous séquestre ».

#### La Première Guerre mondiale

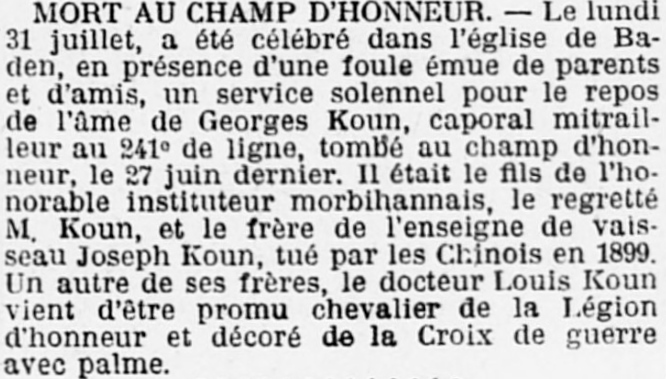
Article relatant la cérémonie en mémoire d'un soldat de Baden mort au champ d'honneur en 1916 (journal L'Ouest-Éclair).

Le monument aux morts de Baden porte les noms de 96 soldats et marins mort pour la France pendant la Première Guerre mondiale (ce nombre inclut les 23 morts de Larmor-Baden qui ne constituait pas encore une commune indépendante).
Un vœu en faveur d'un projet de construction d'une ligne de chemin de fer à voie étroite allant d'Étel à Vannes en passant par La Trinité-sur-Mer, Crach, Le Bono, Baden et Arradon, qui aurait nécessité la construction de plusieurs ouvrages d'art, fut voté en 1916 par le Conseil général du Morbihan, mais ce projet n'aboutit pas.
L'armée américaine, qui utilisait les camps de Meucon et de Coëtquidan, eut en août 1917 le projet de construire un port en eau profonde en aval de la Pointe du Blair, mais il ne fut jamais réalisé.

#### L'Entre-deux-guerres
La commune de Larmor-Baden est créée en 1924, amputant le territoire de la commune de Baden ; le décret est signé le 15 mars 1924 par Alexandre Millerand, président de la République, avec parution au Journal Officiel le 19 mars 1924.
En mai 1928, Joseph Le Brix, originaire de Baden, et Dieudonné Costes, reçurent, après avoir effectué la première traversée de l'Atlantique sud sans escale en 1927, un accueil triomphal à Vannes et Baden.
Le 29 septembre 1931, les obsèques de l'aviateur Joseph Le Brix, décédé accidentellement en Russie alors qu'il tentait de relier en avion Paris à Tokyo sans escale, furent l'objet d'une importante cérémonie en présence d'une foule immense et de nombreuses personnalités.

#### Seconde Guerre mondiale
Le monument aux morts de Baden porte les noms de 10 personnes mortes pour la France pendant la Seconde Guerre mondiale ; parmi eux Jean Le Mouroux, lieutenant de vaisseau, victime de l'incendie de son bâtiment, le Primauguet lors de l'opération Torch le 8 novembre 1942 dans le port de Casablanca (Maroc) et Pierre Le Guénégal, résistant FFI, fusillé au fort de Penthièvre le 13 juillet 1944.

### Liste des maires

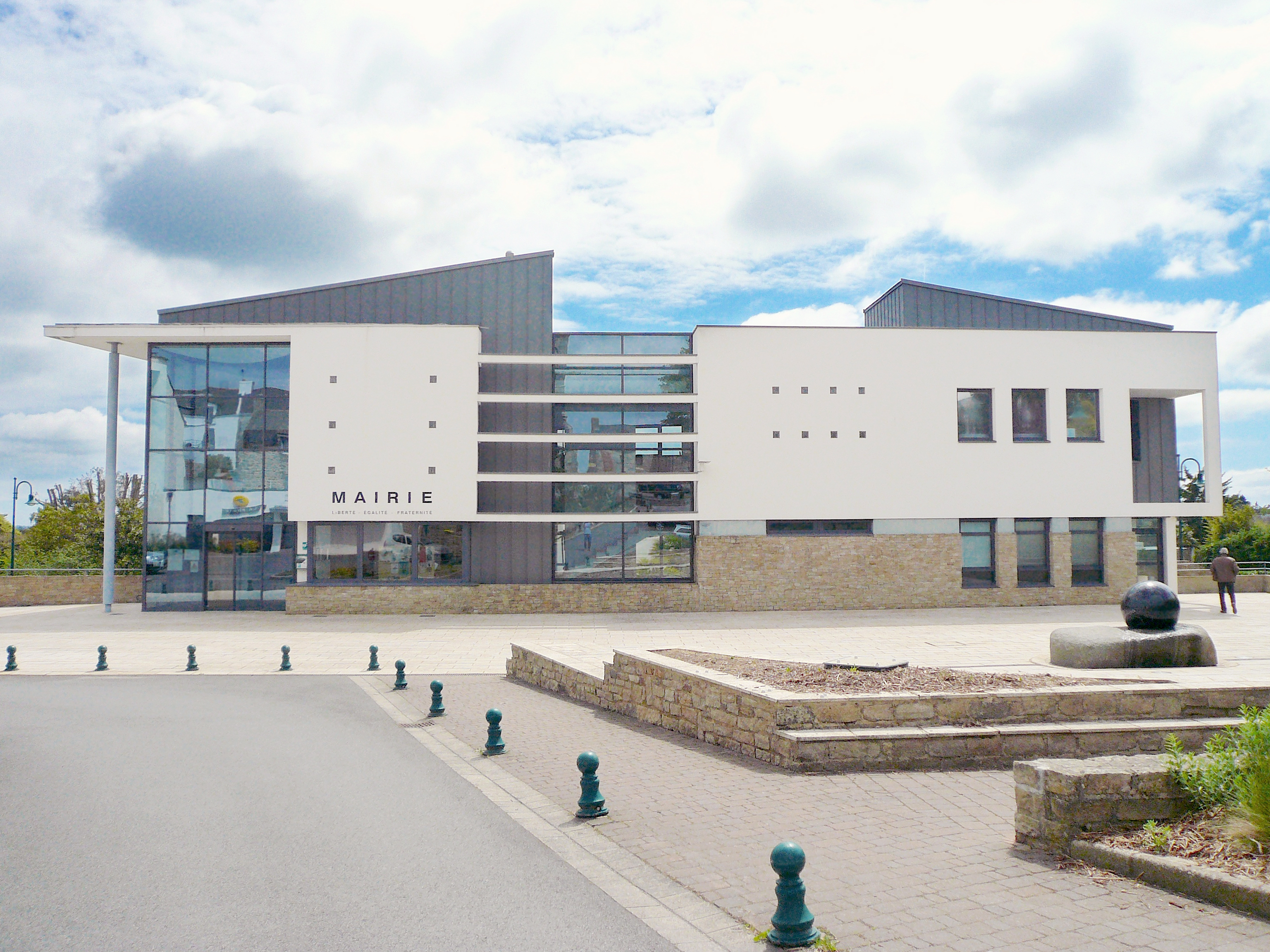
La mairie de Baden.

## Démographie
L'évolution du nombre d'habitants est connue à travers les recensements de la population effectués dans la commune depuis 1793. Pour les communes de moins de 10 000 habitants, une enquête de recensement portant sur toute la population est réalisée tous les cinq ans, les populations de référence des années intermédiaires étant quant à elles estimées par interpolation ou extrapolation. Pour la commune, le premier recensement exhaustif entrant dans le cadre du nouveau dispositif a été réalisé en 2007.

En 2022, la commune comptait 4 864 habitants, en évolution de +11,15 % par rapport à 2016 (Morbihan : +3,82 %, France hors Mayotte : +2,11 %).
| 1793  | 1800  | 1806  | 1821  | 1831  | 1836  | 1841  | 1846  | 1851  |
| ----- | ----- | ----- | ----- | ----- | ----- | ----- | ----- | ----- |
| 2 063 | 2 063 | 2 288 | 2 534 | 2 742 | 2 652 | 2 644 | 2 739 | 2 652 |

| 1856  | 1861  | 1866  | 1872  | 1876  | 1881  | 1886  | 1891  | 1896  |
| ----- | ----- | ----- | ----- | ----- | ----- | ----- | ----- | ----- |
| 2 811 | 2 675 | 2 633 | 2 639 | 2 676 | 2 733 | 2 775 | 2 779 | 2 716 |

| 1901  | 1906  | 1911  | 1921  | 1926  | 1931  | 1936  | 1946  | 1954  |
| ----- | ----- | ----- | ----- | ----- | ----- | ----- | ----- | ----- |
| 2 727 | 2 765 | 2 870 | 2 848 | 2 145 | 2 095 | 1 982 | 1 960 | 1 896 |

| 1962  | 1968  | 1975  | 1982  | 1990  | 1999  | 2006  | 2007  | 2012  |
| ----- | ----- | ----- | ----- | ----- | ----- | ----- | ----- | ----- |
| 1 869 | 1 844 | 1 957 | 2 369 | 2 844 | 3 360 | 3 899 | 3 976 | 4 260 |

| 2017  | 2022  | - | - | - | - | - | - | - |
| ----- | ----- | - | - | - | - | - | - | - |
| 4 340 | 4 864 | - | - | - | - | - | - | - |

En 2017 66 % (en tout 1 990 logements) des logements de Baden étaient des résidences principales , 28 % (en tout 843 logements) des résidences secondaires, 6 % étant des logements vacants.

## Commerces
La commune de Baden possède au nombre de ses commerces, 
les bars : « LeTrait d'Union », « Le Toulbroch », « Le Baden Roc », « Le Ricochet », « Les 7 îles » et « Le Dakiti ».

## Culture et patrimoine

### Lieux et monuments
Il existe, sur la commune, des parcs à huitres et un golf, lesquels figuraient ou étaient cités sur la flamme postale de la localité du début des années 1990.

#### Monuments historiques
- le dolmen de Mané-Ven-Guen à le pointe de Toulvern ;
- le mur des Vénètes (propriété privée), à la pointe du Blair ;
- les dolmens de la pointe de Toulvern.

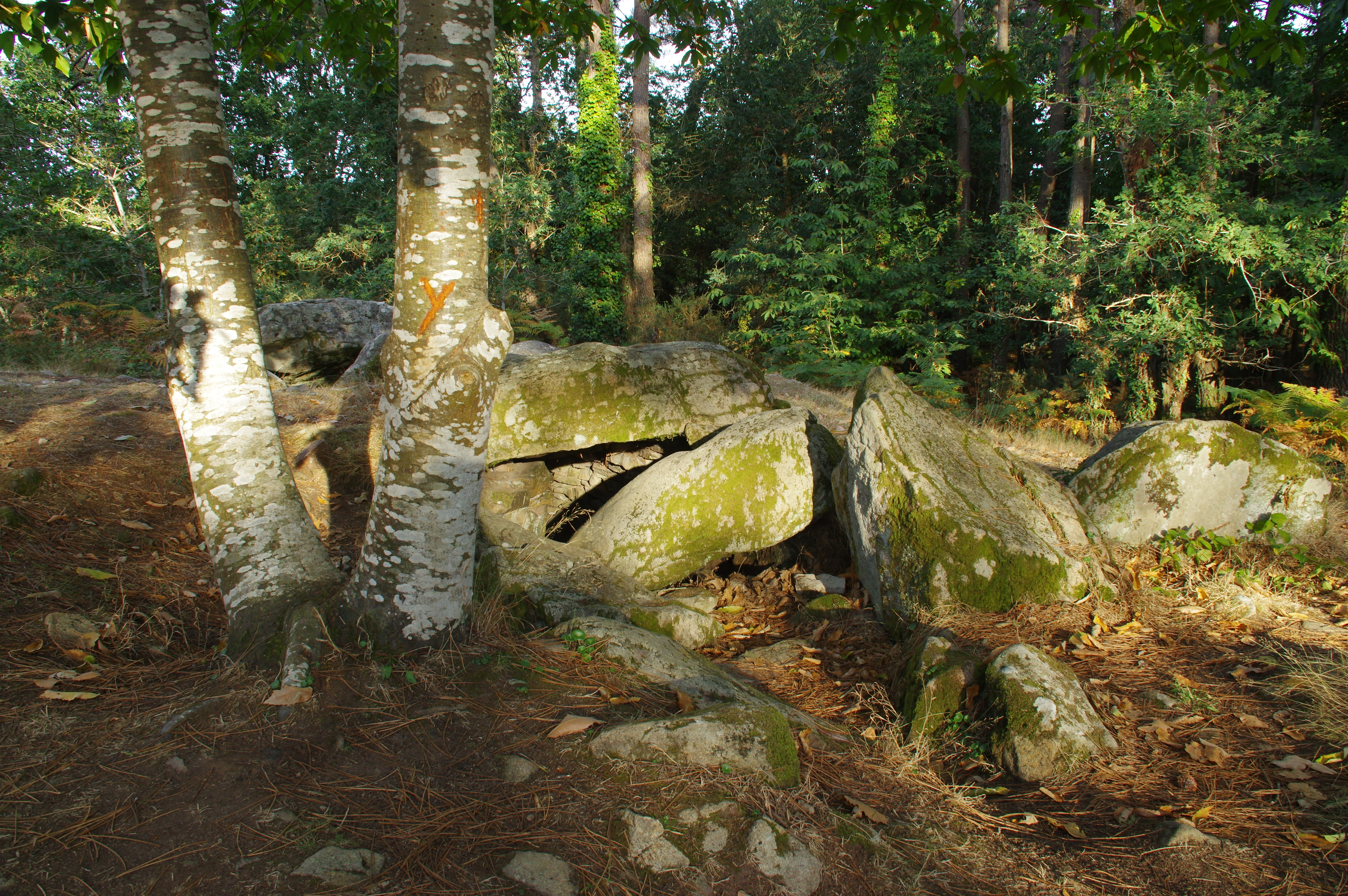
Dolmen de Mané-Ven-Guen, vue générale.
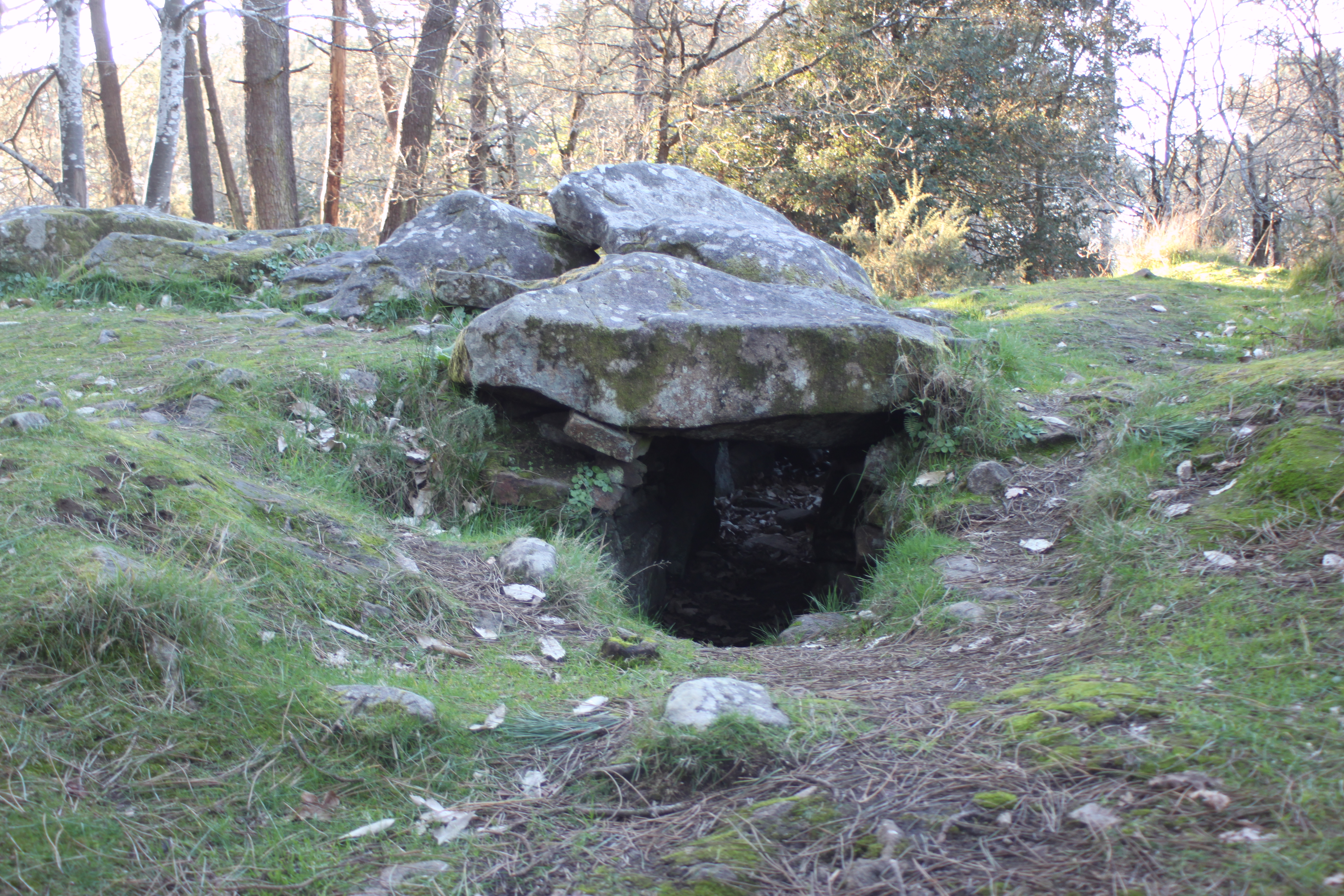
Dolmen de Mané-Ven-Guen.
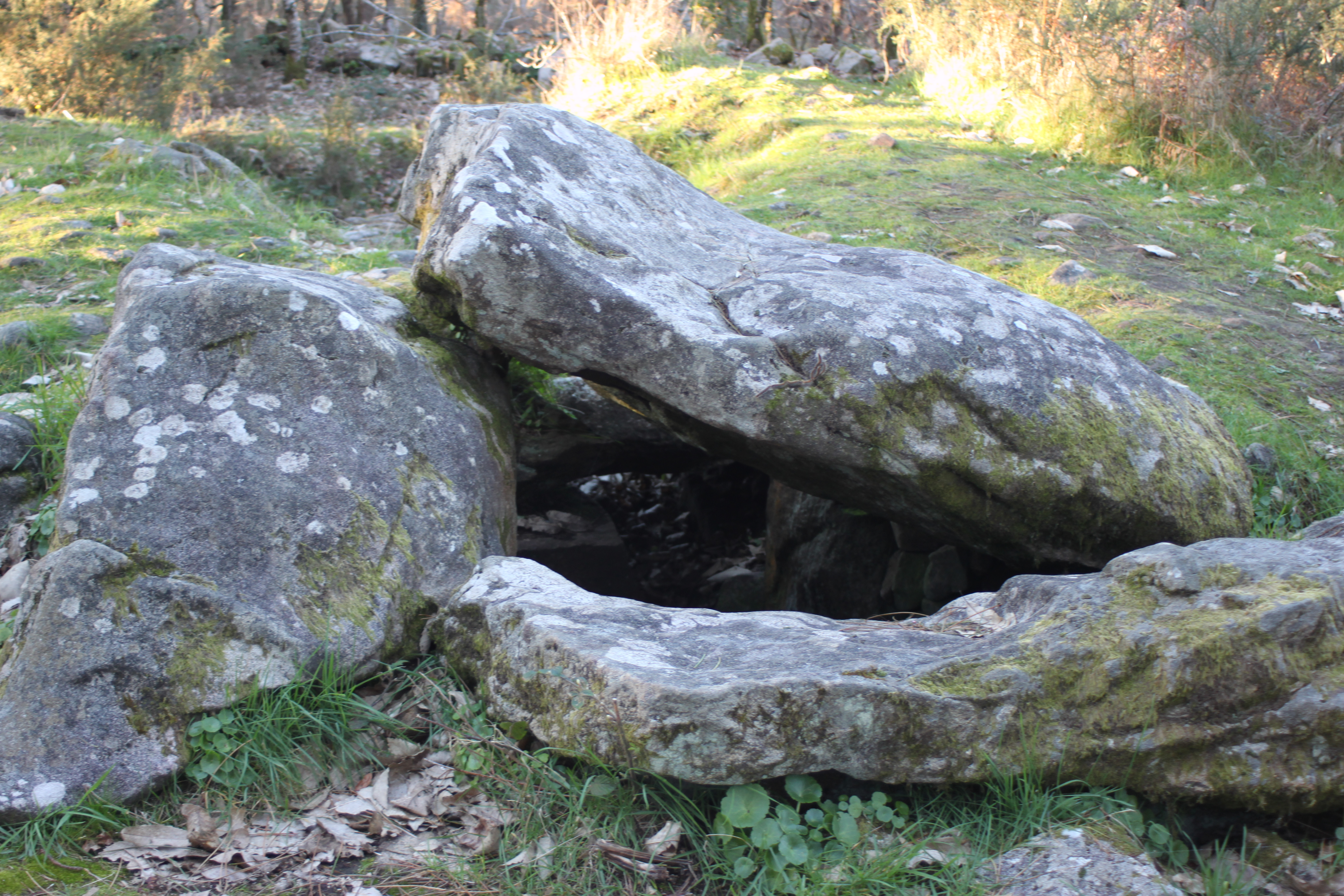
Dolmen de Mané-Ven-Guen.
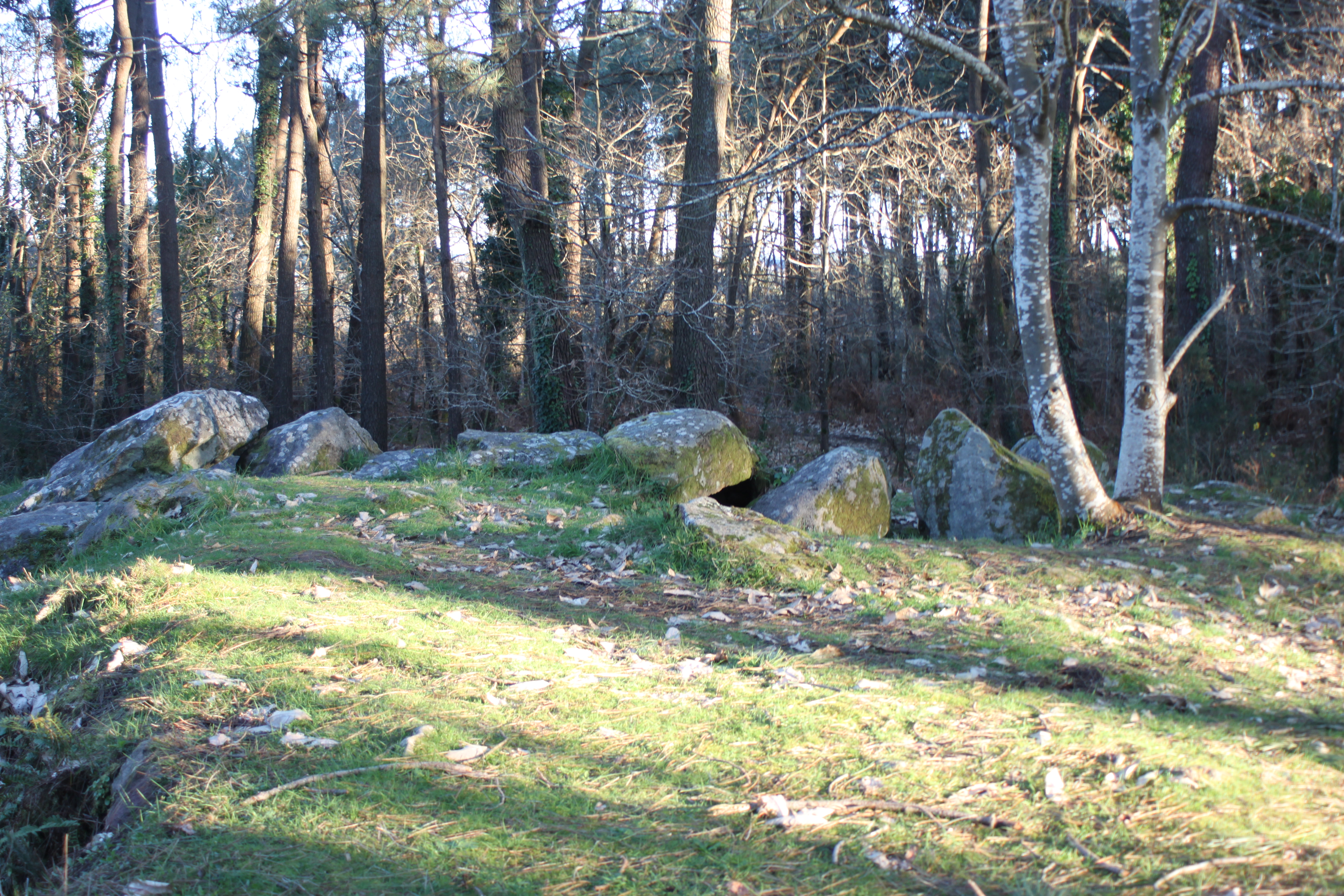
Dolmen de Mané-Ven-Guen.
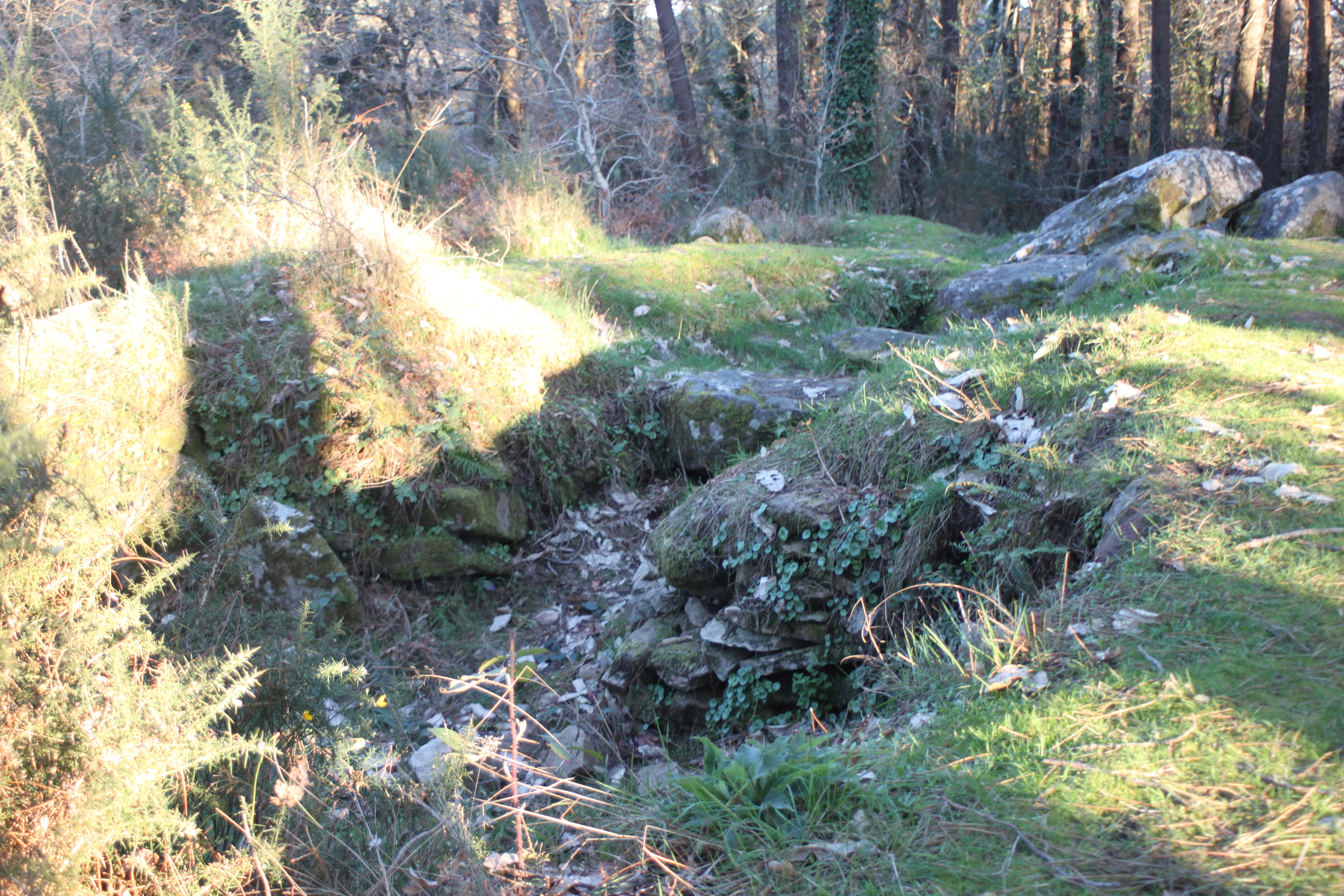
Dolmen de Mané-Ven-Guen.

#### Patrimoine religieux
- La chapelle Saint-Mériadec. Elle date du XVIIIe siècle et abrite une collection d'objets religieux anciens, dits Trésors, exposés derrière une vitrine blindée et climatisée.

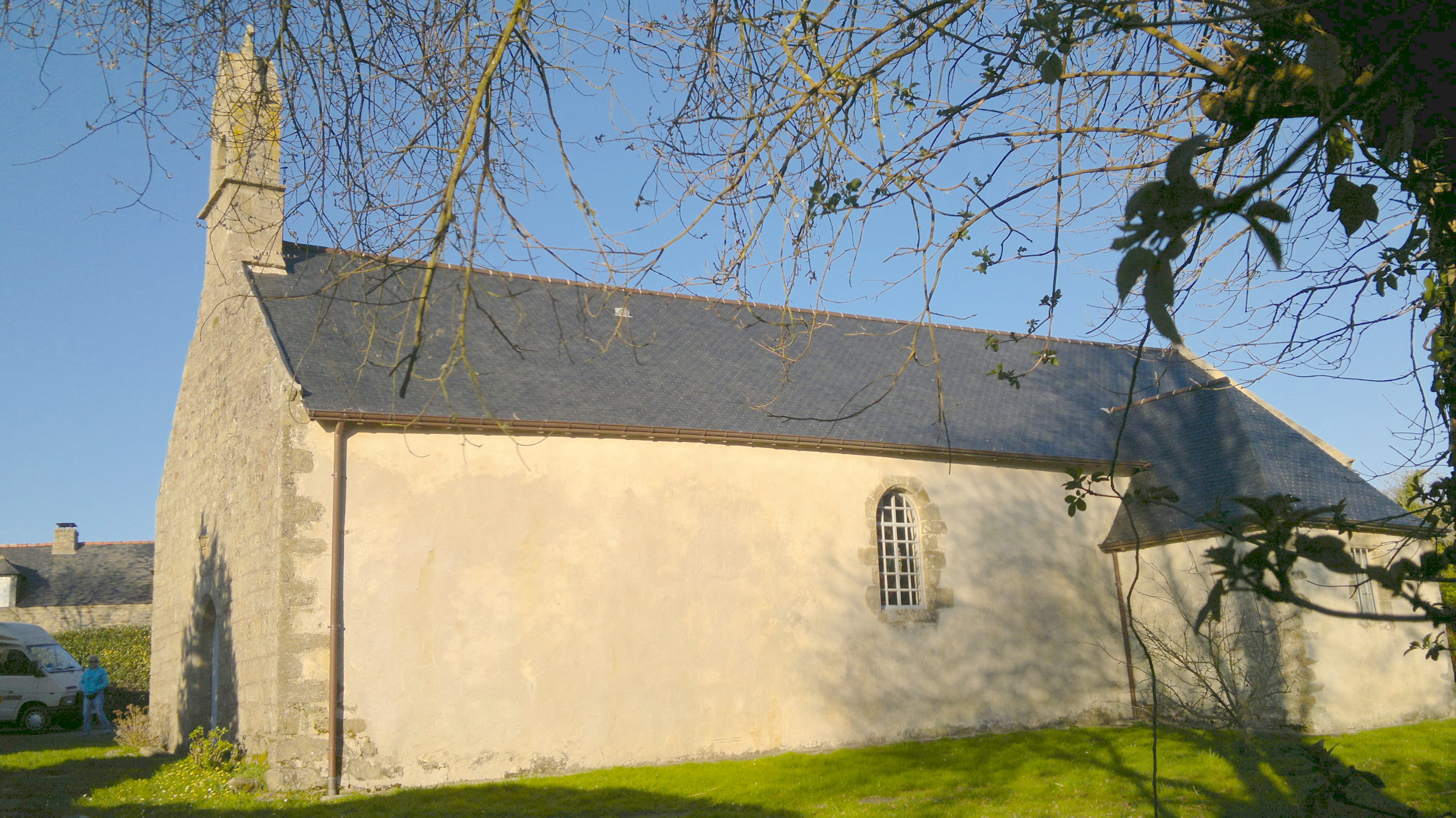
La chapelle Saint-Mériadec.
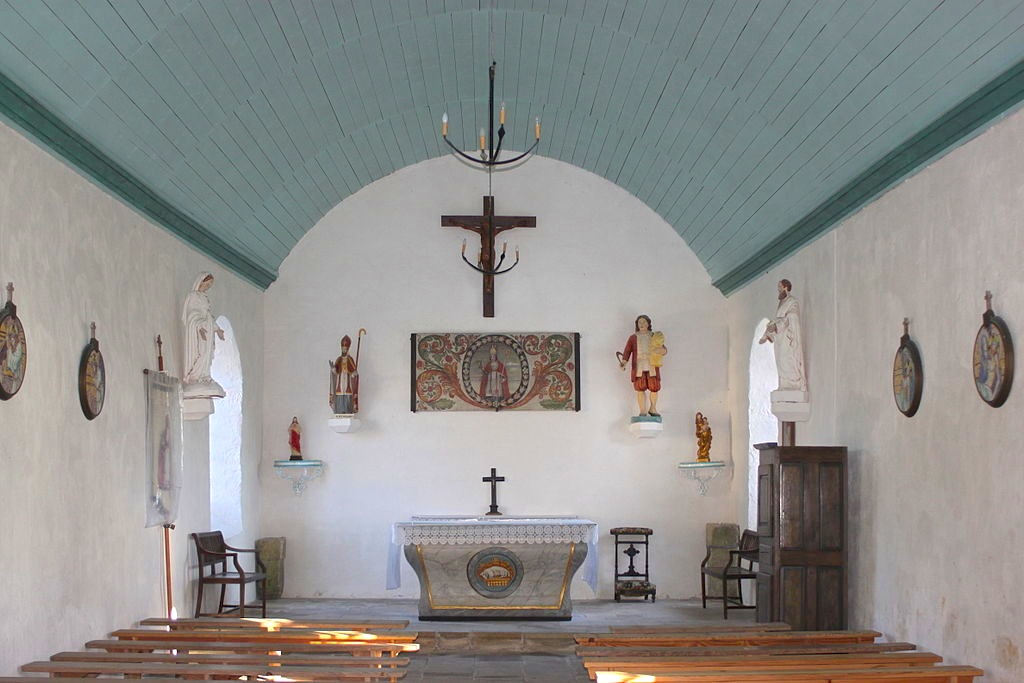
Nef de la chapelle Saint-Mériadec.
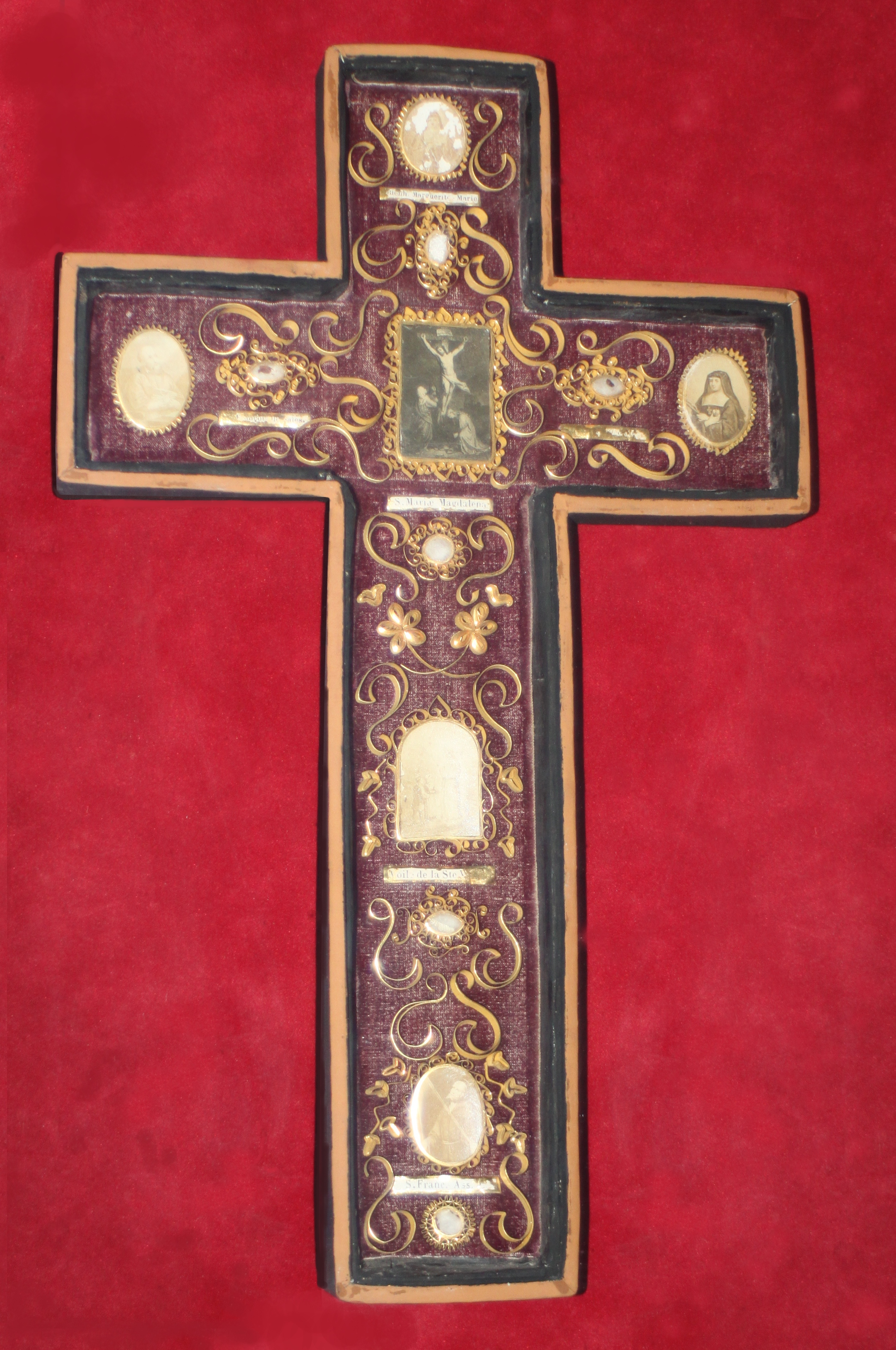
Croix-reliquaire paperolles.
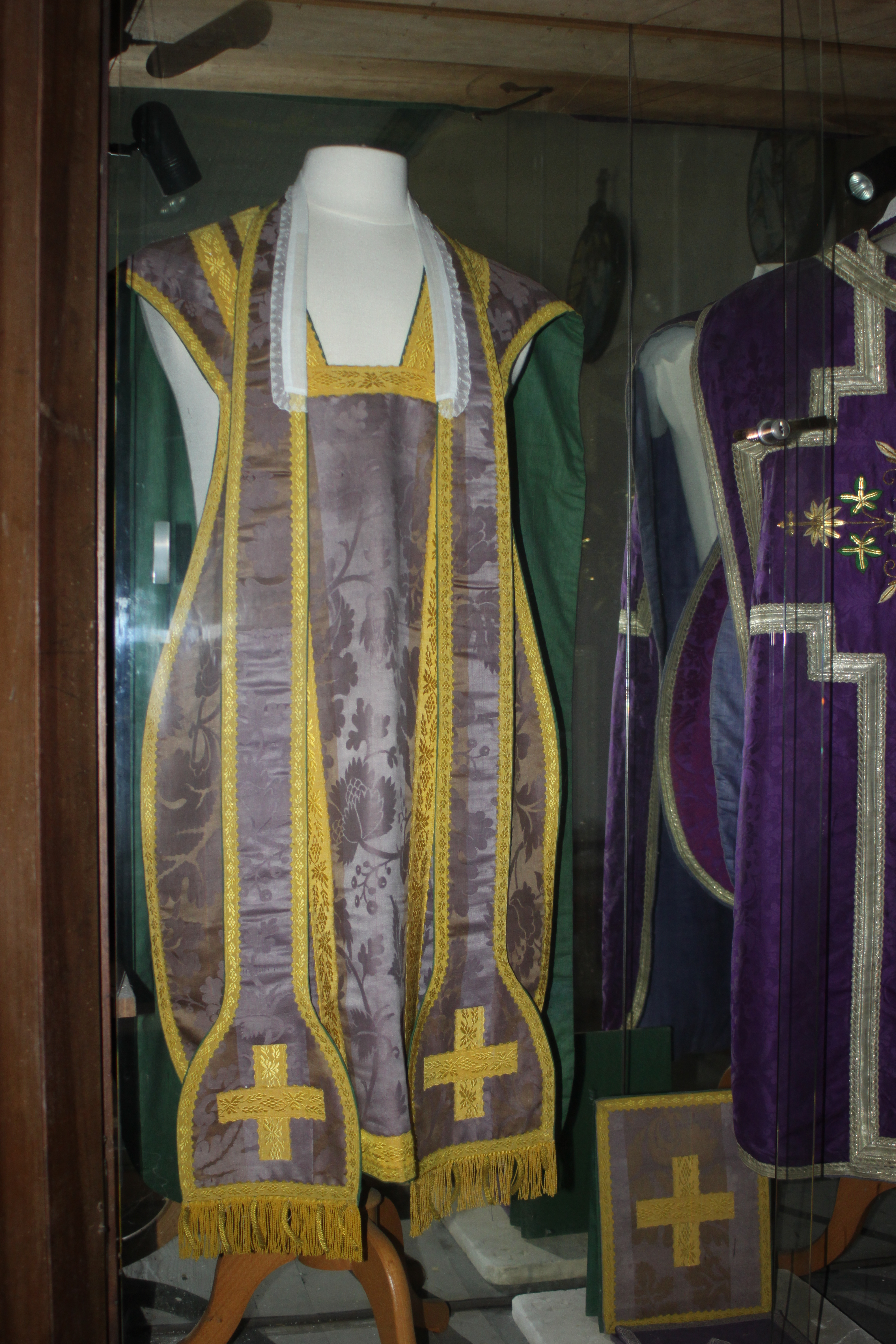
Étole.
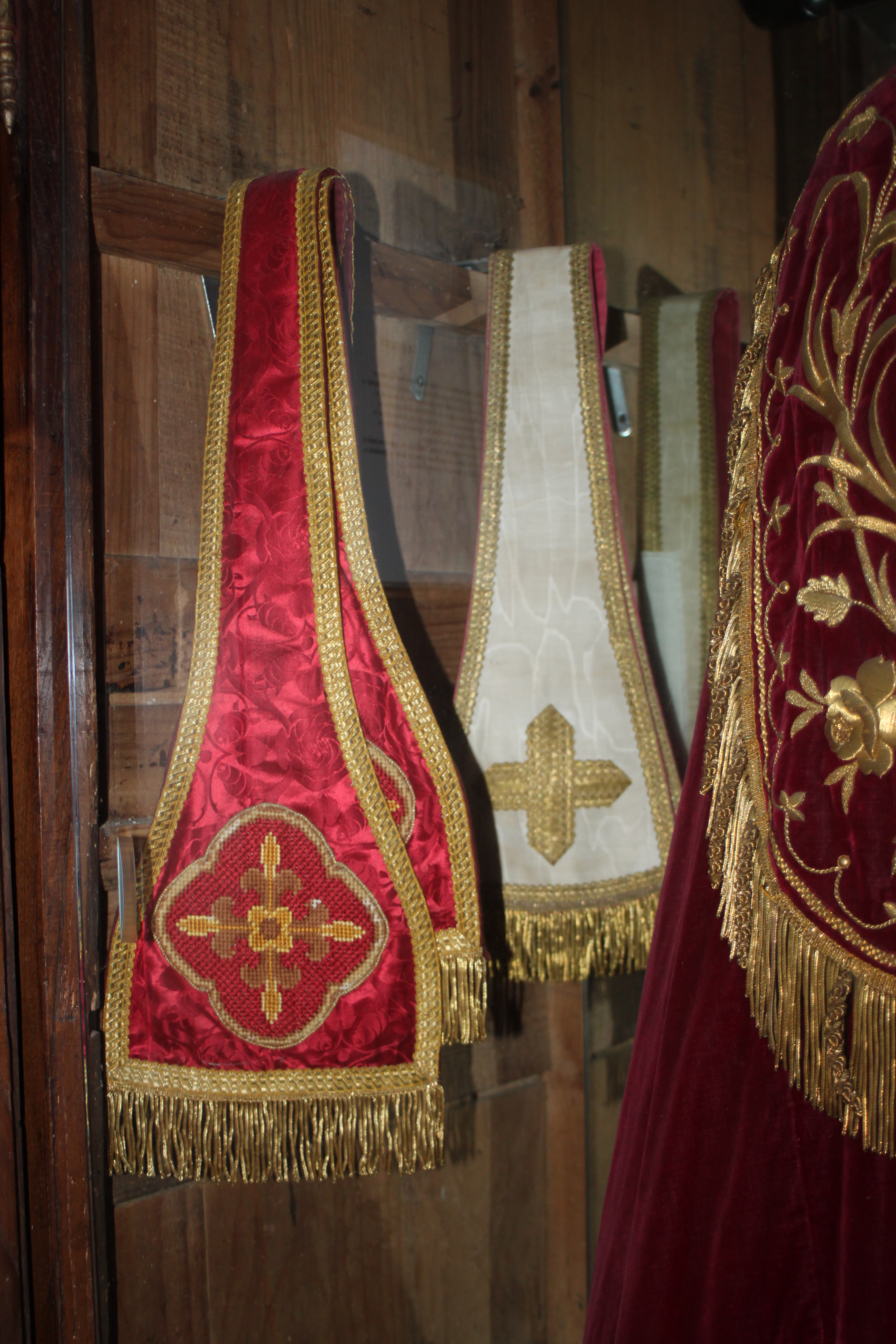
Étoles.
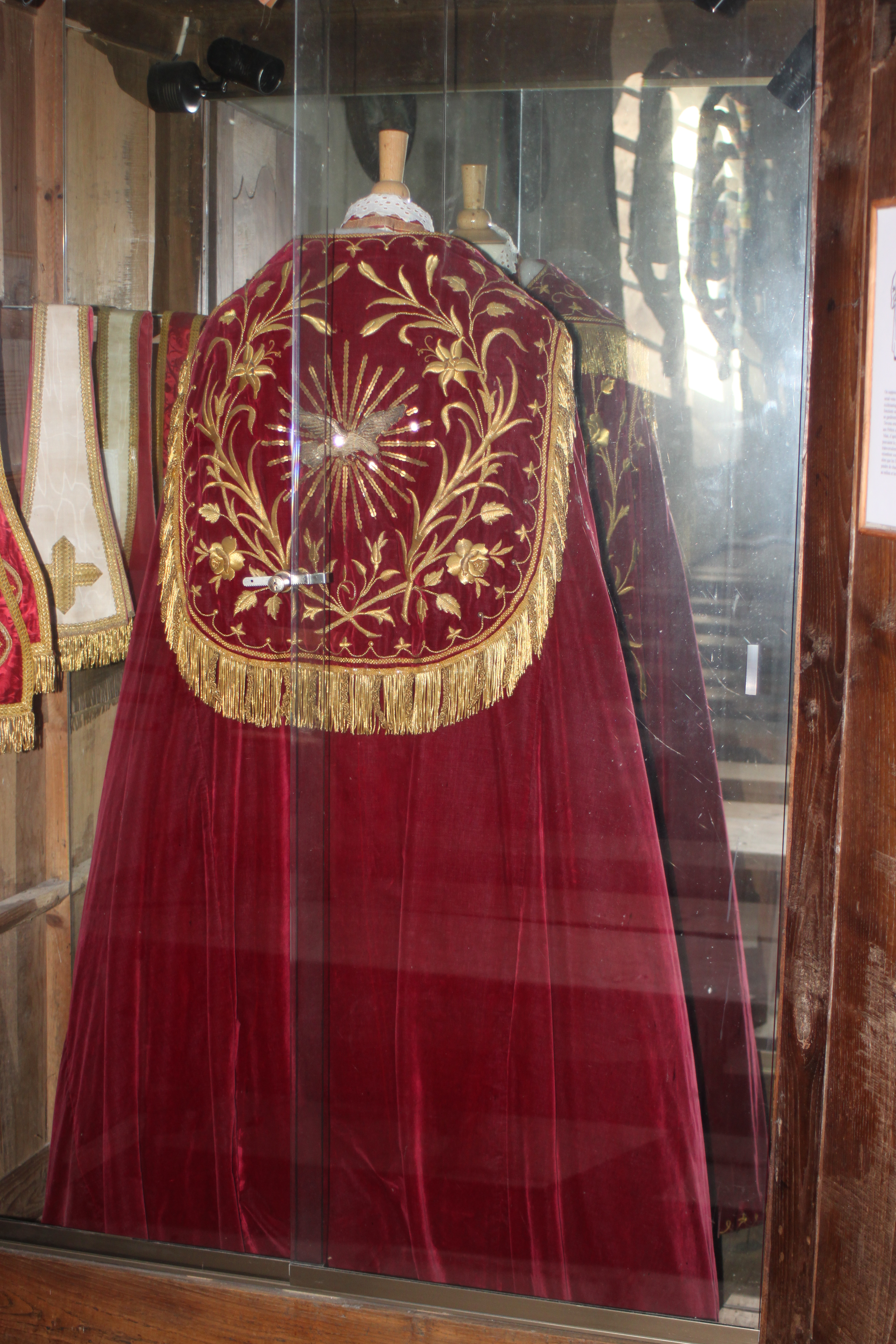
Chape.
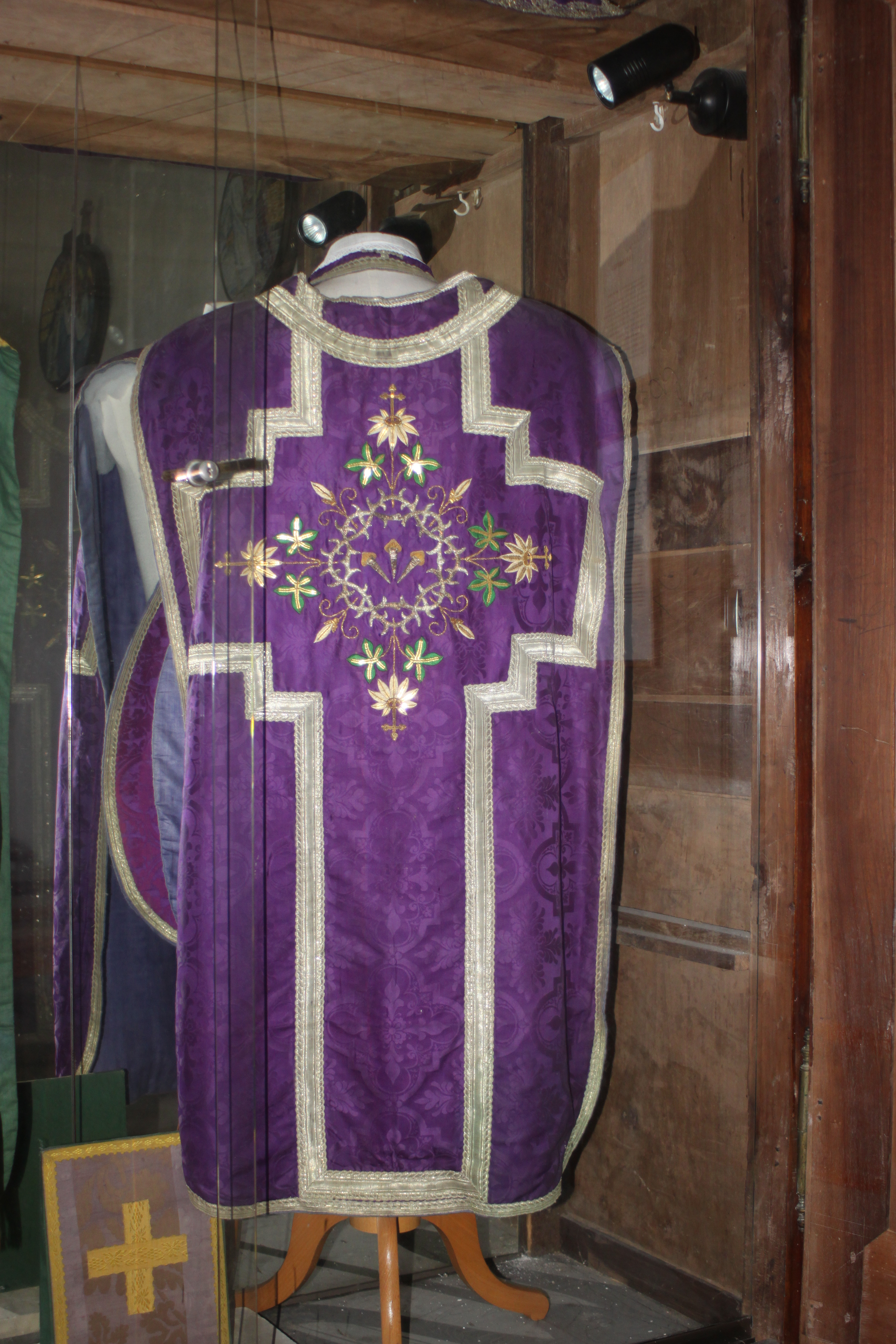
Chasuble.

- l'église Saint-Pierre ;
- la chapelle Notre-Dame de Penmern ;
- la chapelle St Michel à Locmiquel.

#### Patrimoine civil
- le musée des Passions et des Ailes, consacré à l'histoire de Joseph Le Brix[70], célèbre aviateur local ;
- la tombe de Joseph Le Brix ;
- la maison Le Bras (1968-1972), due à l'architecte Roger Le Flanchec ;
- le château de Kergonano date des XVIIe et XVIIIe siècles[71]. Il est inscrit à l'inventaire général du patrimoine culturel[72] ;
- le château du Rohello date du XIXe siècle, il est inscrit à l'inventaire général du patrimoine culturel[73] ;
- le château de Toulvern  date des XVIIIe et XIXe siècles, il est inscrit à l'inventaire général du patrimoine culturel[74] ;
- le manoir du Bois-Bas date des XVe et XVIe siècles, il est inscrit à l'inventaire général du patrimoine culturel[75] ;
- le manoir de Cardélan date des XVe et XVIe siècles, il est inscrit à l'inventaire général du patrimoine culturel[76].

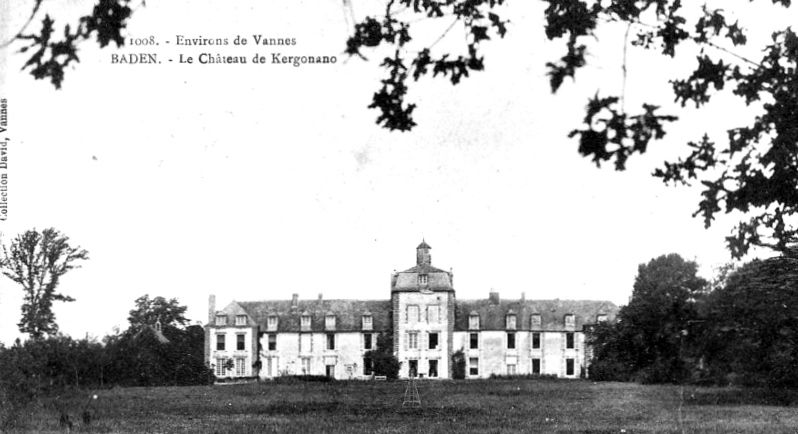
Le château de Kergonano vers 1900 (carte postale Alphonse David, Vannes).
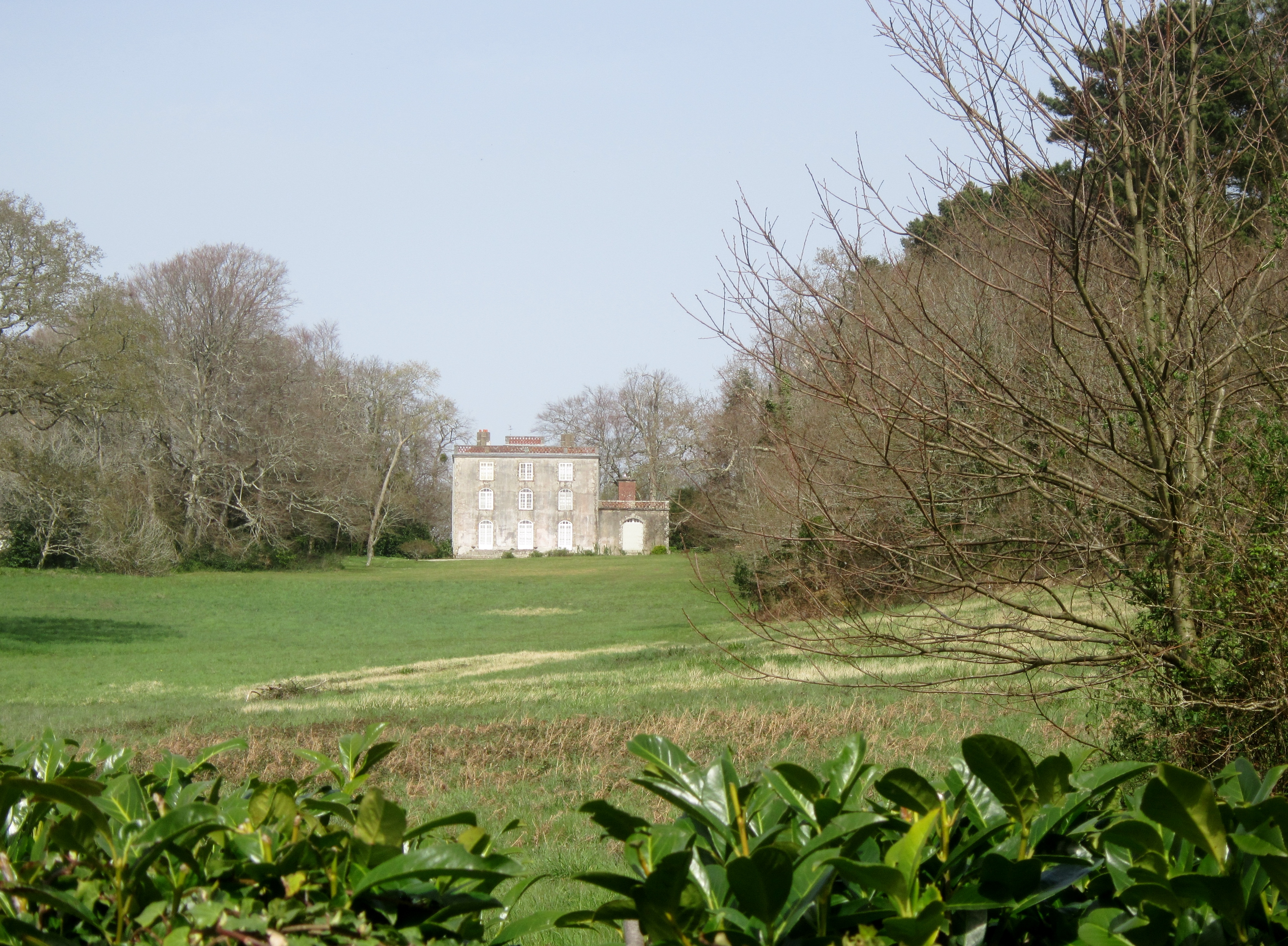
Le château de Rohello sur la rive gauche de la ria d'Auray en 2021.
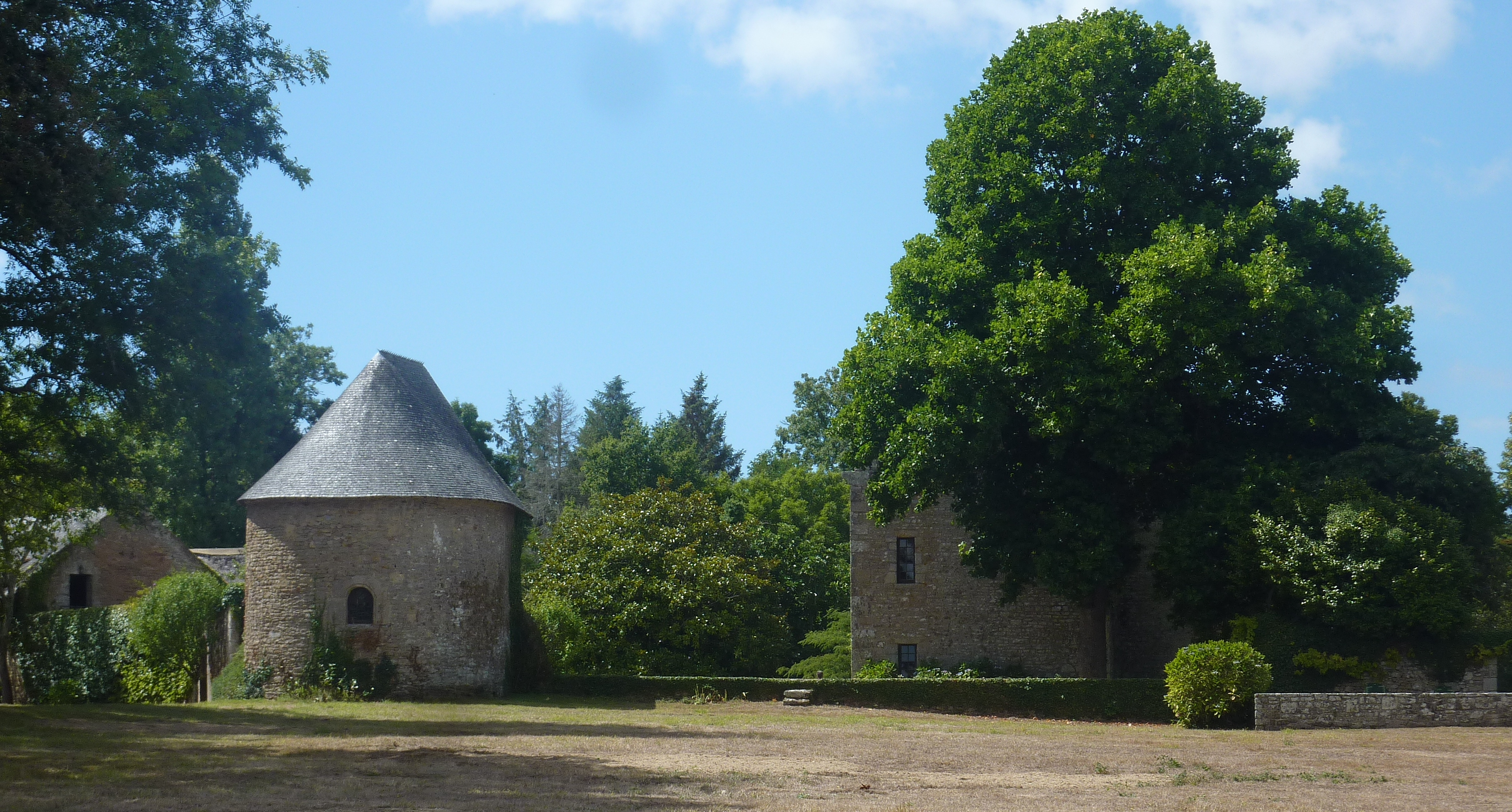
Le manoir du Bois-Bas le long de l'anse du Moustran en 2016.

### Îles
- Sept Îles ;
- Er Runio ;
- Grand Veïzit ;
- Petit Veïzit.

### Héraldique
|  | Les armoiries de Baden se blasonnent ainsi : D’azur à trois coquilles d’or ; au chef d’hermine. (Armes de la famille de Rolland augmentées du chef de Bretagne). Conc. L. Ermoy |

## Personnalités liées à la commune
- Le roi Stevan, mendiant et prophète du XVIIIe siècle, serait mort à Baden en 1775.
- Joseph Le Leuch s'installe secrètement à Baden, chez l'ancien maire Jean Le Vigouroux pendant la Chouannerie.
- Joseph Le Brix (1899, Baden - 1931, Oufa, Russie), aviateur français.
- Gaël Danic (né en 1981), footballeur professionnel, a joué à l'ASC Baden.

## Jumelages
La ville est jumelée avec :
- Weilheim (Baden) en Allemagne depuis 1992.